# Etiopia
L'Etiopia (AFI: /eti.ˈɔpja/; in amarico ኢትዮጵያ, Ītyōṗṗyā, ), ufficialmente denominata Repubblica Federale Democratica d'Etiopia (የኢትዮጵያ ፌዴራላዊ ዲሞክራሲያዊ ሪፐብሊክ, ye-Ītyōṗṗyā Fēdēralāwī Dīmōkrāsīyāwī Rīpeblīk ), è uno Stato dell'Africa orientale situato nel Corno d'Africa, con una popolazione di circa 121,4 milioni di abitanti
 e con capitale Addis Abeba.
Confina a nord con l'Eritrea, a nordest con il Gibuti e il territorio conteso del Somaliland, a est con la Somalia, a ovest con il Sudan e il Sudan del Sud e a sud con il Kenya. È il più popoloso stato senza sbocco al mare al mondo, occupa una superficie totale di più di 1100000 km², ma con una bassa densità di popolazione.

## Origini del nome
In greco il nome Αἰθιοπία, Aithiopía (da Αἰθίοψ, Aithíops, "un etiope"), citato anche nell'Iliade, è una parola composta da αἴθω, aíthō ("io brucio") + ὤψ, ṓps ("faccia"); significa quindi letteralmente "faccia bruciata", ossia "persona dalla pelle scura". Lo storico greco Erodoto utilizzò il termine per indicare le terre abitate dai neri a est del Nilo, corrispondenti al Corno d'Africa e al Sudan odierni.
In epoca romana con il toponimo Aethiopia si indicava all'incirca l'antica Nubia e fu durante il regno di Ezanà che gli Axumiti assunsero il nome di Etiopi. Nel Libro di Axum del XV secolo, scritto nella lingua ge'ez, il nome è attribuito a un individuo leggendario chiamato Ityopp'is, figlio extrabiblico di Cush, a sua volta figlio di Cam, che avrebbe fondato la città di Axum.
Il nome Etiopia ricorre anche in molte traduzioni dell'Antico Testamento, benché in realtà nei testi ebraici la Nubia corrispondesse al Kush. Nel Nuovo Testamento, invece, il termine greco Aithíops era utilizzato in riferimento a un servo di Candace o Kentakes, forse un abitante di Meroe, poi conquistata e distrutta dal Regno di Axum.
Durante il periodo coloniale europeo, l'Etiopia fu spesso denominata Abissinia, in riferimento agli habesha (latinizzato in abissini), una delle prime popolazioni semitiche etiopi. In alcune lingue l'Etiopia è ancora indicata come Abissinia: per esempio in arabo moderno è conosciuta come Al-Ḥabashah.

## Storia
Anticamente con Etiopia si individuava un'area del nord-est dell'Africa, confinante a nord con l'Egitto e a est con il Mar Rosso. L'utilizzo di questo termine, tuttavia, è variato considerevolmente durante le varie epoche fino ad arrivare a indicare l'attuale stato. Con lo sviluppo scientifico della geografia, gli etiopi iniziarono a essere considerati in maniera meno vaga e il loro nome fu utilizzato come equivalente dell'Assiria, del Kush ebraico e del Kesh uniti insieme.

### Preistoria

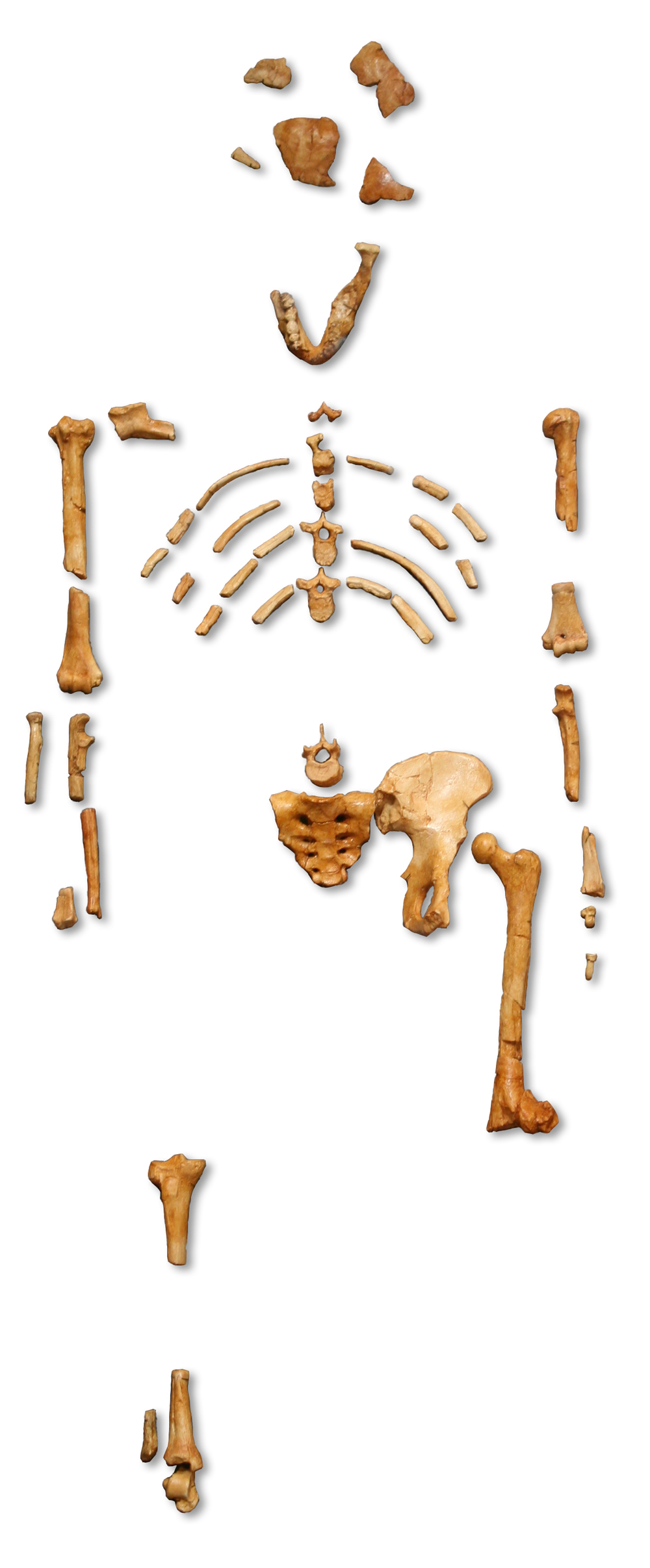
'Lucy', il famoso Australopithecus afarensis.

Nel 1994 furono scoperti in Etiopia i resti di un Ardipithecus, un antichissimo ominide vissuto oltre 4 milioni di anni fa. Il più conosciuto tra i progenitori dell'uomo di cui si hanno tracce resta tuttavia l'Australopithecus afarensis ribattezzato Lucy di 3,2 milioni di anni fa, rinvenuto nel 1974 nei pressi del villaggio Hadar nella valle dell'Auasc del Triangolo di Afar.
L'Etiopia è considerata uno dei primi siti in cui si svilupparono gli esseri umani anatomicamente moderni; ossa umane di un Homo sapiens di 200 000 anni fa furono rinvenute nel 1967 nell'Omo Kibish a sud dell'Etiopia. Nel 1997 furono inoltre ritrovati nella media valle dell'Auasc i resti scheletrici dell'Homo sapiens idaltu, risalente a circa 160 000 anni fa, considerato un'estinta sottospecie dell'Homo sapiens o l'antenato più prossimo dell'essere umano anatomicamente moderno. Da questa regione, gli ominidi si sarebbero poi diffusi, occupando le aree del Medio Oriente e oltre.
Secondo molti linguisti le prime popolazioni di lingua afro-asiatica arrivarono nella regione durante il Neolitico dalla famiglia Urheimat della valle del Nilo oppure dal Vicino Oriente. Altri studiosi suppongono invece che si siano sviluppate nel Corno d'Africa e successivamente si siano diffuse in tutto il mondo.

### Antichità

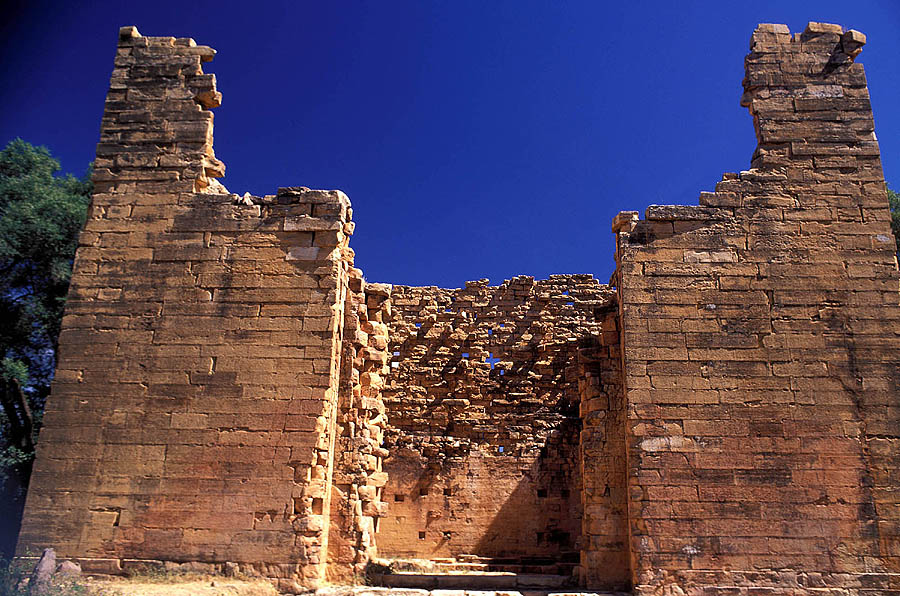
Rovine del tempio a Yeha.

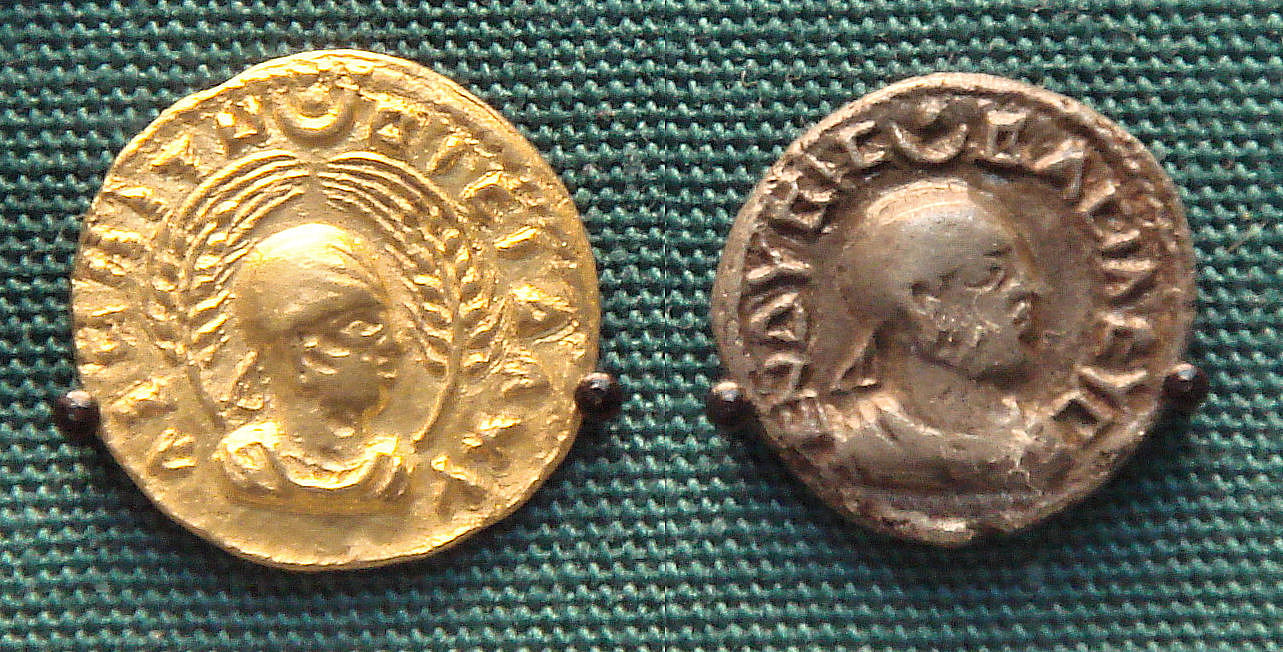
Monete axumite del re Endubis, 227-35, conservate al British Museum con le iscrizioni in lingua greca antica "AΧWMITW BACIΛEYC" ("Re di Axum") e "ΕΝΔΥΒΙC ΒΑCΙΛΕΥC" ("Re Endubis").

Intorno all'VIII secolo a.C. venne fondato, nei territori delle odierne Eritrea ed Etiopia settentrionale, un regno conosciuto come D'mt. La capitale si trovava nei pressi della città di Yeha, a nord dell'Etiopia. Secondo la maggior parte degli storici moderni, la civiltà era nativa dell'Etiopia, benché influenzata dai Sabei. Secondo altri studiosi, invece, il D'mt fu il risultato dell'unione di culture afro-asiatiche con derivazioni sia cuscitiche, per mezzo dei locali Agau, sia semitiche, attraverso i Sabei dell'Arabia meridionale.
Ciò nonostante il ge'ez, l'antica lingua semitica dell'Etiopia, dovrebbe essersi sviluppato in modo indipendente dal sabeo, poiché già intorno al 2000 a.C. il semitico era parlato in Etiopia e in Eritrea, dove il ge'ez si sviluppò. L'influenza sabea potrebbe quindi essere stata minore, limitata a pochi luoghi, e forse scomparve dopo alcuni decenni o al massimo un secolo; potrebbe in particolare essere derivata da scambi commerciali o alleanze militari con la civiltà etiopica di D'mt o di qualche altro Stato proto-axumita.

### Regno di Axum

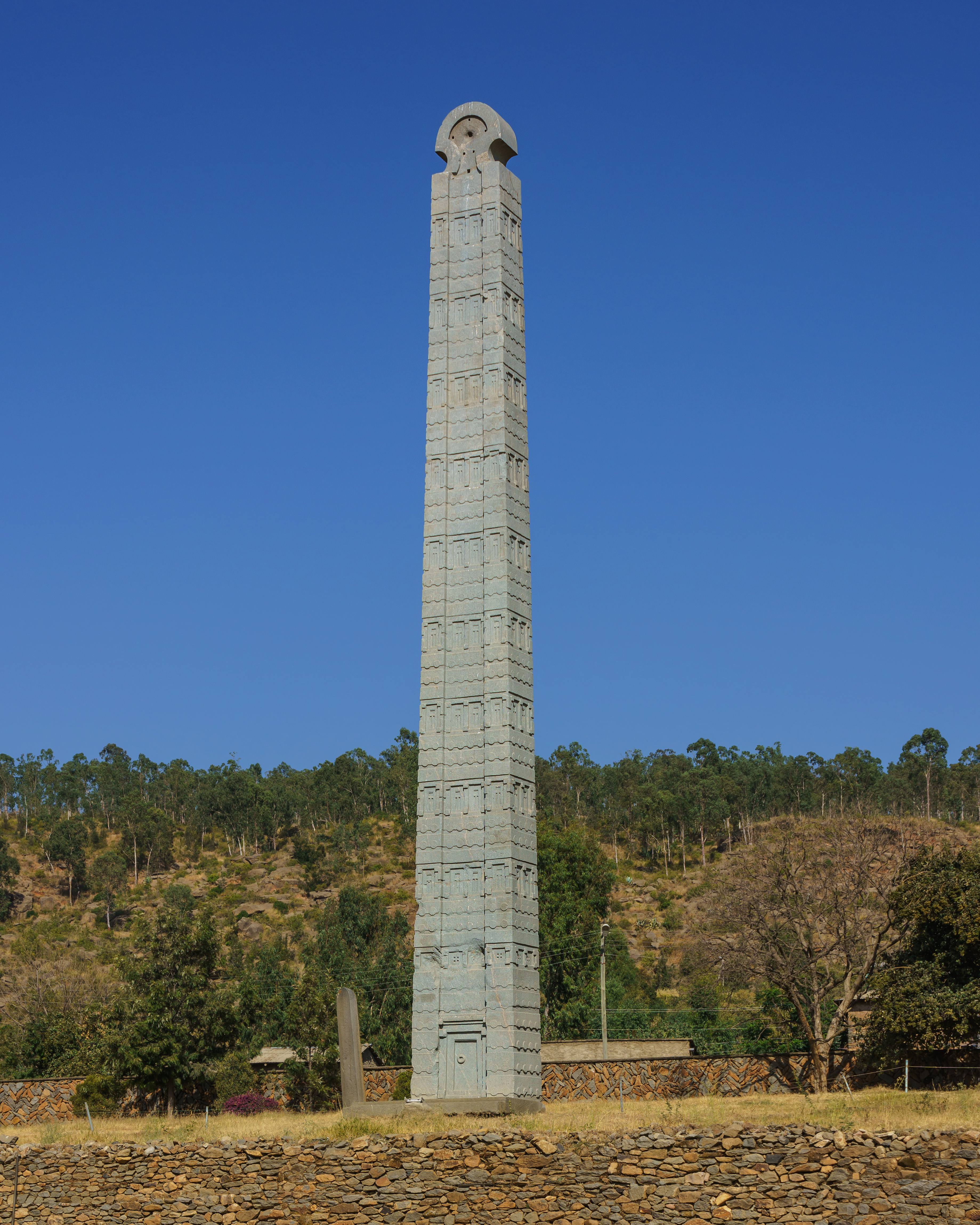
Stele di Axum.

Nel IV secolo a.C., dopo la caduta della civiltà dei D'mt, l'altopiano etiope fu dominato da vari piccoli regni. Nel I secolo d.C. il regno di Axum emerse nelle odierne Etiopia del nord ed Eritrea. Secondo il Libro di Axum, la prima capitale del regno fu Mazabe, costruita dagli Etiopi, figli di Cush. Il regno poi estese il suo dominio sull'altra sponda del Mar Rosso, nell'odierno Yemen. Nel III secolo il profeta e religioso persiano Mani menzionò il regno di Axum tra le quattro grandi potenze dell'epoca, insieme all'Impero romano, all'Impero persiano e all'Impero cinese.
Intorno al 316 Frumenzio e suo fratello Edesio da Tiro accompagnarono lo zio in Etiopia. Quando la nave attraccò nel porto axumita del Mar Rosso, i nativi uccisero tutti i viaggiatori a eccezione dei due fratelli, che furono poi condotti a corte come schiavi. I fratelli riuscirono a ottenere incarichi di fiducia da parte del re Ezanà e convertirono i membri della corte reale al cristianesimo. Frumenzio divenne il primo vescovo di Axum, anche se la religione cristiana potrebbe essere stata, in un primo momento, limitata agli ambienti di corte.

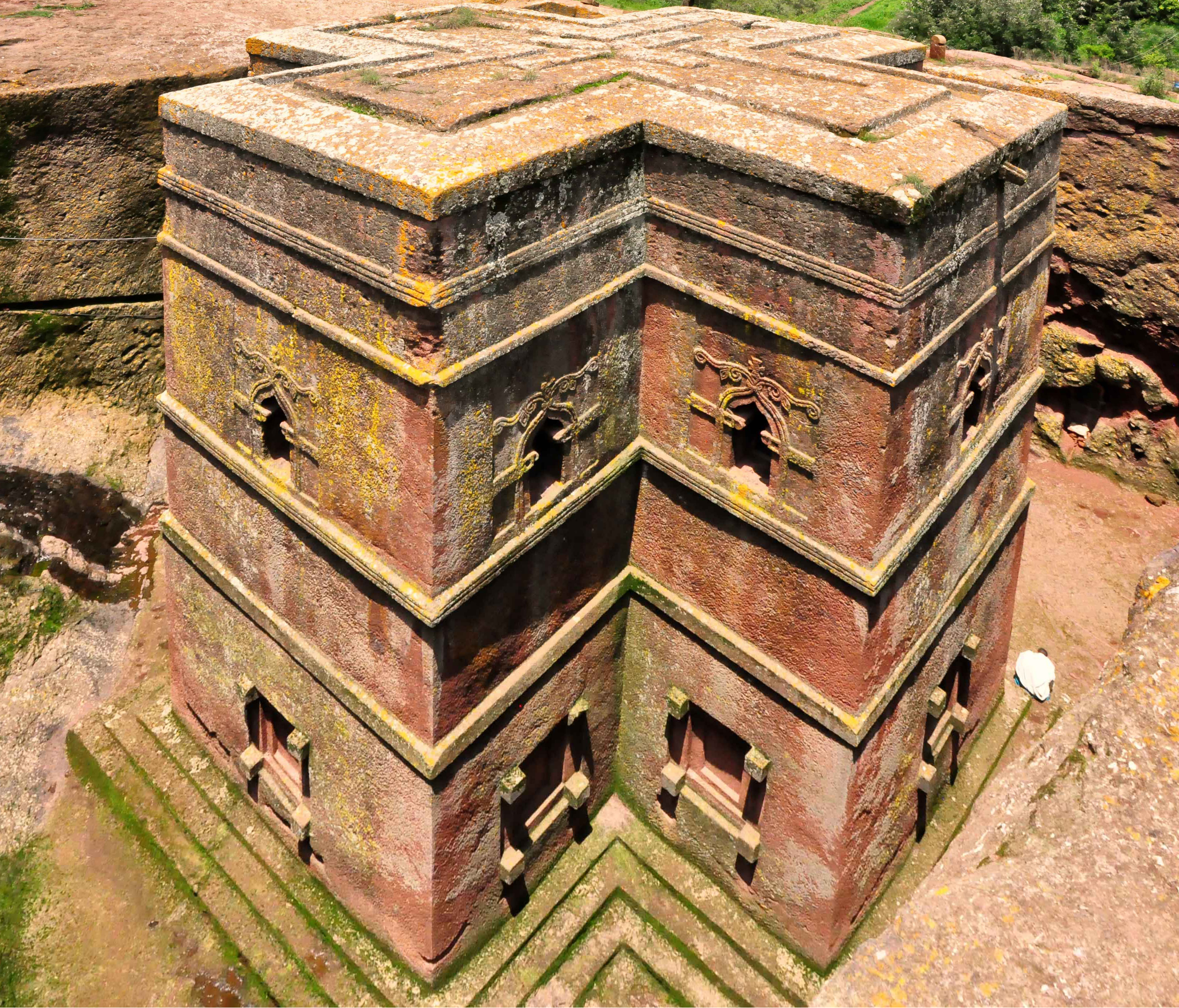
La chiesa cristiana axumita di Bet Giorgis a Lalibela.

Mentre il regno di Axum cadde successivamente in declino, il sultanato di Scioà fu fondato nella regione omonima al centro dell'odierna Etiopia; lo Stato fu governato dalla dinastia Makhzumi fino all'incirca al 1280, quando subentrò la dinastia Walashma.
Il primo contatto che il profeta islamico Maometto ebbe con l'Etiopia avvenne con il re di Axum Aṣḥama ibn Abjar, che nel 614 diede rifugio a numerosi musulmani perseguitati. Secondo lo storico Taddesse Tamrat, la tomba di Ashamat al-Negashi si troverebbe a Ugorò. Il secondo contatto di Maometto con l'Etiopia avvenne durante la spedizione di Zayd ibn Haritha, quando il profeta inviò al Negus Aṣḥama d'Axum il Compagno Amr bin Umayyah al-Damri con una lettera, invitandolo a seguire il suo messaggio e credere in Allah.
Attorno al 970 la regina Gudit invase il regno di Axum e distrusse tutti i luoghi di culto cristiani. Presentata tradizionalmente dalle cronache etiopi come ebrea, secondo alcuni studiosi potrebbe invece essere stata pagana.

### Medioevo

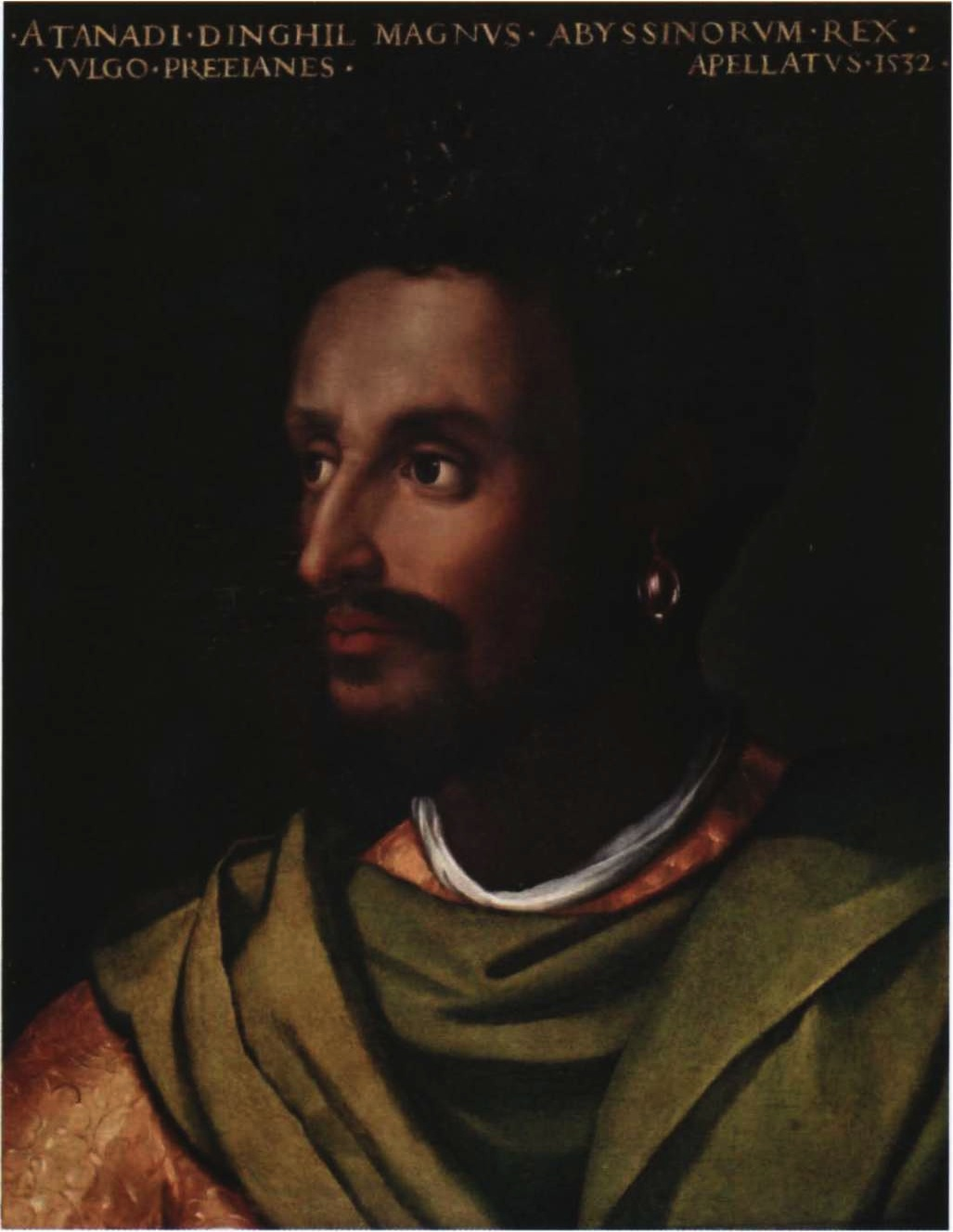
L'imperatore d'Etiopia Davide II, membro della Dinastia Salomonide.

A partire dal 1137 la dinastia Zaguè governò diverse regioni delle odierne Etiopia ed Eritrea. L'origine e il nome di questa dinastia derivano dal ramo cusitico. Gli Agau del nord dell'Etiopia fecero parte del governo del paese fino al 1270. Da allora fino al 1755 fu la dinastia Salomonide a governare l'impero etiopico.
Nei primi anni del XV secolo l'Etiopia, per la prima volta dall'era axumita, cercò di stringere degli accordi diplomatici con i regni europei, come dimostrato da una lettera inviata dal re Enrico IV d'Inghilterra all'Imperatore dell'Abissinia. Nel 1428, l'imperatore Yeshaq I inviò degli emissari ad Alfonso V d'Aragona, che, a sua volta, inviò alcuni suoi emissari.

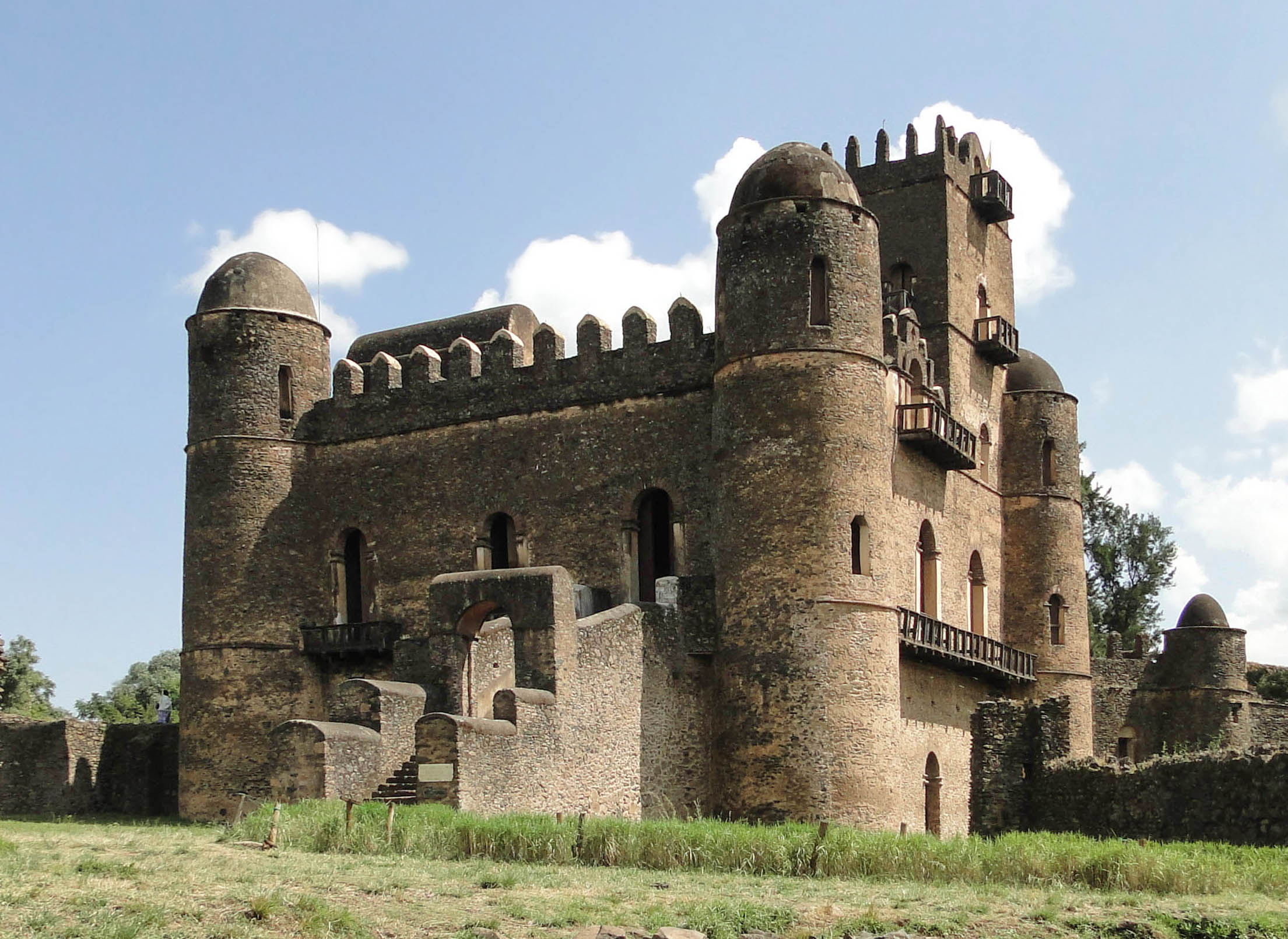
Il Fasil Ghebbi dell'imperatore Fasilides a Gondar.

Tuttavia i primi rapporti continuativi con un paese europeo si verificarono a partire dal 1508, quando l'imperatore Davide II, dopo avere ereditato il trono dal padre, strinse vari accordi con il Regno del Portogallo. Ciò consentì all'imperatore di difendersi dagli attacchi da parte del generale e imam Ahmad ibn Ibrahim al-Ghazi del Sultanato di Adal: il Portogallo inviò all'imperatore etiope quattrocento uomini armati, aiutando così Claudio, figlio di Davide II, a sconfiggere Ahmad e a ristabilire il suo dominio. Questa guerra tra l'Abissinia e l'Adal fu una delle prime nella regione in cui parteciparono l'Impero ottomano e il Regno del Portogallo.
La conversione al cattolicesimo dell'imperatore Susenyos, avvenuta nel 1624, fu la causa di rivolte e disordini civili che causarono migliaia di morti. I missionari gesuiti avevano offeso la fede ortodossa degli etiopi, così, il 25 giugno del 1632, l'imperatore Fasilides, figlio di Susenyos, dichiarò il cristianesimo ortodosso religione di Stato in Etiopia, espellendo i missionari gesuiti e gli altri europei.

### Sultanato di Aussa

La bandiera del Sultanato di Aussa.

L'Imamato di Aussa, nella zona nord-est dell'odierna Etiopia, nacque nel 1577, in seguito alla scissione del Sultanato di Adal nell'Imamato di Aussa, guidato da Muhammad Jasae, e nel Sultanato di Harar. Nel 1672 l'imamato perse gradualmente la sua influenza in seguito all'ascesa al trono dell'imam Umar Din bin Adam, ma intorno al 1734 fu ristabilito come sultanato dal re Kedafu della dinastia dei Mudaito. Il simbolo principale del Sultano era rappresentato da un testimone in argento.

### Zemene Mesafint(Era dei Principi)

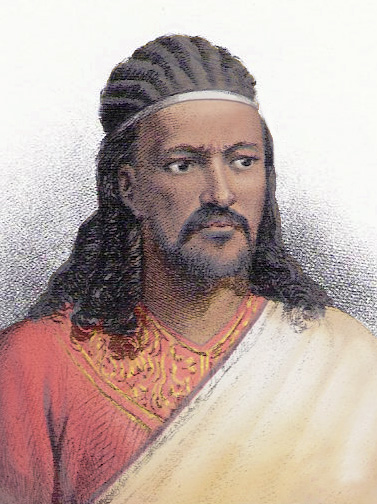
L'imperatore Teodoro II.

Tra il 1755 e il 1855 l'Etiopia visse un periodo di isolamento denominato Zemene Mesafint o "Era dei Principi". Gli imperatori divennero mere figure di facciata, controllate inizialmente dai capi militari del Tigré ras Mikael Sehul e ras Wolde Selassie e successivamente dalla dinastia oromo dei Yejju, tra i quali ras Gugsa di Yejju del Begemder, che introdusse come lingua di corte l'oromonico.

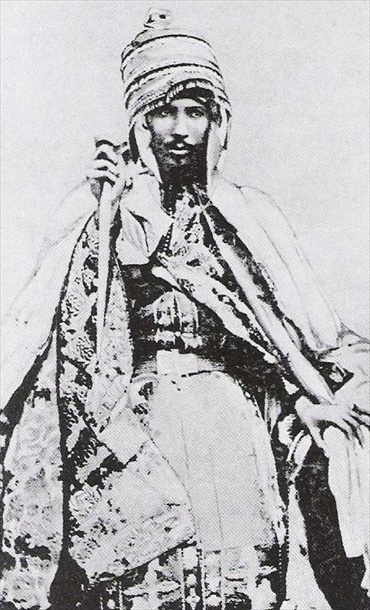
L'imperatore Giovanni IV.

L'isolamento etiope terminò in seguito a una missione britannica che comportò l'alleanza tra le due nazioni, ma solo nel 1855 l'Etiopia fu completamente unificata e posta sotto il governo dell'imperatore Teodoro II, che iniziò a modernizzare il paese e a centralizzare il potere. Tuttavia l'impero fu attaccato in numerose occasioni, da parte sia delle milizie oromo, sia dei ribelli Tigré, sia dell'Impero ottomano e delle forze egiziane nei pressi del Mar Rosso. Teodoro II, fortemente indebolito nel potere, si suicidò nel 1868 dopo la sua ultima battaglia contro un corpo di spedizione britannico, inviato in Etiopia per liberare un gruppo di europei da lui presi in ostaggio.
In seguito fu proclamato imperatore Teclè Ghiorghìs II, che tuttavia fu sconfitto nel 1871 nelle battaglie di Zulawu e Adua dal deggiasmac Cassa, che fu proclamato imperatore d'Etiopia con il nome di Giovanni IV il 21 gennaio 1872. Nel 1875 e nel 1876, le forze egiziane, accompagnate da ufficiali europei e americani, invasero due volte l'Abissinia, ma furono sconfitte dall'esercito etiope inizialmente nella battaglia di Gundet, dove morirono 800 soldati, e definitivamente il 7 marzo 1875 nella battaglia di Gurail, perdendo almeno 3 000 uomini, tra uccisi o catturati. Nel 1885 l'Etiopia entrò in guerra contro lo Stato sudanese mahdista, in alleanza con le forze britanniche, turche ed egiziane; il 10 marzo 1889, durante la battaglia di Gallabat, Giovanni IV fu ucciso dall'esercito sudanese di Khalifah Abdullah, che, seppur vittorioso, subì gravi perdite e per questo sospese le azioni offensive contro l'Etiopia.

### Il regno di Menelik II (1889-1913)

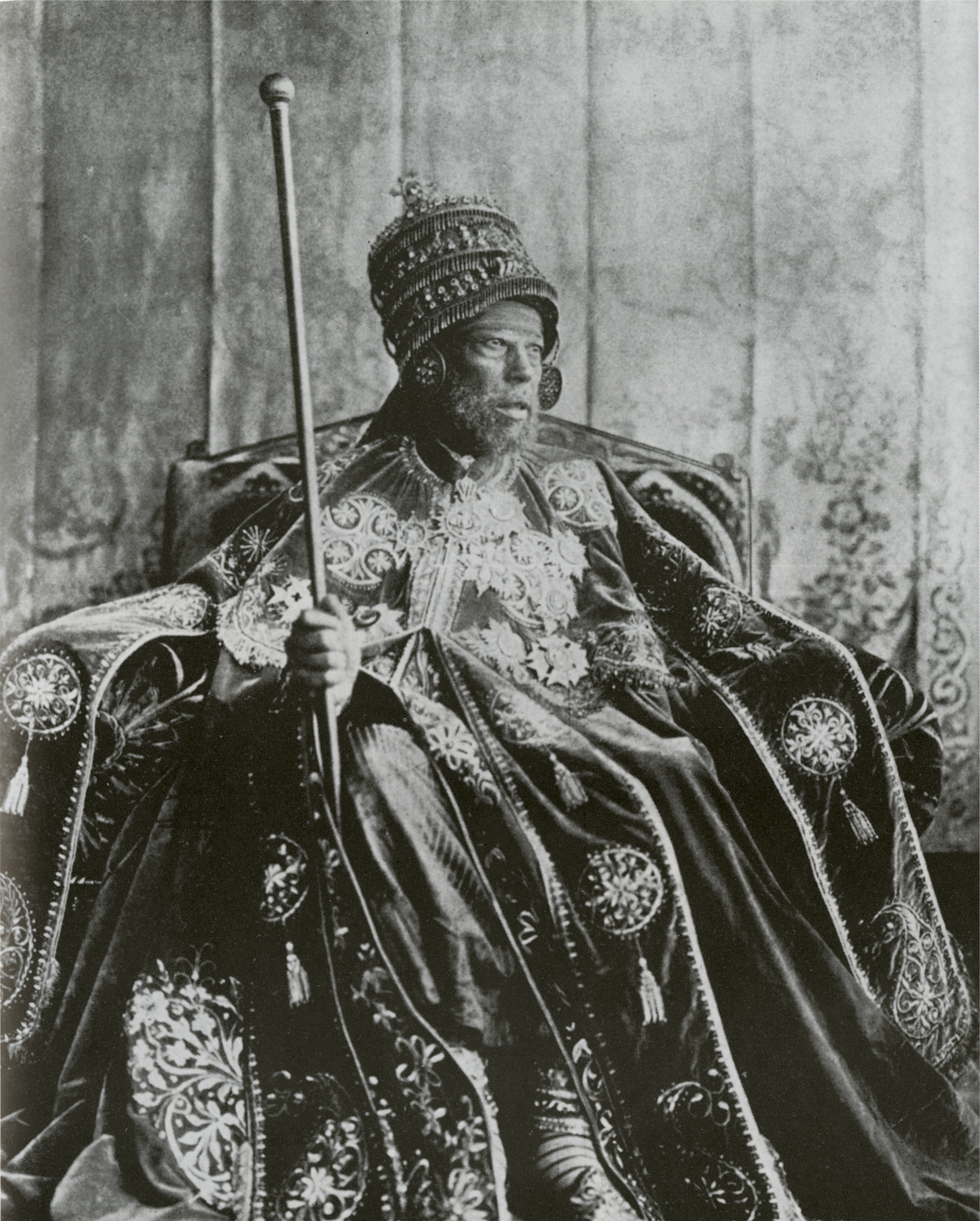
L'imperatore Menelik II.

L'Etiopia, nella sua forma più moderna, ebbe inizio con il regno di Menelik II, imperatore dal 1889 fino alla sua morte nel 1913. Dalla sua base nella provincia centrale della Scioà, Menelik decise di annettere all'Etiopia i territori del sud-est e sud-ovest, abitati dagli oromo, dai Sidamo, dai guraghé, dai wolaytae e da altri gruppi. Le conquiste di Menelik, rese possibili grazie all'aiuto del ras Gobena Dache, shoano della milizia Oromo, si diressero in particolare contro i sovrani feudali Oromo, che nel secolo precedente avevano dominato il Paese durante l'"Era dei principi"; la principale dinastia regnante era stata quella degli Yejju, alla quale erano appartenuti i ras Aligaz di Yejju e suo fratello Ali I di Yejju; era stato in particolare quest'ultimo il fondatore della città di Debre Tabor nella regione degli Amara, capitale del Paese durante la dominazione della dinastia.
Durante il suo regno Menelik II realizzò molte innovazioni: costruì strade, distribuì l'elettricità, diffuse l'istruzione, sviluppò un sistema di tassazione centrale e fondò la città di Addis Abeba, che nel 1881 divenne la capitale della provincia di Scioà e nel 1889, dopo la salita al potere dell'Imperatore, la nuova capitale dell'Etiopia. Dal 1888 al 1892 l'Etiopia subì una grande carestia.

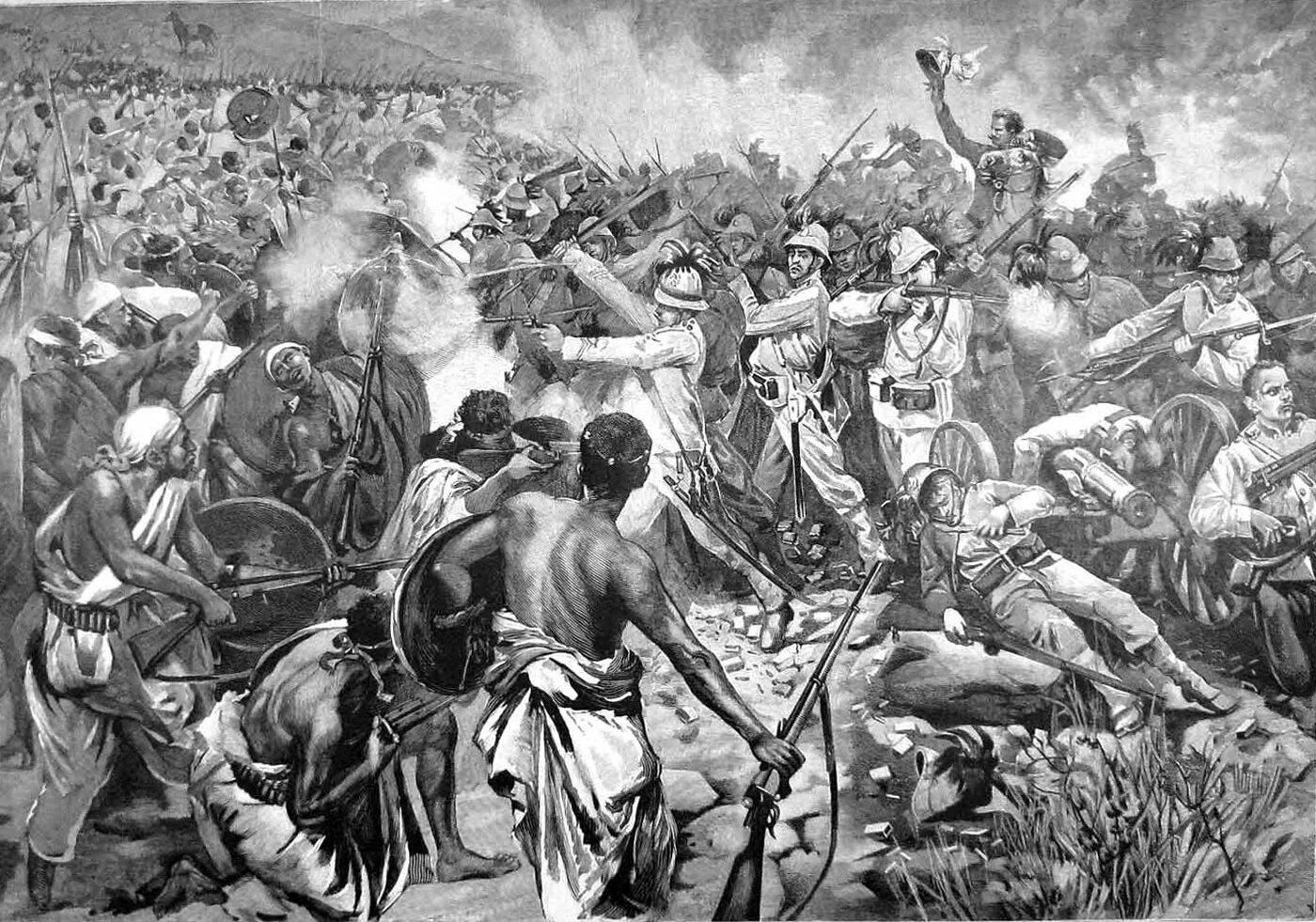
La battaglia di Adua del 1896.

Alla fine del XIX secolo, in seguito all'apertura del canale di Suez, prese nuovo slancio la colonizzazione del continente africano da parte dei Paesi europei, che si interessarono anche all'impero etiope. Nel 1870 il porto eritreo di Assab, presso l'entrata meridionale del Mar Rosso, fu acquistato da una compagnia italiana, come cessione di un sultano locale, ponendo le basi per la fondazione di una colonia italiana in Eritrea. Al termine degli scontri della guerra d'Eritrea, nel maggio 1889 il Regno d'Italia e l'Impero d'Etiopia stipularono il trattato di Uccialli, volto a regolare i rapporti reciproci tra i due Paesi e a riconoscere le acquisizioni italiane in Eritrea. Tuttavia, la differente interpretazione delle clausole del trattato, causata dalla non corrispondenza tra le due versioni in italiano e in amarico, comportò l'insorgere di contrasti tra i due governi, che scaturirono nel 1895 nella guerra di Abissinia. Il conflitto si concluse l'anno seguente con la pesante sconfitta italiana nella battaglia di Adua. Il Regno d'Italia e l'Impero d'Etiopia firmarono il 26 ottobre del 1896 il trattato di Addis Abeba, che abrogò il precedente trattato di Uccialli e sancì le nuove relazioni fra i due Paesi: l'Italia riconobbe la piena sovranità etiopica, il confine lungo la linea Mareb-Belesa-Muna rimase inalterato, i prigionieri italiani furono restituiti in cambio del pagamento delle spese per il loro sostentamento e furono avviate nuove trattative commerciali.

### Il regno di Hailé Selassié (1916-1974) e il periodo coloniale italiano (1936-1941)

L'imperatore Hailé Selassié nel 1934.

In seguito alla morte di Menelik II divenne reggente d'Etiopia il nipote Iasù V, ma non fu mai incoronato e, a causa delle sue simpatie musulmane, fu detronizzato tre anni dopo, in seguito al suo tentativo di spostare la capitale nella regione di Harar, a maggioranza islamica. Fu quindi nominata imperatrice la zia Zauditù, figlia di Menelik II, che fu fin da subito affiancata nel governo dal cugino ras Tafarì Maconnèn, in qualità di enderassié (ossia reggente e vicario imperiale). Tafarì intraprese una campagna di modernizzazione del Paese già nei primi anni di reggenza e nel 1923 ottenne l'ingresso del Paese nella Società delle Nazioni. Infine il 2 novembre 1930, in seguito alla morte di Zauditù, fu nominato imperatore d'Etiopia con il nome di Hailé Selassié ("Forza della Trinità").

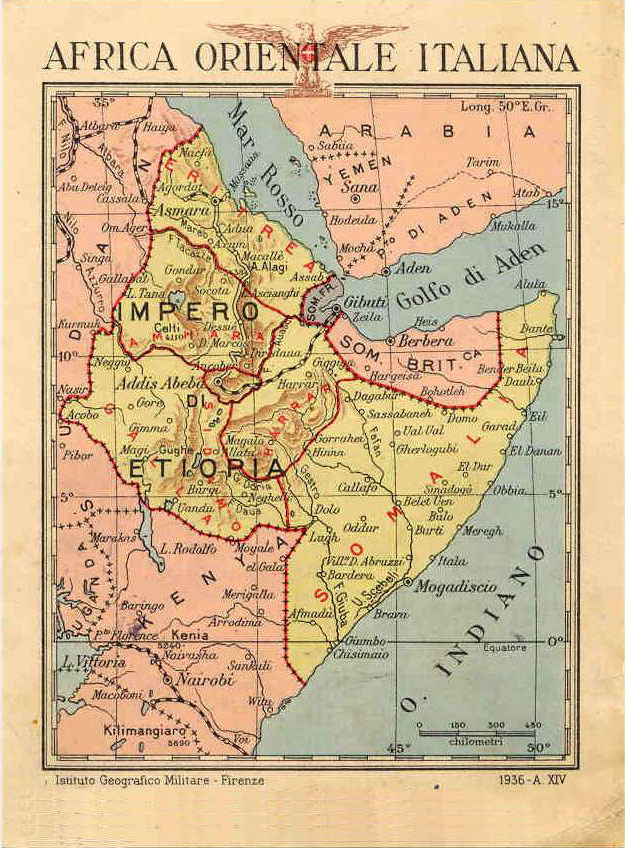
Mappa dell'Africa Orientale Italiana nel 1936.

In seguito all'incidente di Ual Ual del dicembre 1934, il Regno d'Italia il 3 ottobre 1935 attaccò dall'Eritrea e dalla Somalia italiana l'Impero d'Etiopia. Hailé Selassié si appellò alla Società delle Nazioni, che deliberò delle sanzioni economiche contro l'Italia. Il comando dell'esercito italiano fu affidato al generale Pietro Badoglio, che riuscì a sconfiggere la resistenza degli etiopi utilizzando in alcuni casi anche armi chimiche; il 2 maggio Hailé Selassié partì in esilio volontario per la Gran Bretagna e tre giorni dopo Badoglio entrò nella capitale Addis Abeba; l'8 maggio il generale Rodolfo Graziani espugnò la regione di Harar e il giorno seguente Mussolini annunciò la nascita dell'Impero, di cui si proclamò Fondatore, mentre il re Vittorio Emanuele III assunse il titolo di Imperatore d'Etiopia. L'Etiopia divenne quindi parte dell'Africa Orientale Italiana insieme a Eritrea e Somalia italiana.
Ciò nonostante, numerosi ras, tra i quali Immirù Hailé Selassié, non si sottomisero e continuarono a combattere attraverso una efficace guerriglia, nonostante le dure azioni repressive di risposta delle forze italiane. Di conseguenza si accesero qua e là nel paese altri focolai di rivolta contenuti a fatica; solo con la sostituzione di Graziani con il principe Amedeo duca d'Aosta affiancato dal nuovo vicegovernatore Guglielmo Nasi, venne impostato un approccio più morbido e realistico che verso la metà del 1939 portò a una tregua, con la maggioranza delle località dell'Etiopia sotto il completo controllo italiano.

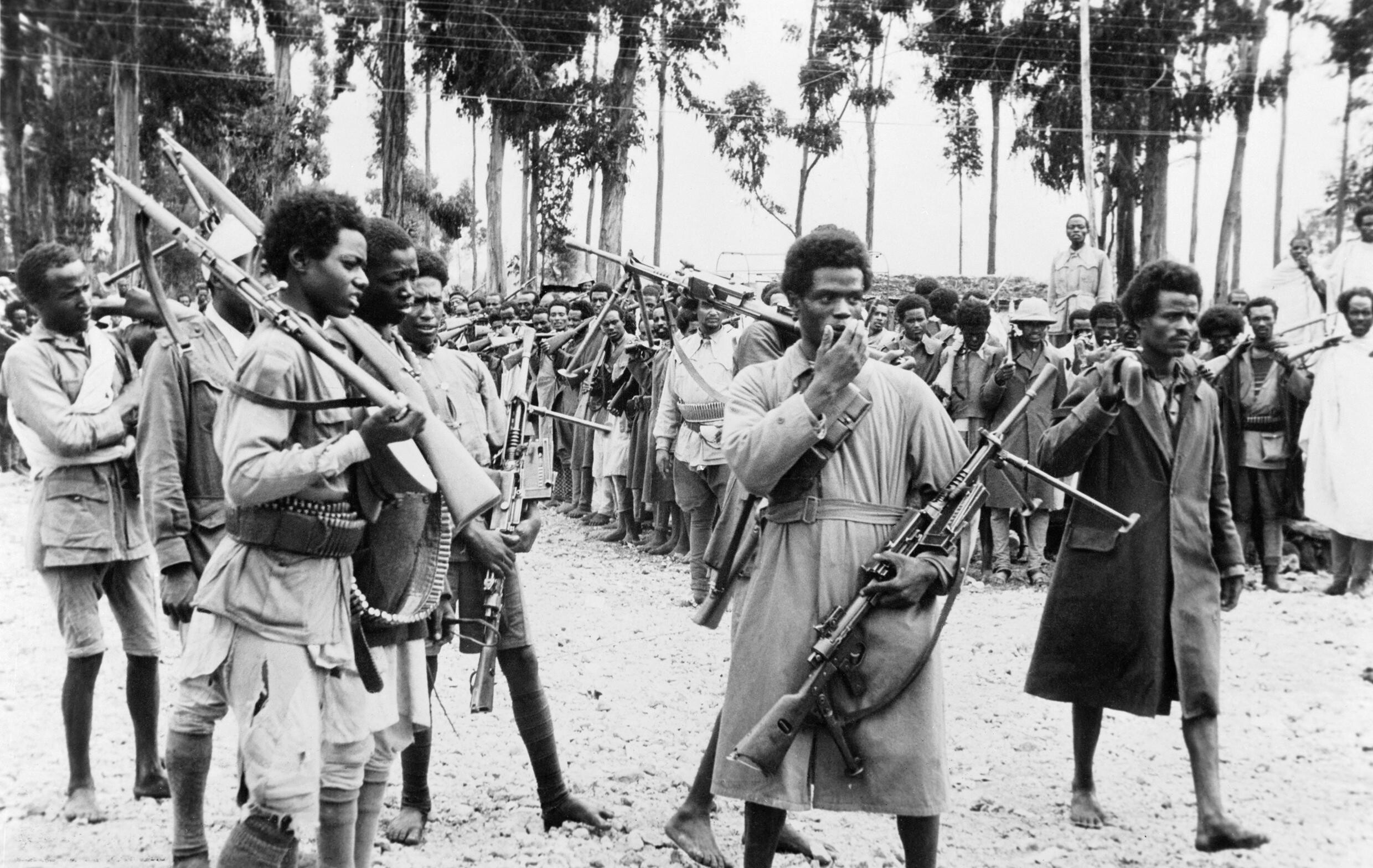
Soldati etiopi ad Addis Abeba mentre ascoltano il proclama che annuncia il ritorno nella capitale dell'imperatore Hailé Selassié.

Nel frattempo il governo italiano pianificò una serie di lavori pubblici in tutto il Paese, tra cui il piano regolatore di Addis Abeba del 1938, ma molte opere non furono completate o neppure avviate a causa dell'entrata dell'Italia nella seconda guerra mondiale; il 10 giugno del 1940; 13 giorni dopo Hailé Selassié partì per Khartum, per dimostrare il suo sostegno ai patrioti etiopi.
Nel corso della campagna dell'Africa Orientale Italiana, le forze britanniche insieme ai combattenti etiopi arbegnuoc riuscirono a riconquistare il Paese e Hailé Selassié rientrò ad Addis Abeba il 5 maggio del 1941. La nazione fu quindi liberata dalle forze militari britanniche e Hailé Selassié tornò alla guida dell'Impero, seppur inizialmente limitato nei poteri in base al trattato anglo-etiope del 1942, mentre l'esercito italiano proseguì fino a novembre 1941 in una sorta di guerriglia; il riconoscimento della piena sovranità dell'Etiopia avvenne infine con la firma del trattato anglo-etiope del dicembre 1944 anche se l'Ogaden e altre aree rimasero ancora per anni sotto il controllo britannico..
L'Eritrea divenne una regione autonoma federata dell'Etiopia in base alla risoluzione 390 del Consiglio di sicurezza delle Nazioni Unite del 2 dicembre 1950, ma nel 1962 fu annessa per decisione unilaterale di Hailé Selassié; ciò scatenò l'avvio della trentennale guerra per l'indipendenza condotta dal Fronte di Liberazione Eritreo e, dal 1973, dal Fronte di Liberazione del Popolo Eritreo.
L'Imperatore proseguì negli anni l'opera di modernizzazione del Paese e soprattutto della capitale Addis Abeba; incaricò vari architetti occidentali della progettazione di nuovi edifici governativi e, in continuità con il piano regolatore italiano, dell'estensione della rete viaria cittadina. Nel 1963 Hailé Selassié svolse un ruolo di primo piano nella fondazione dell'Organizzazione dell'unità africana, con sede ad Addis Abeba. Ciò nonostante, il potere rimase sempre fortemente accentrato nelle sue mani e il Paese non riuscì a uscire dall'organizzazione di stampo feudale; per questo un primo tentativo di colpo di Stato si verificò nel 1960, ma dopo tre giorni la ribellione ebbe termine.
Nel 1973 la crisi energetica mondiale e la forte carestia che colpì l'Etiopia causando circa 100 000 morti, unite al malcontento della classe media e all'incertezza sulla successione al trono, esasperarono la popolazione, che nel mese di febbraio dell'anno seguente iniziò i primi scioperi e manifestò contro il governo. Il Primo ministro Aklilu Habte-Wold fu allontanato e sostituito con Endelkachew Makonnen, mentre furono arrestati vari funzionari corrotti e fu promessa una nuova Costituzione.

### Dittatura del Derg (1974-1991)

Mappa delle province dell'Etiopia tra il 1943 e il 1987.

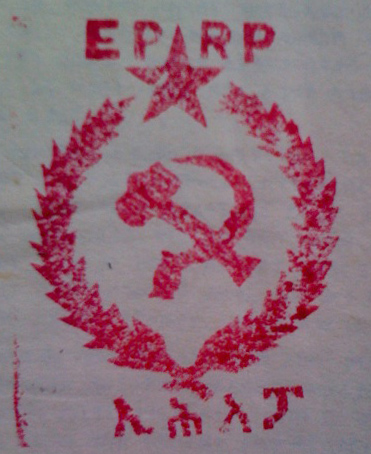
Partito Rivoluzionario del Popolo Etiope (EPRP) che si scontrò con il Derg durante il Terrore Rosso.

Il 12 settembre del 1974 un colpo di Stato compiuto da un gruppo di ufficiali dell'esercito etiope segnò l'inizio della guerra civile. Il Derg detronizzò Hailé Selassié e lo rinchiuse nel palazzo di Menelik II; inizialmente incoronò al suo posto il figlio Amhà Selassié, ma il 12 marzo del 1975 proclamò la fine del regime imperiale e la nascita di uno Stato comunista. Hailé Selassié morì il 27 agosto di quell'anno, probabilmente soffocato con un cuscino.
Nel 1977, nella lotta interna tra le diverse fazioni del Derg, prevalse quella più radicale guidata dal maggiore Menghistu Hailé Mariàm, che instaurò per alcuni anni il cosiddetto regime del Terrore Rosso. Nel 1987 il Paese prese il nome di Repubblica Democratica Popolare d'Etiopia e la dittatura fu sostituita dal regime monopartitico del Partito dei Lavoratori d'Etiopia. Con la fine del comunismo in Europa orientale in seguito alle rivoluzioni del 1989, il Negus Rosso perse l'appoggio dell'URSS e nel 1991 fuggì in Zimbabwe, travolto dal Fronte Democratico Rivoluzionario del Popolo Etiope, che assunse il potere nella nuova Repubblica Federale Democratica d'Etiopia.
Nel 1977 e il 1998 l'Etiopia e la Somalia si scontrarono nella guerra dell'Ogaden, durante la quale l'Etiopia fu supportata dall'aiuto militare di una coalizione comprendente URSS, Cuba, Yemen del Sud, Repubblica Democratica Tedesca e Corea del Nord, gli scontri proseguirono fino alla firma del trattato di pace nel 1988., e tra il 1983 e il 1985 l'Etiopia fu colpita da una gravissima carestia che causò la morte di almeno 400 000 persone. Nel Paese, soprattutto nel Tigré e in Eritrea, si diffusero le insurrezioni contro la dittatura comunista; nel 1989 venne formata una coalizione conosciuta come Fronte Democratico Rivoluzionario del Popolo Etiope (EPRDF), nata dalla fusione del Fronte Popolare di Liberazione del Tigrè (TPLF) con altri movimenti di opposizione.

### Caduta della dittatura e inizi del XXI secolo (1991-2018)

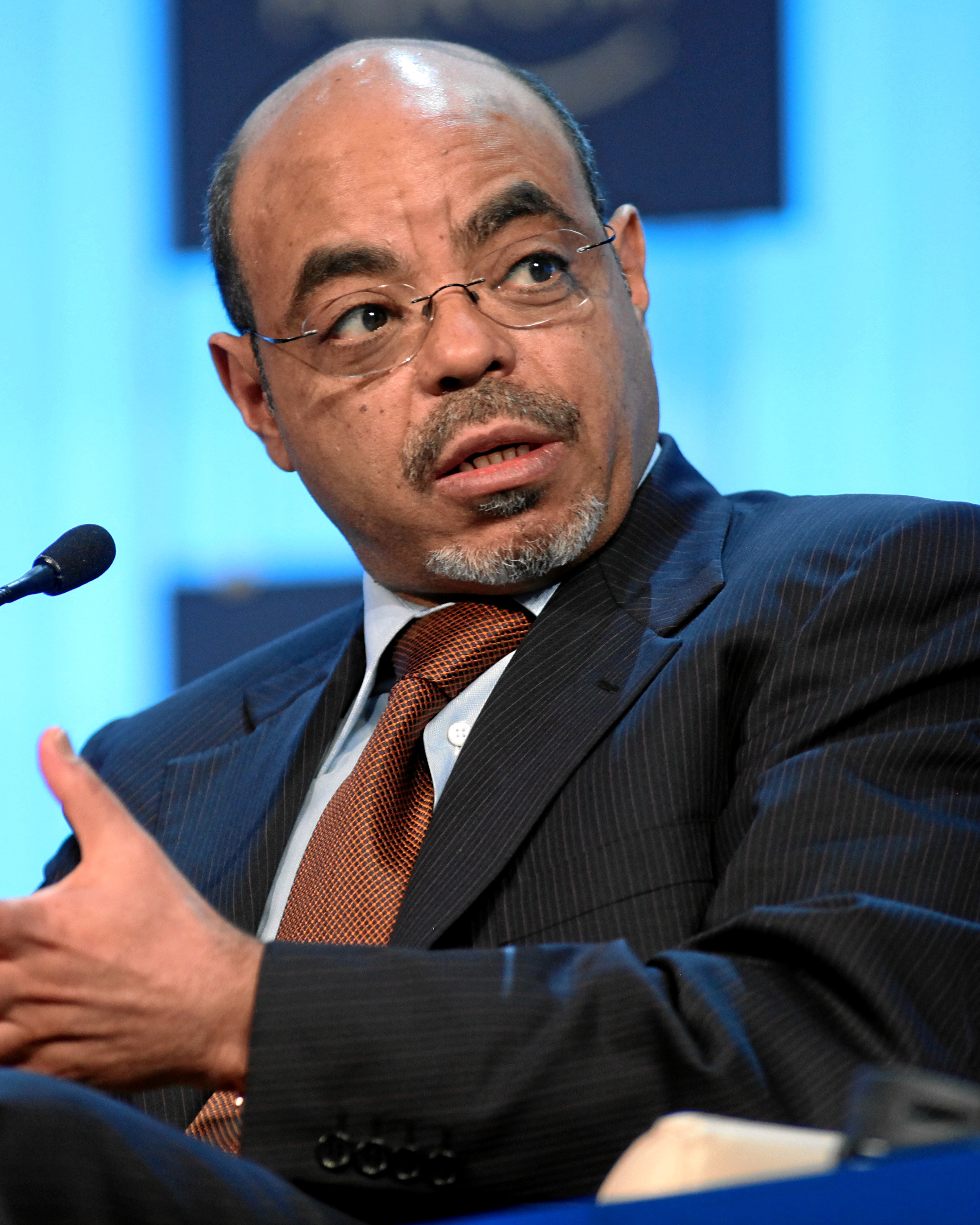
Meles Zenawi, primo ministro dal 1995 al 2012.

In seguito alla cacciata di Menghistu Hailé Mariàm, fu istituito un governo di transizione composto da un Consiglio di 87 membri e guidato da una carta nazionale quale costituzione provvisoria e di transizione. Si concluse inoltre la guerra con l'Eritrea, che nel 1993 si era costituita, dopo un referendum, come Stato indipendente con l'approvazione del Fronte di Liberazione del Tigré guidato da Meles Zenawi.
Nel 1994 fu promulgata la nuova costituzione, con la formazione di un parlamento bicamerale e di un nuovo sistema giudiziario. La prima elezione formalmente pluripartitica si svolse nel maggio 1995 e comportò l'elezione di Meles Zenawi come primo ministro e Negasso Gidada come presidente.
A maggio del 1998 una disputa di confine con l'Eritrea causò lo scoppio di una nuova guerra tra i due Paesi, che si protrasse fino alla stipula dell'accordo di Algeri nel 2000; l'elevato costo del conflitto, stimato per entrambe le parti intorno al milione di dollari al giorno, provocò effetti devastanti sull'economia dell'Etiopia.

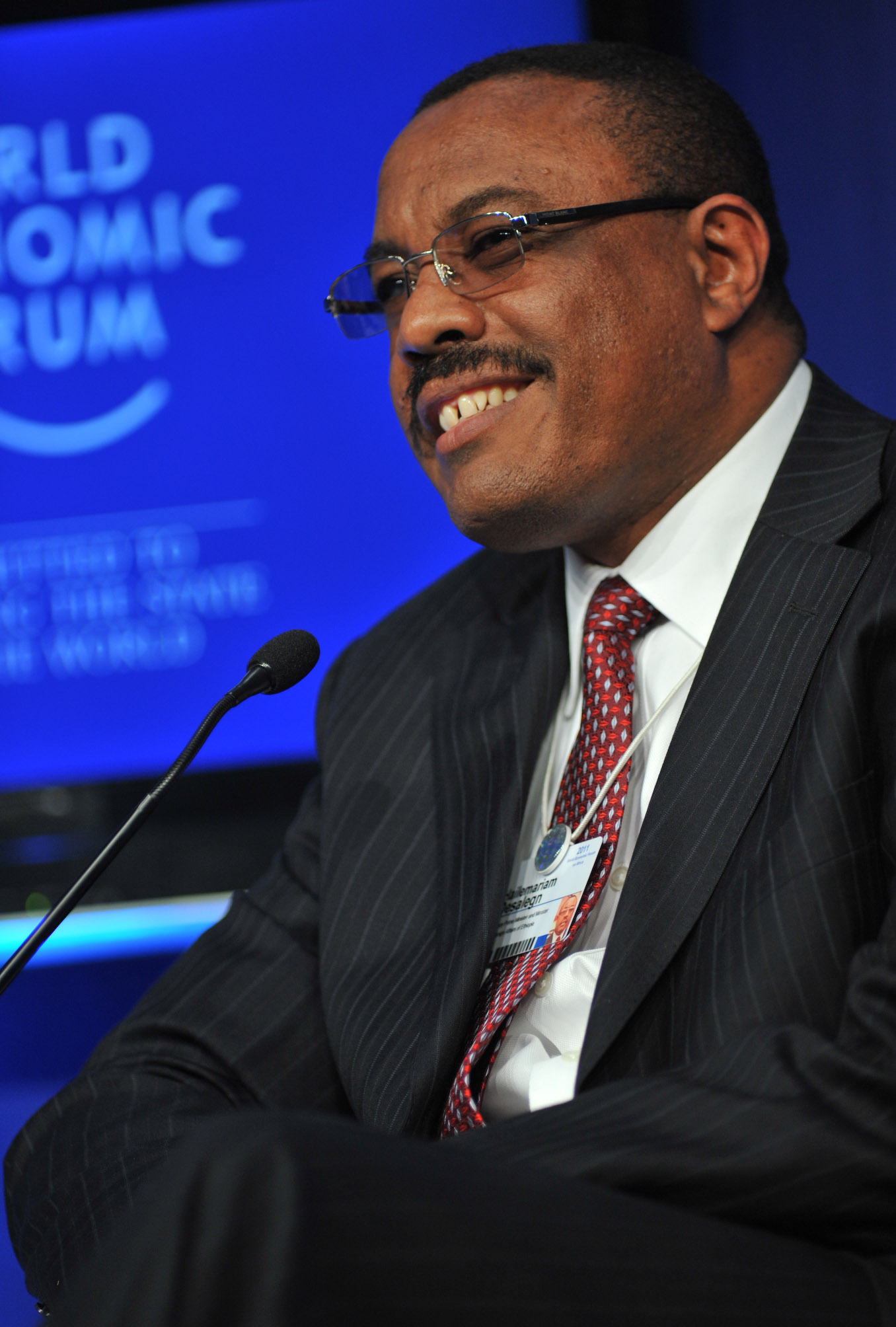
Hailé Mariàm Desalegn, primo ministro dal 2012 al 2018.

Le successive elezioni politiche etiopi, nel 2005, nel 2010 e nel 2015, furono tutte vinte dal Fronte Democratico Rivoluzionario del Popolo Etiope, e si caratterizzarono per le segnalazioni di gravi irregolarità, se non veri e propri brogli, seguite da manifestazioni di protesta e scioperi nel paese
Il forte legame con gli Stati Uniti, fornitore di armi e alimenti, ha portato, nel 2007, l'esercito etiope a intervenire in Somalia contro le Corti islamiche, a sostegno del governo federale di transizione somalo rifugiato a Baidoa. Nonostante i successi iniziali e l'appoggio aereo statunitense, le Corti islamiche hanno ripreso l'offensiva e gli scontri continuano tuttora.
Nel corso del 2011 l'Etiopia e i Paesi limitrofi subirono le conseguenze della peggiore siccità avvenuta in Africa orientale da circa sessant'anni; per attenuare gli effetti della grave carestia, fu istituito un piano, comprendente strategie di lungo periodo, da parte del governo nazionale in collaborazione con la FAO e altre organizzazioni internazionali.
Tra il 2016 e il 2017, probabilmente come conseguenza del Niño, una nuova carestia colpì pesantemente l'Etiopia e i Paesi adiacenti, peggiorata dalla guerra in Somalia e dai mancati aiuti governativi.

### Anni recenti (2018-presente)
A febbraio del 2018 il primo ministro Hailé Mariàm Desalegn rassegnò inaspettatamente le dimissioni, sostituito un mese dopo da Abiy Ahmed Ali che il 2 aprile fu eletto primo ministro d'Etiopia dal parlamento, diventando il primo premier oromo del Paese.

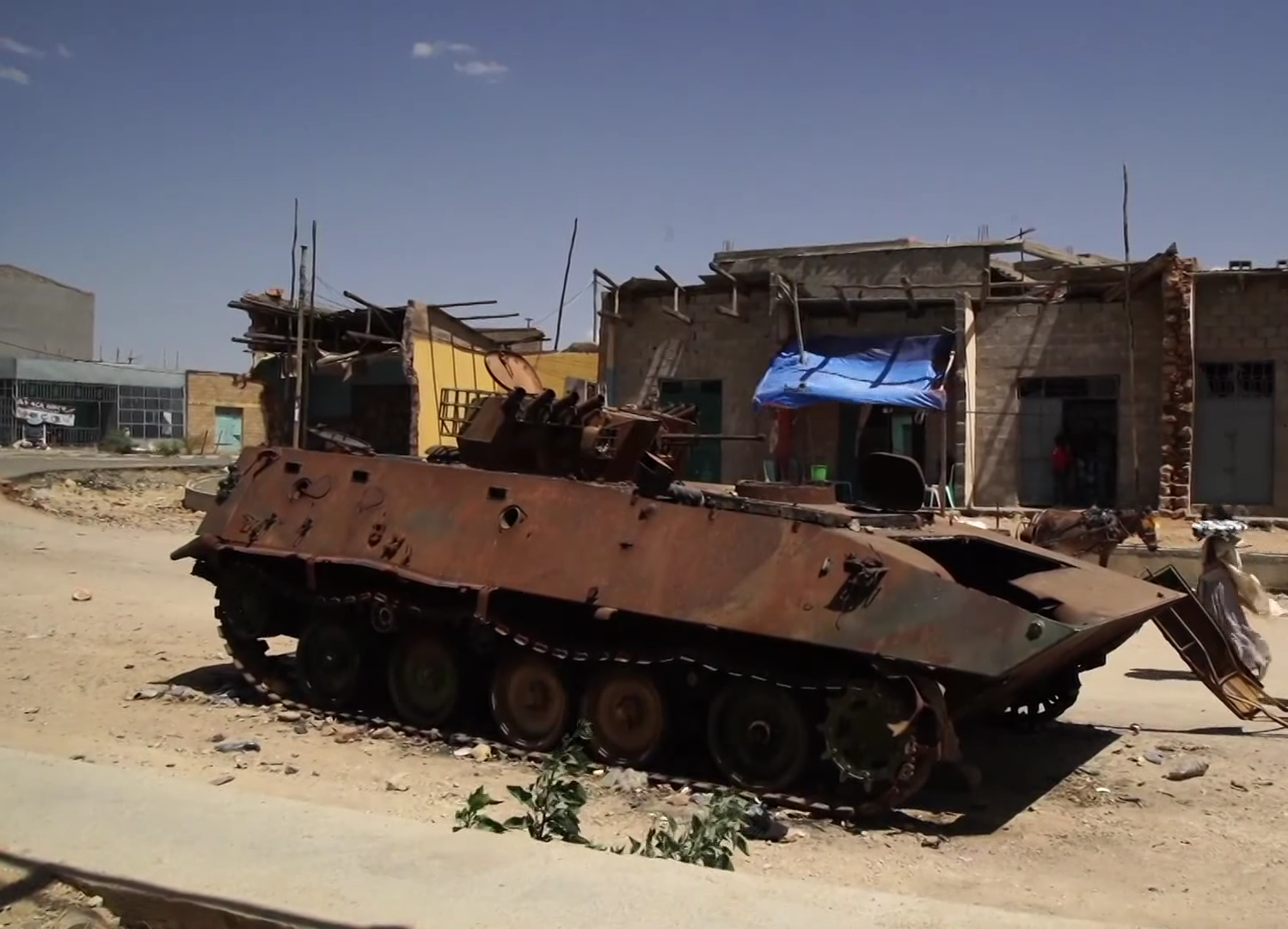
Carro armato distrutto durante la guerra civile del 2020-22 ad Axum.

Sempre nel 2018 il nuovo capo del governo fece una storica visita in Eritrea, terminando così il conflitto tra i due Paesi; per i suoi sforzi nel porre fine alla guerra ventennale tra Etiopia ed Eritrea, ad Abiy Ahmed Ali nel 2019 venne conferito il premio Nobel per la pace. Successivamente Abiy fece liberare migliaia di prigionieri politici, promise libere elezioni, poi ufficialmente sospese a causa della pandemia da COVID-19, e annunciò ampie riforme economiche.
Il partito al governo nella regione dei Tigrè, il Fronte Popolare di Liberazione del Tigrè (TPLF), si è opposto al rinvio delle elezioni e ha proceduto a organizzare ugualmente una consultazione elettorale il 9 settembre 2020, cui si stima abbiano partecipato quasi tre milioni di elettori. In seguito a ciò, le relazioni tra il governo federale e quello del Tigrè si sono guastate, tanto da condurre alla guerra civile del Tigrè, conclusasi il 3 novembre 2022 con la cosiddetta Pace di Pretoria.
Secondo la Commissione etiope per i diritti umani, oltre 50 civili sono stati uccisi negli attacchi avvenuti in Etiopia tra il 23 e il 29 novembre 2023 a seguito degli scontri tra l'Esercito di Liberazione Oromo (OLA) e il governo etiope. Gli attacchi sono avvenuti nella regione dell'Oromia e nei villaggi di confine di Benishangul-Gumuz.
In effetti gli accordi di pace di Pretoria rappresentano più un accordo di cessate il fuoco che veri e propri accordi di pace, dato che lasciano irrisolte alcune importanti questioni, come il rientro in patria dei soldati eritrei, al fianco del governo centrale etiope durante la guerra civile, e l'assetto amministrativo del Tigray occidentale, conteso tra Tigray e Amhara.
Proprio quest'ultima questione, il futuro assetto del Tigray occidentale, territorio storicamente conteso tra le regioni dell'Amhara e del Tigray, rischia di creare una frattura, e quindi un ulteriore elemento di instabilità politica nel paese, tra il governo centrale e la regione dell'Amhara che, a seguito degli accordi di pace, teme di non vedere più riconosciute le proprie pretese territoriali.

## Geografia

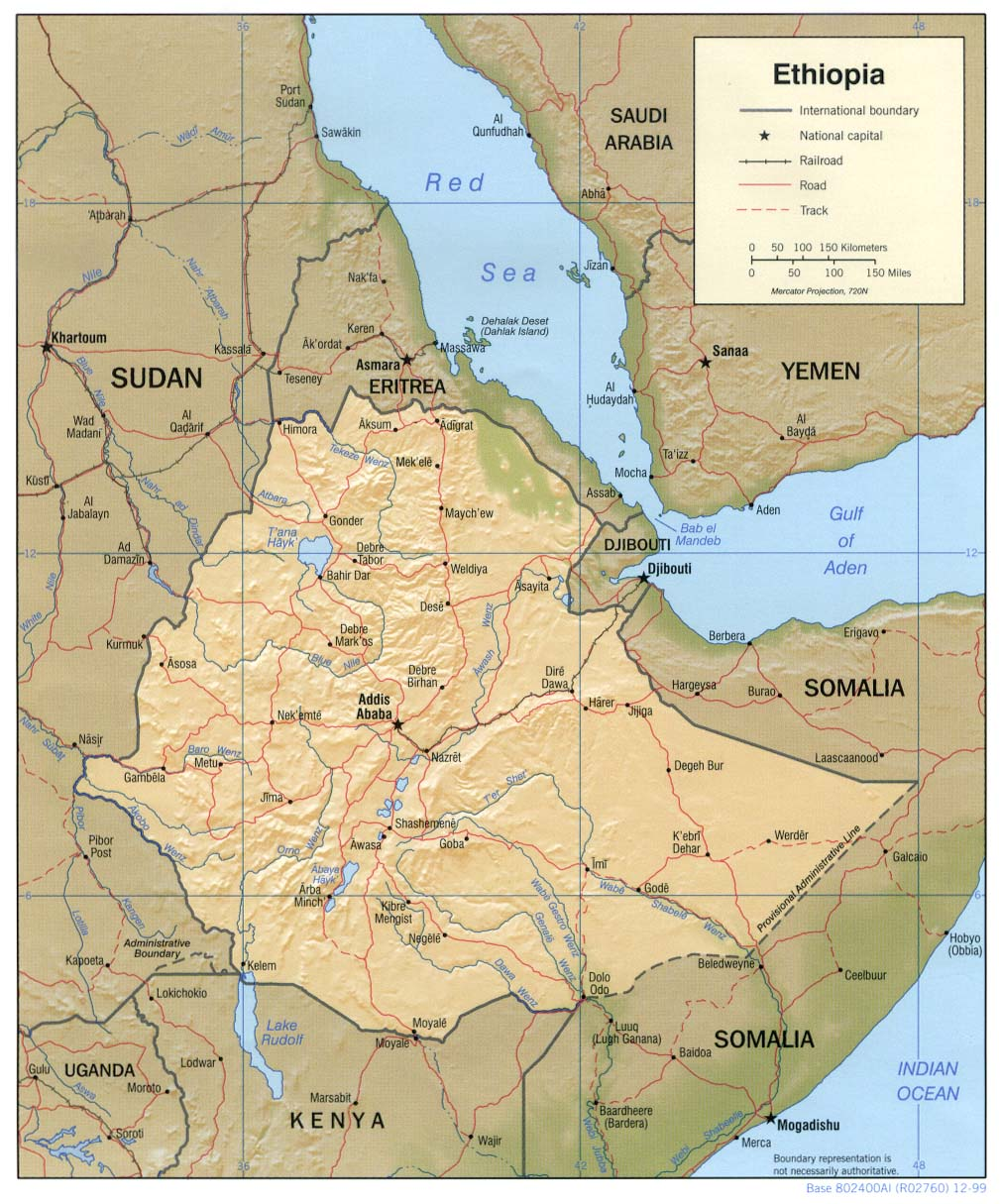
Mappa dell'Etiopia.

L'Etiopia, con una superficie di 1126829 km² (435 071 sq mi), è il ventisettesimo paese più esteso al mondo, paragonabile alla Bolivia. Si trova tra le latitudini di 3º e 15º N, e longitudini 33º e 48º E. La maggior parte della nazione etiope si trova nel Corno d'Africa, la parte più orientale del continente africano. Confinano con l'Etiopia Sudan e Sud Sudan a ovest, Gibuti ed Eritrea a nord, la Somalia a est e il Kenya a sud. All'interno del Paese è presente un vasto e complesso altopiano di montagne e altopiani separati dalla Great Rift Valley, valle che si estende a nordest circondata da pianure, steppe o semi-deserto. La grande varietà orografica determina ampie escursioni climatiche, suolo, vegetazione naturale e modelli di insediamento. L'Etiopia è un paese dotato di una grande biodiversità: dai deserti lungo il confine orientale, alle foreste tropicali del sud, ad ampie zone afromontane nelle parti settentrionali e del sud-ovest. Il lago Tana nel nord è la fonte del Nilo Azzurro. In questa regione sono presenti un gran numero di specie endemiche, in particolare il gelada, il walia ibex e il lupo etiope. La presenza di vasti territori situati a diverse altitudini vede la formazione di aree ecologicamente distinte, contribuendo a favorire l'evoluzione delle specie endemiche in isolamento ecologico.

### Clima

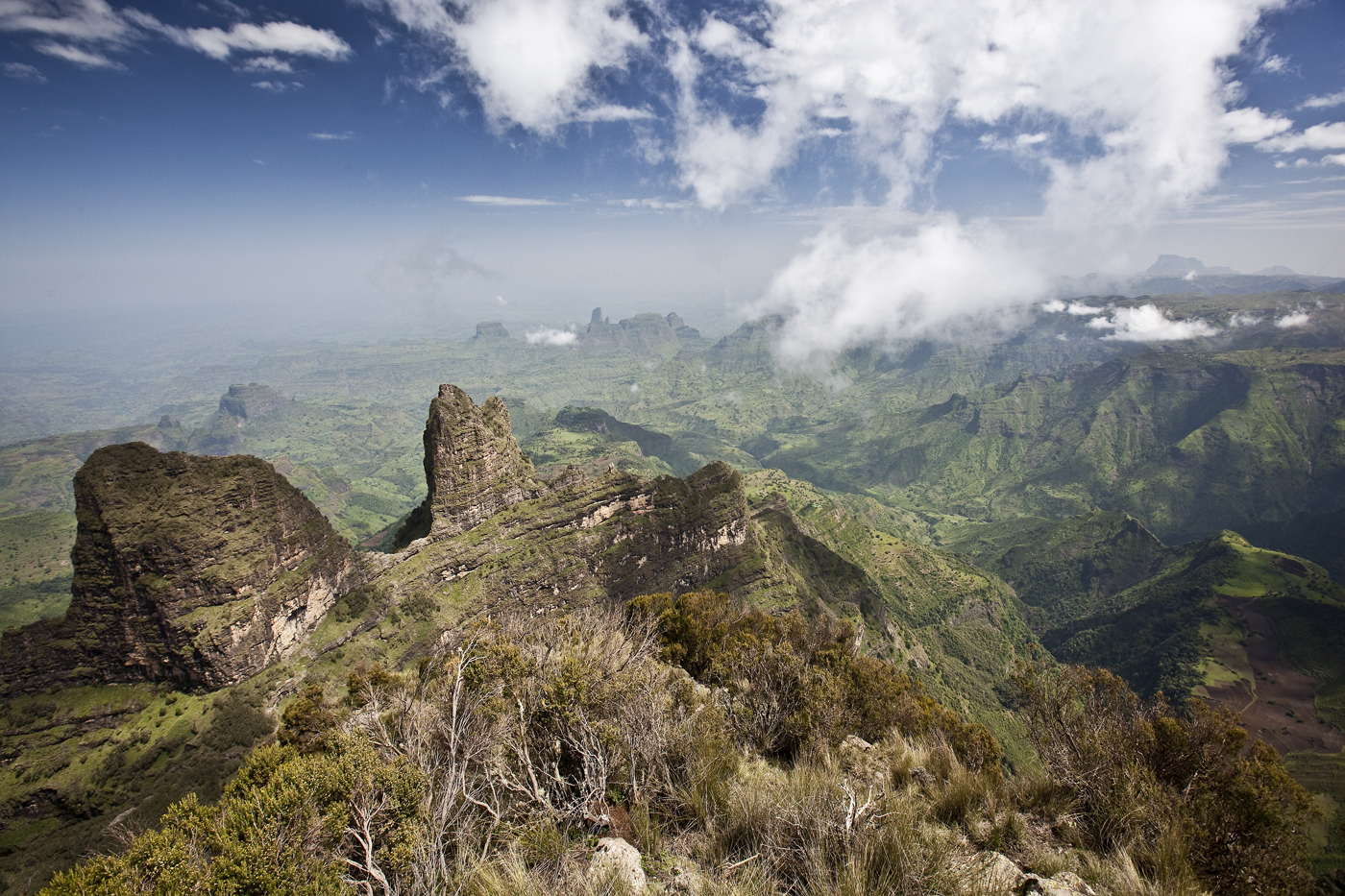
Monti Semien.

Il tipo di clima predominante è tropicale monsonico, con variazione topografico-indotta in larghezza. Gli altopiani etiopi coprono la maggior parte del paese e sono dotati di un clima generalmente molto più fresco rispetto ad altre regioni equatoriali. La maggior parte delle principali città del paese si trova ad altitudini comprese tra i 2 000 e i 2 500 m sul livello del mare, tra cui le capitali storiche come Gondar e Axum.

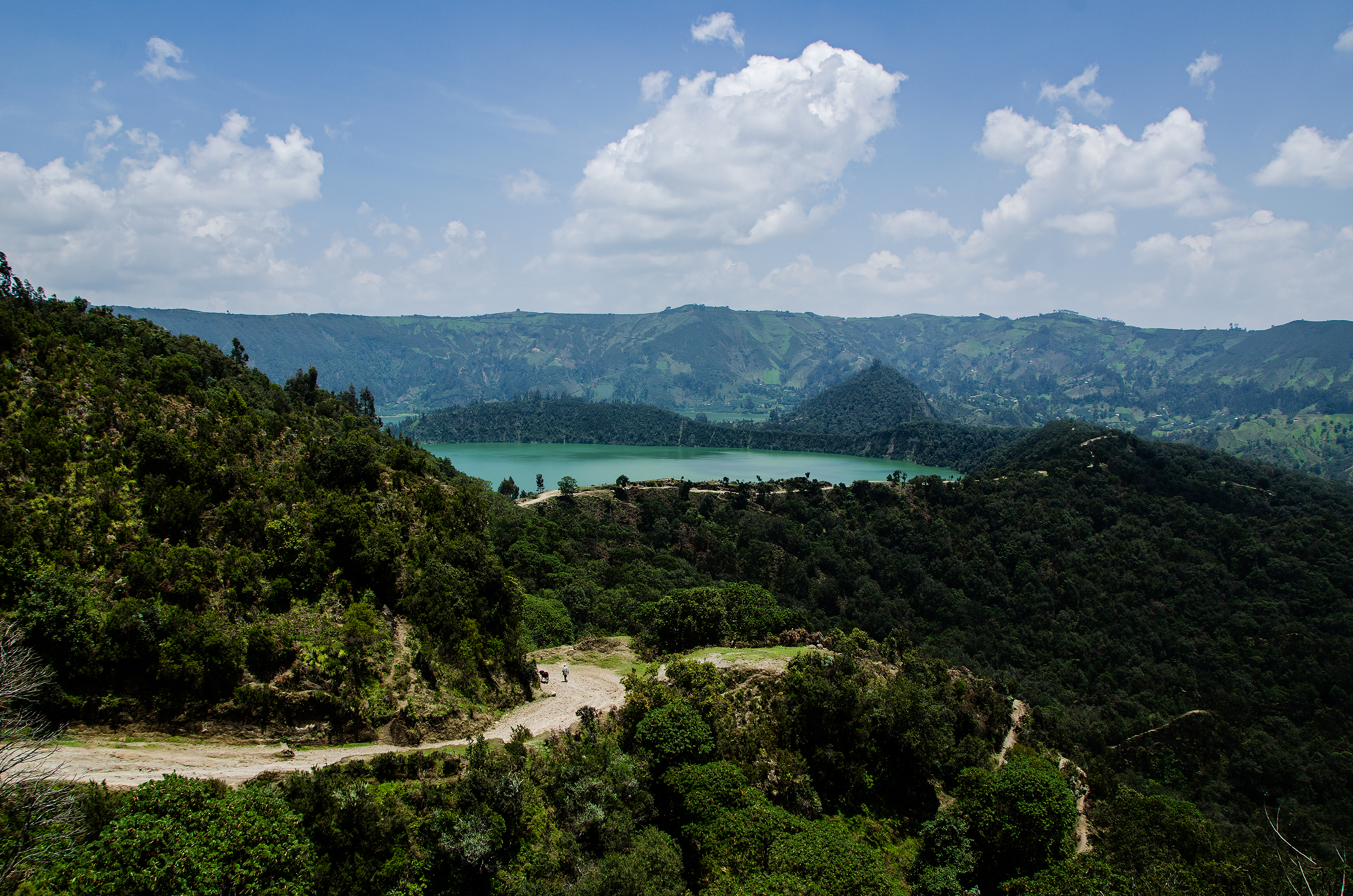
Lago Wonchi.

La moderna capitale Addis Abeba si trova ai piedi del Monte Entoto a un'altitudine di circa 2 400 metri, altitudine che le conferisce un clima mite per tutto il corso dell'anno. Le stagioni nella capitale Addis Abeba sono in gran parte caratterizzate da piogge, con una stagione secca, da ottobre a febbraio, una stagione delle piogge, da marzo a maggio, e una stagione di forti piogge, da giugno a settembre. La piovosità media annua è di circa 1 200 mm, mentre in media vi sono 7 ore di sole al giorno. La stagione secca è il periodo più soleggiato dell'anno, nonostante sia possibile avere giorni soleggiati persino al culmine della stagione delle piogge nei mesi di luglio e agosto. La temperatura media annuale di Addis Abeba è di 16 °C, con temperature giornaliere massime che raggiungono mediamente i 20-25 °C tutto l'anno, con minime notturne in media tra i 5 e i 10 °C. La maggior parte delle città e i siti turistici della nazione etiope si trovano a una quota simile ad Addis Abeba. Nelle regioni più basse, nella parte orientale del Paese, si trovano sia praterie di xerofite che arbusteti, mentre il clima può essere molto più caldo e secco. A Dallol, nella depressione della Dancalia, è stata registrata la più alta temperatura media annuale mondiale di 34 °C.

### Morfologia
La maggior parte dell'Etiopia è localizzata nel Corno d'Africa, la zona più orientale del continente africano. All'interno dell'Etiopia si trova un vasto complesso di montagne e scoscesi altopiani divisi dalla Rift Valley, che attraversa il paese da sud-ovest a nord-est ed è circondata da bassopiani, steppe e zone semidesertiche. La grande diversità del territorio determina una grande varietà di climi, terreni, vegetazione naturale e di aree abitate.
Le fasce altimetriche dell'altopiano etiopico sono quattro: zona inferiore (acacie, euforbie, palme, tamarindi e bambù); zona intermedia (alberi e arbusti sempreverdi, aloe e ginepri); zona superiore (prati e i pascoli sfruttati dalla pastorizia) e aree cacuminali (vegetazione di tipo alpino). Esistono differenze floristiche rilevanti, legate ai diversi regimi delle precipitazioni, sia tra la parte settentrionale e meridionale dell'altopiano che tra il versante del bacino del Nilo e quello della scarpata del Mar Rosso. La fauna selvatica presenta numerose specie, soprattutto di animali di grossa taglia, come leoni, leopardi, elefanti, ippopotami, rinoceronti e antilopi. Sono molto comuni anche la iena, lo sciacallo, la lince del deserto e numerose varietà di scimmie e di uccelli, tra cui l'airone, il pappagallo, l'aquila, il falco e l'avvoltoio. La deforestazione per ottenere legname da combustione e lo sfruttamento intensivo dei pascoli per l'allevamento sono tra i maggiori problemi ambientali che il Paese deve affrontare.

### Idrografia
Alcuni fiumi sfociano direttamente nell'Oceano Indiano. Le valli principali sono dirette prevalentemente verso ovest e nord-ovest nelle alte terre nordoccidentali, verso sud-est in quelle meridionali, a nord (alto Tacazzè) e a sud (Nilo Azzurro). I maggiori corsi d'acqua sono però in genere navigabili solo per brevi tratti, date le forti variazioni di portata. I principali fiumi che solcano la sezione settentrionale dell'altopiano sono il Barka, che attraversa l'Eritrea e si perde nelle sabbie prima di arrivare al Mar Rosso e il Tacazzè, che scorre in un canyon e scende verso la depressione nilotica. Uno dei maggiori tributari del Nilo è soprattutto il Nilo Azzurro, emissario del lago Tana, che piega verso ovest e raggiunge, in territorio sudanese, il Nilo Bianco. Solcano invece gli altopiani meridionali l'Omo e il Giuba (formati da Genale, Daua e Weyb). Il maggiore lago dell'Etiopia è il lago Tana, situato nel cuore dell'acrocoro. Di una certa rilevanza sono il lago Margherita, il lago Abbe e il lago Turkana.

## Popolazione

### Demografia
| Popolazione in Etiopia | Popolazione in Etiopia | Popolazione in Etiopia | Popolazione in Etiopia |
| Anni                   | Milioni                | Differenze             |                        |
| ---------------------- | ---------------------- | ---------------------- | ---------------------- |
| 1950                   | 18,4                   | –                      |                        |
| 1960                   | 22,5                   | 4,1                    |                        |
| 1970                   | 29,0                   | 6,5                    |                        |
| 1980                   | 35,4                   | 6,4                    |                        |
| 1990                   | 48,3                   | 12,9                   |                        |
| 2000                   | 65,6                   | 17,3                   |                        |
| 2010                   | 82,9                   | 17,3                   |                        |
| 2013                   | 93,8                   | >10,9                  |                        |

La popolazione etiope è cresciuta dai 33,5 milioni del 1983 ai 90 milioni nel 2014. La popolazione nel XIX secolo si aggirava intorno ai 9 milioni. Secondo il censimento demografico del 2007 la popolazione è cresciuta a tasso annuo medio del 2,6% tra il 1994 e il 2007 e del 2,8% tra il 1983 e il 1994. Negli anni 2020 il tasso di crescita della popolazione è tra i primi dieci del mondo. Si prevede che per il 2060 l'Etiopia raggiunga i 210 milioni di abitanti, ipotizzando un tasso annuo medio di crescita del 2,5%..

### Etnie
| Gruppo etnico                                     | Gruppo etnico |  | Popolazione  | Popolazione  |
| ------------------------------------------------- | ------------- |  | ------------ | ------------ |
| Oromo                                             | Oromo         |  | 25,4 (34,4%) | 25,4 (34,4%) |
| Amara                                             | Amara         |  | 19,9 (27,0%) | 19,9 (27,0%) |
| Somali                                            | Somali        |  | 4,59 (6,22%) | 4,59 (6,22%) |
| Tigrini                                           | Tigrini       |  | 4,49 (6,08%) | 4,49 (6,08%) |
| Sidama                                            | Sidama        |  | 2,95 (4,00%) | 2,95 (4,00%) |
| Guraghé                                           | Guraghé       |  | 1,86 (2,52%) | 1,86 (2,52%) |
| Welayta                                           | Welayta       |  | 1,68 (2,27%) | 1,68 (2,27%) |
| Afar                                              | Afar          |  | 1,28 (1,73%) | 1,28 (1,73%) |
| Hadiya                                            | Hadiya        |  | 1,27 (1,72%) | 1,27 (1,72%) |
| Gamo                                              | Gamo          |  | 1,10 (1,49%) | 1,10 (1,49%) |
| altri                                             | altri         |  | 9,30 (12,6%) | 9,30 (12,6%) |
| Popolazione in milioni secondo il censimento 2007 |               |  |              |              |

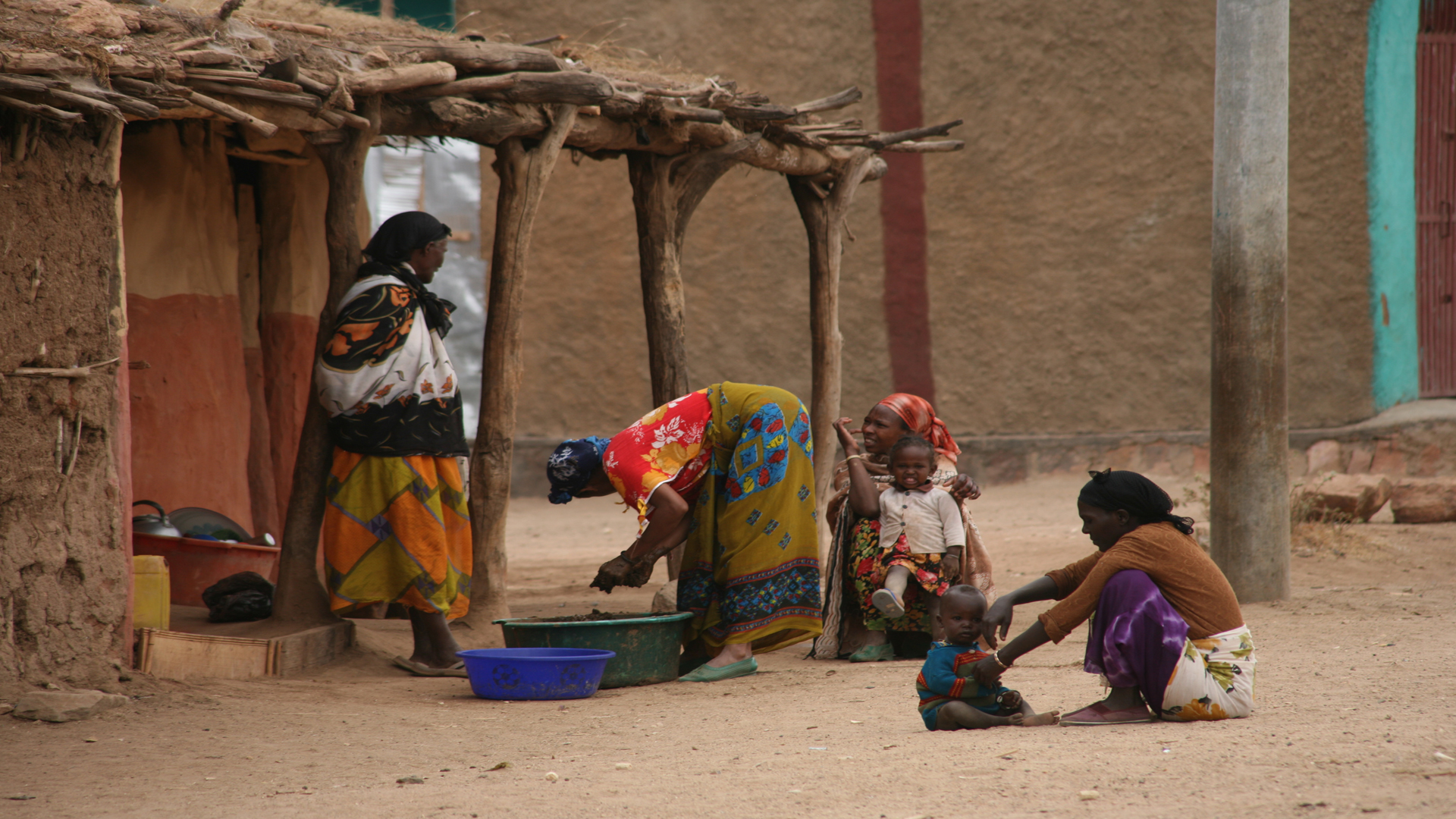
Vita quotidiana nel sud in un villaggio della valle dell'Omo.

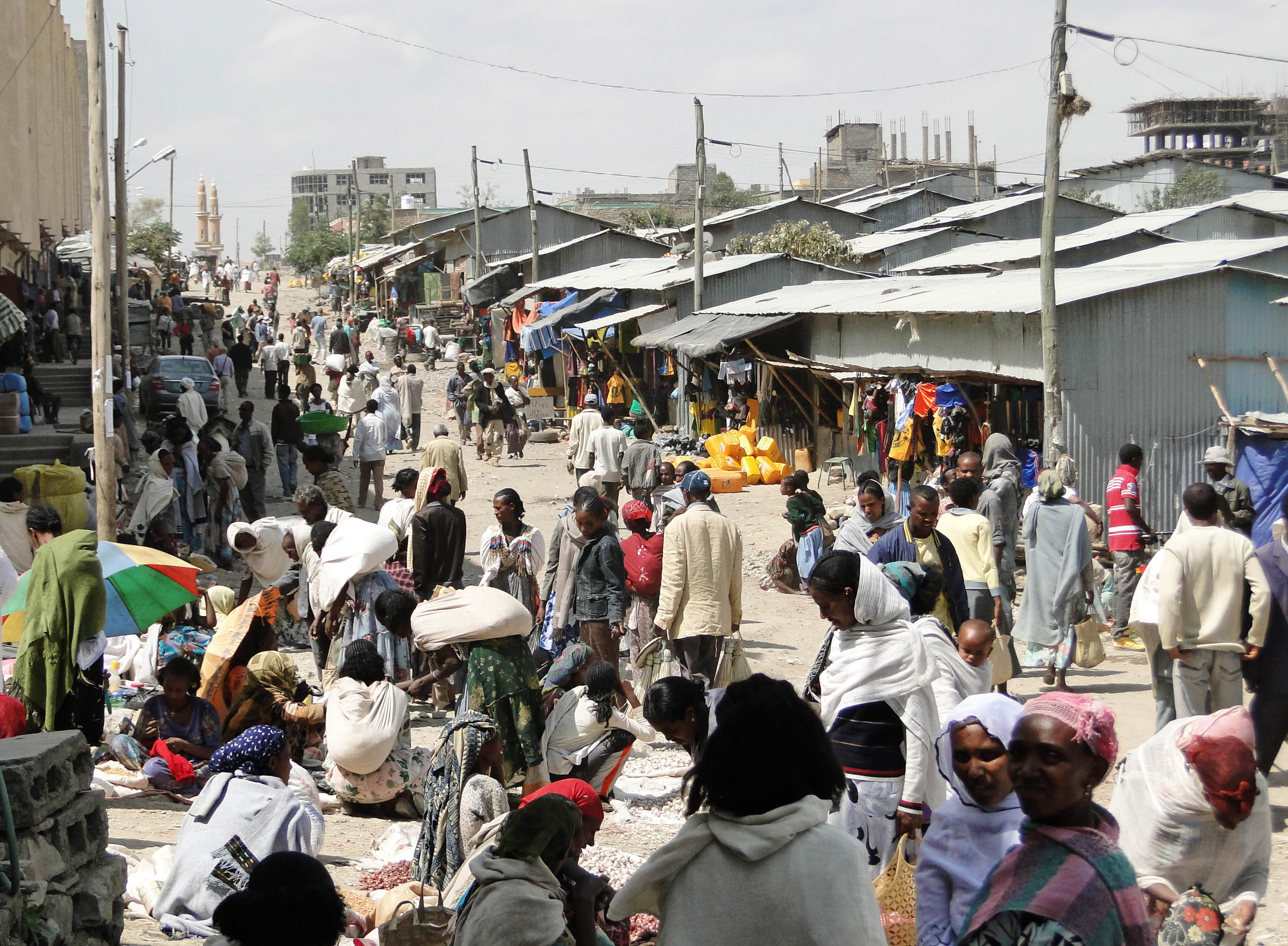
Area mercatale Adi Haki a Macallé.

La popolazione etiope è formata da più di 80 diversi gruppi etnici. Secondo il censimento nazionale del 2007, gli Oromo (o Galla) sono il maggiore gruppo etnico etiope, rappresentando il 34,4% della popolazione nazionale. Sono presenti nella zona centro-meridionale, prevalentemente dediti alla pastorizia e all'agricoltura. Gli Amara rappresentano il 27,0% degli abitanti e vivono sull'altopiano a nord di Addis Abeba. I Tigrini rappresentano il 6,22% della popolazione e si trovano nel nord del paese. Altri gruppi etnici importanti sono i Sidamo, pari al 4,00% della popolazione, e risiedenti principalmente nelle regioni sudoccidentali, i Guraghé, (2,52%) nel sud-ovest, i Welayta (2,27%), i Danachili (Dancali o Afar, 1,73%), di stanza nelle pianure semidesertiche nella zona nordorientale del paese, gli Hadiya (1,72%), i Gamo (1,49%) e altri al 12,6%, tra cui i somali stanziati a oriente nella regione dell'Ogaden, gli Shankella (6%), e i Nilotici (i Nuer e altri). Le comunità afro-asiatiche costituiscono la maggioranza della popolazione. Queste comunità preferiscono essere chiamate popolo Habesha o Abescia. Inoltre, nella zona Nilo-sahariana si parla il nilotico e i più grandi gruppi etnici includono i Nuer e gli Anuak.
Tra i gruppi non autoctoni stranieri si segnalano yemeniti, indiani, armeni, greci, italiani e, singolarmente, una piccola comunità di rastafariani provenienti dalla Giamaica. Nel paese è presente anche una piccola comunità di immigrati italiani stabilitisi in Etiopia anche dopo il 1941.
Nel 2009, l'Etiopia ha ospitato una popolazione di rifugiati e richiedenti asilo di circa 135.200 persone. La maggior parte di queste è giunta da Somalia (circa 64.300 persone), Eritrea (41.700) e Sudan (25.900).

### Lingue
██ Oromo (33,8%)
██ Amarico (29,3%)
██ Somalo (6,25%)
██ Tigrino (5,86%)
██ Sidama (4,04%)
██ Welayta (2,21%)
██ Guraghé (2,01%)
██ Hadiya (1,74%)
██ Gamo (1,7%)
Secondo Ethnologue in Etiopia si parlano novanta lingue diverse. La maggior parte delle persone nel paese parla lingue afro-asiatiche e cuscitiche o dialetti originati da rami semitici. Il primo gruppo comprende l'oromo, lingua parlata dal popolo degli Oromo, l'amarico, parlato dal popolo Amhara, e il tigrino, parlato dal popolo Tigray-Tigrinya. Insieme, questi tre gruppi costituiscono circa i tre quarti della popolazione etiope. Altre lingue afro-asiatiche comprendono il cuscitico Sidamo, l'Afar, lo hadiyya e le lingue agaw, così come le lingue semitiche, guraghé, harari, Silt'e e Argobba e il somalo parlato dal popolo somalo. Inoltre, lingue omotiche sono parlate dagli omotici, minoranze etniche presenti nelle regioni meridionali. Tra questi idiomi troviamo lo aari, il bench, il dawro, il dime, il dizi, il gamo, il gofa, il maale, lo hamer e il wolaytta.
Le lingue nilo-sahariane sono parlate dalle popolazioni nilotiche, minoranze etniche concentrate nelle zone a sud-ovest del paese. Queste lingue includono il nuer, lo anuak, il nyangatom, il majang, il surma, il me'en e il mursi.
L'italiano è ancora parlato da poche parti della popolazione, soprattutto tra le generazioni più anziane, ed è insegnato in molte scuole (in particolare l'Istituto Statale Italiano Omnicomprensivo di Addis Abeba). Inoltre, l'amarico e il tigrino hanno molte parole prese in prestito dalla lingua italiana. L'inglese è la lingua straniera più parlata e viene insegnata in tutte le scuole secondarie. L'amarico è la lingua di insegnamento della scuola primaria, ma è stato sostituito in molte aree con l'oromo, il tigrino e il somalo. Mentre tutte le lingue godono di riconoscimento statale nella Costituzione dell'Etiopia del 1995, l'amarico è riconosciuto come lingua di lavoro del governo federale. Le varie regioni dell'Etiopia sono libere di determinare le proprie lingue con l'oromo, il tigrino e il somalo che sono riconosciute come lingue ufficiali nelle loro rispettive regioni.

### Scrittura
In termini di sistemi di scrittura, l'ortografia principale etiope viene chiamata ge'ez o ortografia etiope. Impiegato come alfasillabario per molte delle lingue del paese, venne usato per la prima volta nel VI e V secolo a.C. come un abjad per trascrivere la lingua Ge'ez. Il Ge'ez ora serve come lingua liturgica della Chiese ortodosse etiope ed eritrea. Nel 1980 il set dei caratteri etiopico venne digitalizzato, e oggi fa parte degli standard Unicode. Nel corso degli anni diverse comunità etiopi hanno utilizzato altri sistemi di scrittura, tra cui uno inventato dallo sceicco Bakri Sapalo e riservato agli oromo.

### Religione
L'Etiopia ha stretti legami storici con tutte e tre le principali religioni abramitiche del mondo. Nel IV secolo, la regione è stata una delle prime al mondo ad adottare ufficialmente il cristianesimo come religione di Stato. Nel 451 d.C. a seguito delle risoluzioni del Concilio di Calcedonia, i monofisiti, che erano la maggioranza dei cristiani in Egitto ed Etiopia, vennero accusati di essere degli eretici, sotto il nome comune di cristiani copti. Oggi il cristianesimo non è più religione di Stato, ma la Chiesa ortodossa etiope resta la confessione religiosa più numerosa del paese. I musulmani rappresentano circa un terzo della popolazione. L'Etiopia è anche il luogo della prima Egira della storia islamica. Una città nella regione del Tigré, Negash, è il più antico insediamento islamico africano. Fino al 1980, una popolazione consistente di ebrei etiopi (Beta Israel) risiedeva in Etiopia.

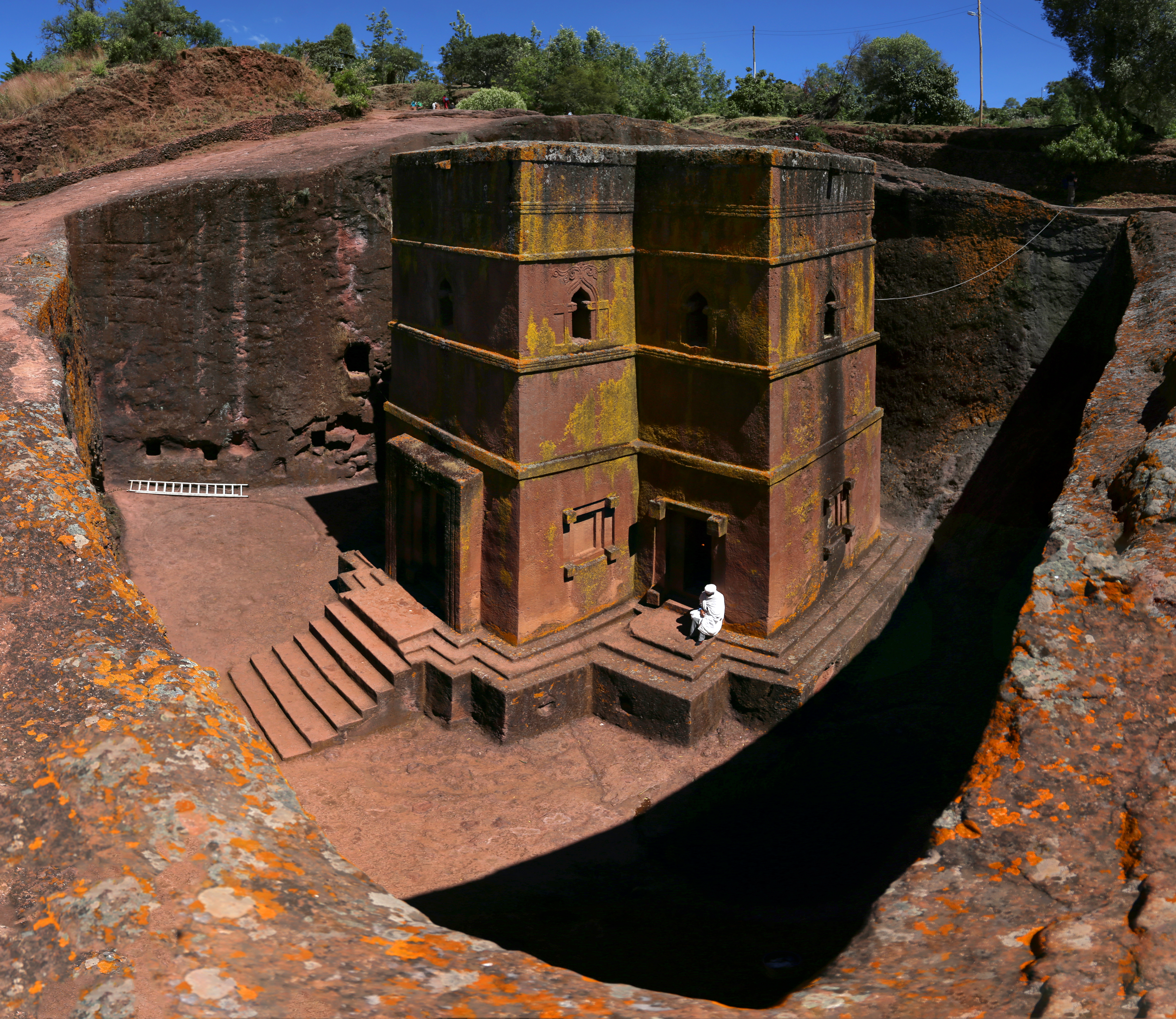
La chiesa scavata nella roccia di San Giorgio a Lalibela è un patrimonio mondiale dell'UNESCO.

Secondo il censimento nazionale del 2007, i cristiani costituiscono il 62,8% della popolazione del Paese (43,5% ortodossa etiope, il 19,3% altre confessioni), i musulmani 33,9%, i praticanti di religioni tradizionali 2,6% e le altre religioni 0,6%. I sunniti costituiscono la maggioranza dei musulmani. I sunniti sono in gran parte Shafeiti o salafiti. Notevole è anche la comunità Sufi.
Il Regno di Axum è stata una delle prime nazioni del pianeta ad accettare ufficialmente il cristianesimo, quando San Frumenzio di Tiro, chiamato Fremnatos o Abuna Selama ("Padre della Pace") in Etiopia, convertì l'imperatore Ezana nel corso del IV secolo d.C. Secondo il Nuovo Testamento, il cristianesimo era giunto in Etiopia anche prima del IV secolo, quando un funzionario del tesoro reale etiope venne battezzato da Filippo l'Evangelista.
Oggi, la Chiesa ortodossa etiope Tewahedo è parte delle chiese ortodosse orientali. Dal XVIII secolo si è assistito alla creazione di una piccola Chiesa cattolica etiope in piena comunione con Roma, nella quale gli aderenti costituiscono meno dell'1% della popolazione totale.

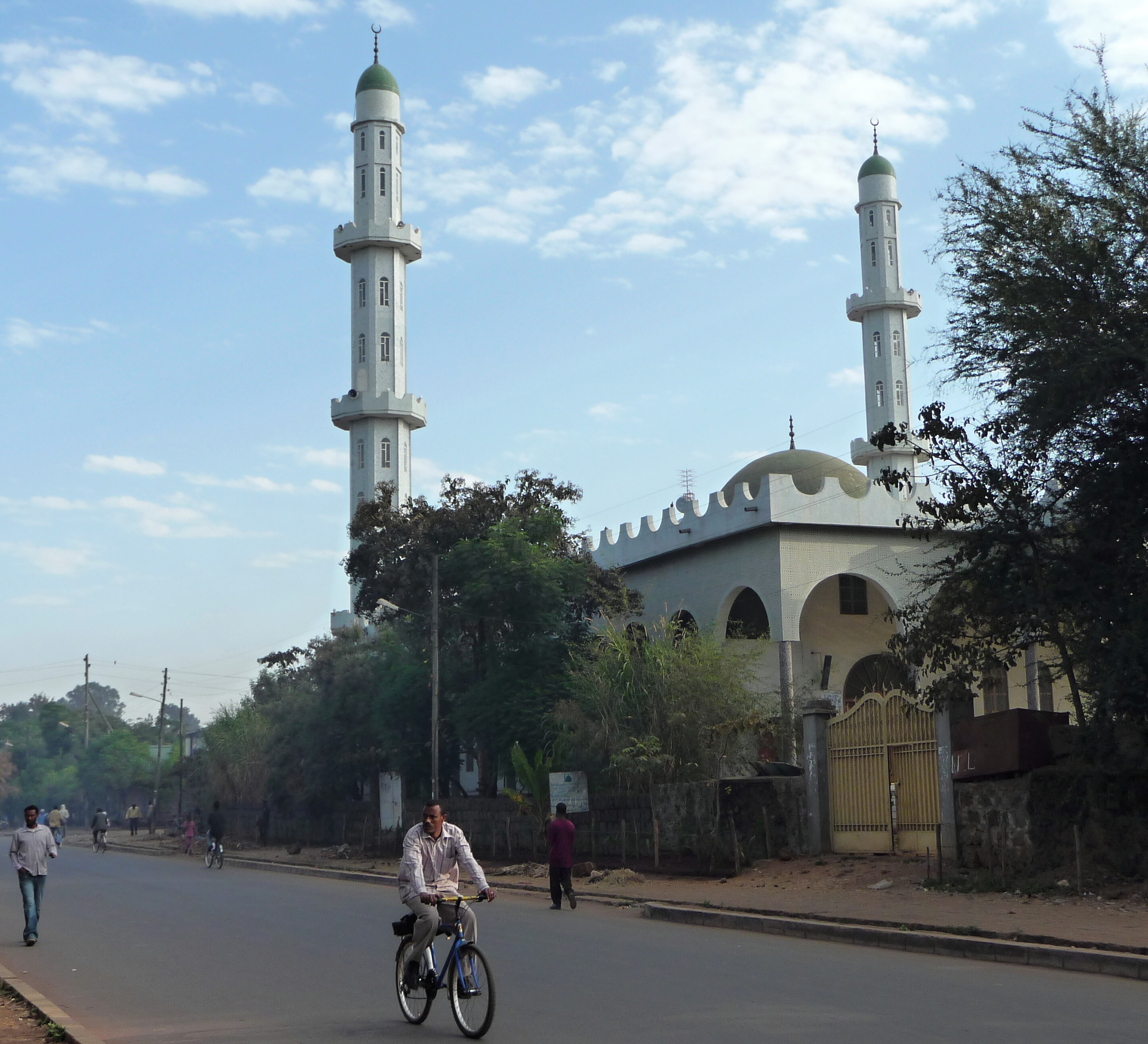
Una moschea a Bahar Dar.

L'Islam in Etiopia risale alla fondazione della religione nel 615, quando un gruppo di musulmani, su consiglio del profeta Maometto, fuggì in Etiopia, nazione allora governata da Sahama, un imperatore di Axum riconosciuto come un pio cristiano, a causa delle persecuzioni subite a La Mecca. Un piccolo gruppo antico di ebrei vive nel nord-ovest dell'Etiopia anche se la maggior parte è immigrata in Israele, soprattutto nel corso degli ultimi decenni del XX secolo come parte delle missioni di salvataggio del governo israeliano (Operazione Mosè e Operazione Salomone).
L'Operazione Salomone fu un'operazione segreta militare israeliana, avvenuta nel 1991, il cui obbiettivo era il trasporto aereo di ebrei etiopi in Israele. Secondo il censimento della popolazione nel 2007, circa 1 957 944 persone in Etiopia erano seguaci di fedi tradizionali. Altri 471 861 residenti praticano altre fedi. Mentre i seguaci di tutte le religioni si possono trovare in ogni regione, alcuni fedeli tendono a concentrarsi in alcune parti del paese. I cristiani vivono prevalentemente nelle regioni settentrionali Amara e Tigré. I fedeli appartenenti ai cristiani protestanti o Pentay sono concentrati nella Regione delle Nazioni (SNNP) e in Oromia. I musulmani generalmente abitano le zone orientali e il nord-est; in particolare le regioni somale dell'Afar, del Dire Dawa e dell'Harari. I praticanti delle religioni tradizionali risiedono principalmente nelle lontane terre di confine rurali del sud-ovest e ovest del paese, nelle regioni SNNP, Benishangul-Gumuz e Gambela.

### Urbanizzazione

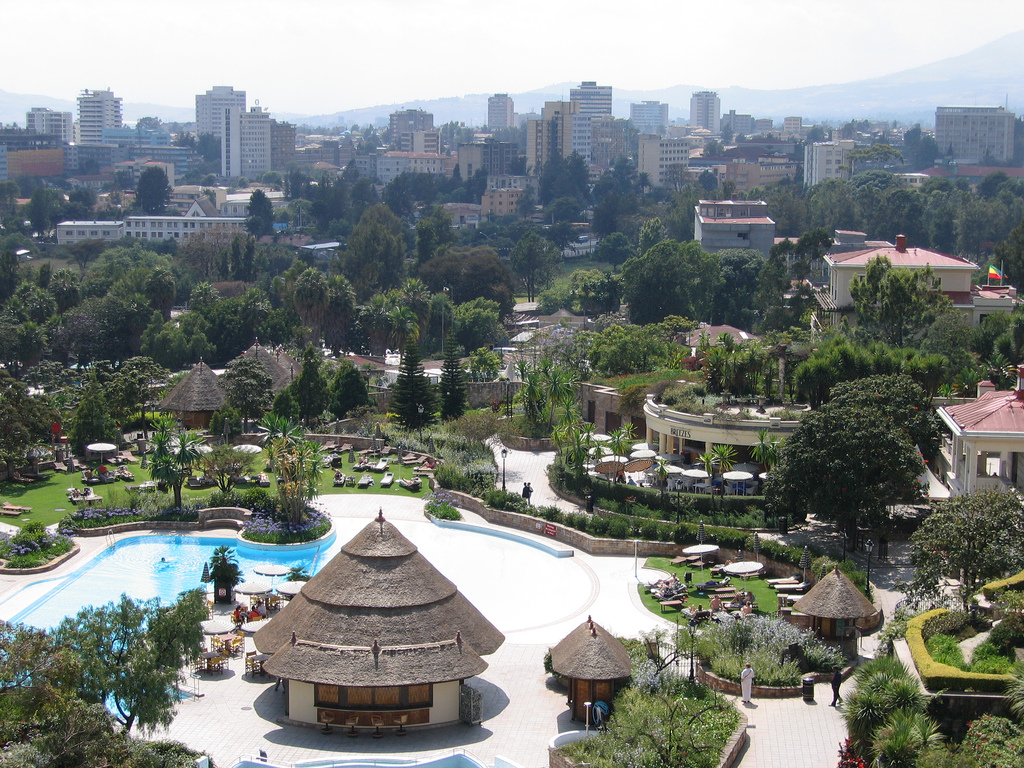
Sheraton Hotel.

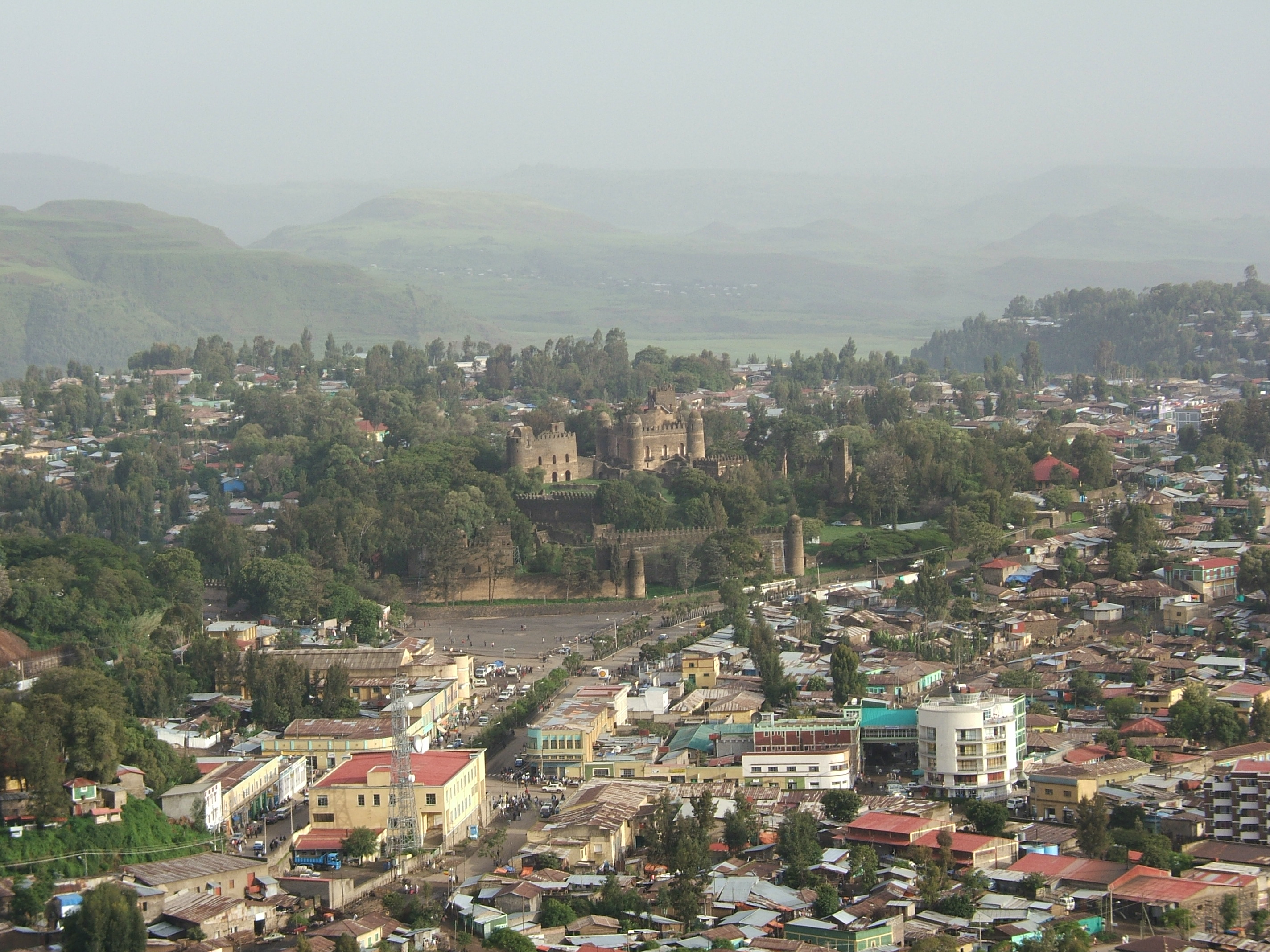
Gondar.

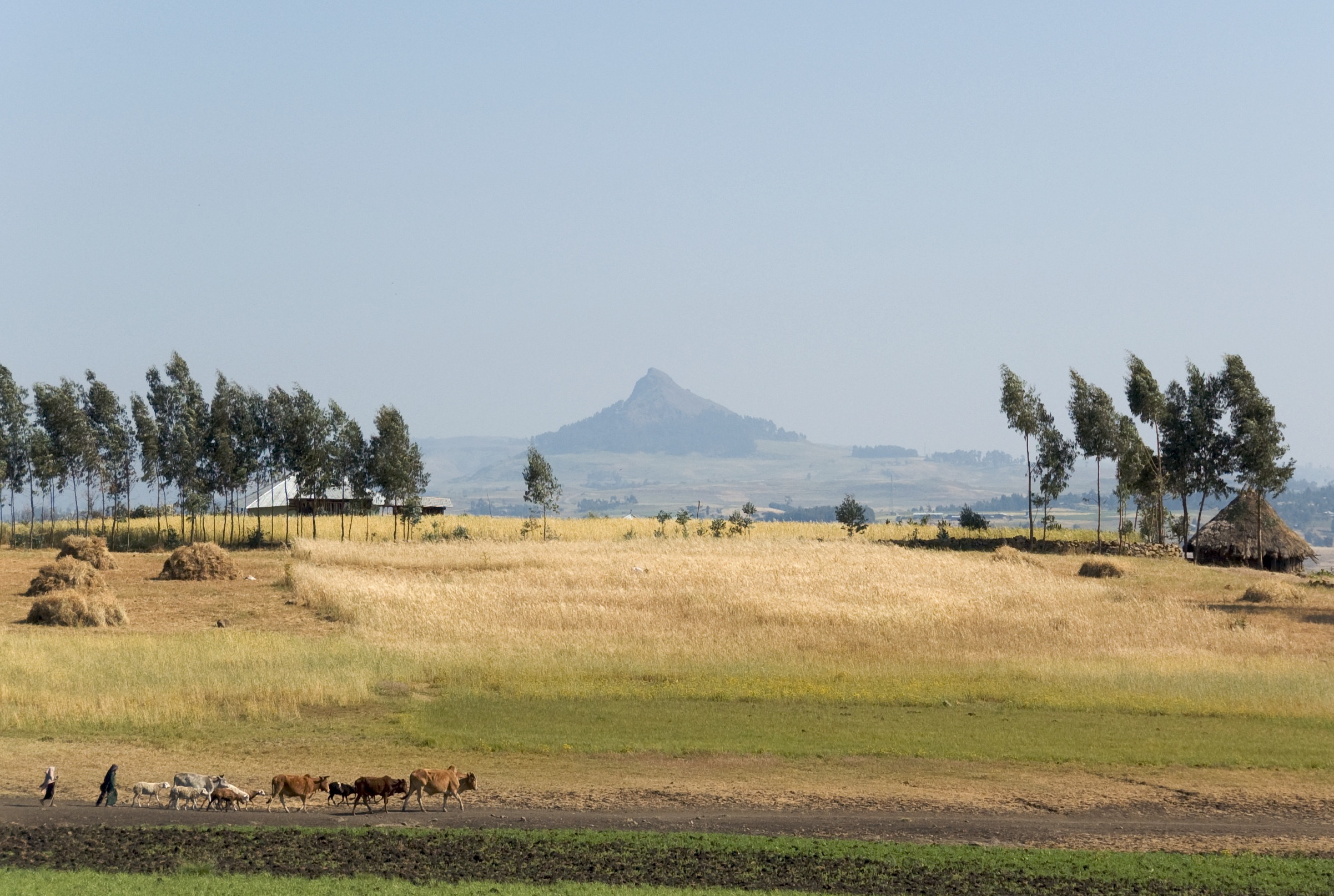
Zona rurale nel Parco Nazionale del Semien.

La crescita della popolazione, le migrazioni, l'urbanizzazione hanno reso sempre più difficile e complesso fornire alle persone i tradizionali servizi di base. L'urbanizzazione è in costante aumento, crescita che si è concentrata in due specifici periodi. In primo luogo, nel 1967-1975, quando le popolazioni dei centri urbani si sono triplicate. Il secondo periodo di crescita è avvenuto nel momento in cui le popolazioni rurali hanno iniziato a migrare verso i centri urbani in cerca di lavoro e di migliori condizioni di vita. Questo modello rallentò a causa del programma di riforma agraria del 1975 istituito dal governo, che prevedeva incentivi per tutti coloro che erano decisi a rimanere nelle zone rurali. Il Reform Act sulla terra venne pensato per aumentare la produzione agricola, che nel periodo tra il 1970 e il 1983 non era al passo con la crescita della popolazione. Questo programma ha favorito la formazione di associazioni di contadini e di grandi villaggi fondati sull'agricoltura. La riforma portò a un aumento della produzione alimentare, anche se l'argomento è soggetto a controversie; tale aumento può essere stato correlato probabilmente alle condizioni meteorologiche più che all'atto di riforma. Le popolazioni urbane hanno continuato a crescere mediamente dell'8,1% dal 1975 al 2000.

## Ordinamento dello Stato

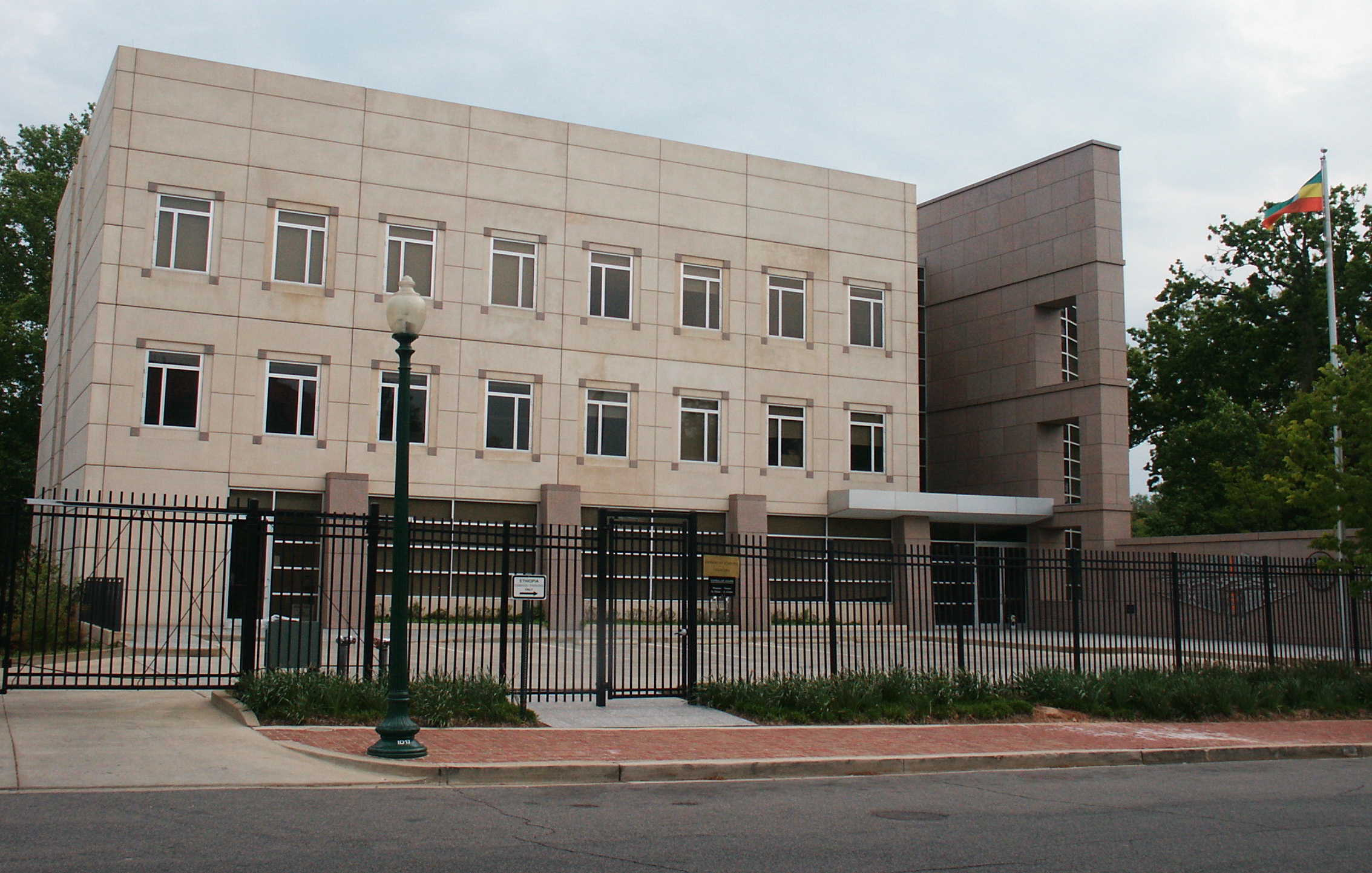
Ambasciata della Repubblica Federale Democratica di Etiopia in Washington, DC.

L'Etiopia è una repubblica parlamentare federale, in cui il primo ministro è capo del governo. Il potere esecutivo è esercitato dal governo, mentre il potere federale e il potere legislativo sono esercitati sia dal governo che dalle due camere del parlamento. Sulla base dell'articolo 78 della Costituzione etiope del 1994, la magistratura è completamente indipendente dal potere esecutivo e legislativo.
Il parlamento bicamerale è composto dalla Camera della Federazione, che conta 108 seggi, e dalla Camera dei Rappresentanti del Popolo, che conta 547 seggi. I membri della Camera della Federazione sono scelti dalle assemblee statali con un mandato di cinque anni, mentre quelli della Camera dei Rappresentanti del Popolo sono eletti tramite elezione popolare diretta; quest'ultima camera, elegge il Presidente con un mandato di sei anni.
Il Paese fa parte dal 1986 dell'Autorità intergovernativa per lo sviluppo, organizzazione politico-commerciale formata dai paesi del Corno d'Africa. Nel giugno 1994 avvenne l'elezione dell'assemblea costituente etiopica, che contava 549 membri. Questa assemblea approvò nel dicembre 1994 la costituzione della Repubblica Democratica Federale di Etiopia. A giugno del 1995 si tennero le prime elezioni democratiche per l'elezione del parlamento etiopico nazionale e di vari parlamenti regionali. La maggior parte dei partiti di opposizione scelse di boicottare queste elezioni, che si conclusero nella vittoria travolgente per il partito EPRDF. Il primo governo della Repubblica federale democratica dell'Etiopia fu insediato nell'agosto 1995 e il primo presidente eletto fu Negasso Gidada.

### Costituzione
La Costituzione dell'Etiopia (in Lingua amarica የኢትዮጵያ ፌዴራላዊ ዴሞክራሲያዊ ሪፐብሊክ ሕገ መንግሥት) risale al 21 agosto 1995.

### Suddivisioni amministrative

Una mappa delle regioni e zone dell'Etiopia.

L'ordinamento amministrativo etiope prevede quattro diversi livelli amministrativi, dove, tranne alcune eccezioni, ogni livello gerarchicamente superiore contiene gli altri. Questi sono: Regioni dell'Etiopia, Zone dell'Etiopia, Woreda e Kebelè.
Prima del 1996, l'Etiopia era suddivisa in tredici province, molte derivate da regioni storiche.
Dal 1996 l'Etiopia è suddivisa in nove stati regionali etnicamente e politicamente autonomi (kililoch), cui si aggiungono le due città autonome (astedader akababiwoch) di Addis Abeba e Dire Daua. I kililoch sono poi suddivisi complessivamente in 68 zone, 550 woredas e molte woredas speciali. Il referendum del 2019 ha sancito, con oltre il 98% dei voti favorevoli, la creazione di una nuova regione, la Regione di Sidama, che è stata effettivamente creata nel giugno 2020. In conseguenza del risultato del referendum, è stato deciso che Auasa, che territorialmente ricade nella regione di Sidama, avrebbe continuato a essere anche sede transitoria del governo regionale della Regione delle Nazioni, Nazionalità e Popoli del Sud, per almeno altre due elezioni.
La Costituzione attribuisce ampi poteri agli stati regionali che possono stabilire il proprio governo e la democrazia secondo la costituzione del governo federale. Ogni regione è governata dal Consiglio regionale, i cui membri sono eletti direttamente per rappresentare i quartieri; ogni Consiglio detiene i poteri legislativi ed esecutivi per dirigere gli affari interni della regione. L'articolo 39 della Costituzione etiope concede il diritto a tutti gli stati regionali di secessione dall'Etiopia. I consigli espletano il proprio mandato attraverso un comitato esecutivo e vari uffici settoriali regionali. La stessa struttura si ripete anche al livello inferiore dei woredas.
| Regioni o città (ክልል/የከተማ አስተዳድር)                               | Regioni o città (ክልል/የከተማ አስተዳድር) | Capitale    | Area (km)    | Popolazione             | Popolazione            | Popolazione       |
| Regioni o città (ክልል/የከተማ አስተዳድር)                               | Regioni o città (ክልል/የከተማ አስተዳድር) | Capitale    | Area (km)    | Ottobre 1994 censimento | Maggio 2007 censimento | luglio 2012 stima |
| --------------------------------------------------------------- | --------------------------------- | ----------- | ------------ | ----------------------- | ---------------------- | ----------------- |
| Addis Abeba (አዲስ አበባ)                                           | astedader                         | Addis Abeba | 526.99       | 2 100 031               | 2 738 248              | 3 041 002         |
| Afar (ዓፋር)                                                      | kilil                             | Semera      | 72.052,78    | 1 051 641               | 1 411 092              | 1 602 995         |
| Amara (አማራ)                                                     | kilil                             | Bahar Dar   | 154.708,96   | 13 270 898              | 17 214 056             | 18 866 002        |
| Benishangul-Gumuz (ቤ/ጉሙዝ)                                       | kilil                             | Asosa       | 50,698,68    | 460 325                 | 670 847                | 982 004           |
| Dire Daua (ድሬዳዋ)                                                | astedader                         | Dire Daua   | 1.558,61     | 248 549                 | 342 827                | 387 000           |
| Gambela (ጋምቤላ)                                                  | kilil                             | Gambela     | 29.782,82    | 162 271                 | 306 916                | 385 997           |
| Harar (ሐረሪ)                                                     | kilil                             | Harar       | 333,94       | 130 691                 | 183 344                | 210 000           |
| Oromia (ኦሮምያ)                                                   | kilil                             | Finfinne    | 284.538,00   | 18 465 449              | 27 158 471             | 31 294 992        |
| Sidama                                                          | kilil                             | Auasa       | 3.200,00     |                         |                        |                   |
| Somali (ሶማሌ)                                                    | kilil                             | Giggiga     | 279.252,00   | 3 144 963               | 4 439 147              | 5 148 989         |
| Regione delle Nazioni, Nazionalità e Popoli del Sud (ደቡብ ብ/ብ/ሕ) | kilil                             | Auasa       | 102.587,18   | 10 377 028              | 15 042 531             | 17 359 008        |
| Regione dei Tigré (ትግራይ)                                        | kilil                             | Macallé     | 41.410,00    | 3 134 470               | 4 314 456              | 4 929 999         |
| Zone speciali numerate                                          | Zone speciali numerate            |             |              |                         | 96 570                 | 112 999           |
| Totale                                                          | Totale                            | Totale      | 1.127.127,00 | 51 766 239              | 73 918 505             | 84 320 987        |

### Città principali
| 1  | Addis Abeba | Addis Abeba                                         | 3,273,000 | 11 | Sciasciamanna | Oromia                                              | 147,064 |
| 2  | Adama       | Oromia                                              | 323,999   | 12 | Debre Zeyit   | Oromia                                              | 147,774 |
| 3  | Gondar      | Regione degli Amara                                 | 323,875   | 13 | Soddo         | Regione delle Nazioni, Nazionalità e Popoli del Sud | 145,092 |
| 4  | Macallè     | Regione dei Tigrè                                   | 323,700   | 14 | Arba Minch    | Regione delle Nazioni, Nazionalità e Popoli del Sud | 142,908 |
| 5  | Auasa       | Regione delle Nazioni, Nazionalità e Popoli del Sud | 301,514   | 15 | Hosaena       | Regione delle Nazioni, Nazionalità e Popoli del Sud | 133,764 |
| 6  | Bahar Dar   | Regione degli Amara                                 | 282,017   | 16 | Harar         | Regione di Harar                                    | 129,000 |
| 7  | Dire Daua   | Dire Daua                                           | 277,000   | 17 | Dila          | Regione delle Nazioni, Nazionalità e Popoli del Sud | 112,874 |
| 8  | Dessiè      | Regione degli Amara                                 | 187,917   | 18 | Lechemti      | Oromia                                              | 110,640 |
| 9  | Gimma       | Oromia                                              | 177,943   | 19 | Debre Berhan  | Regione degli Amara                                 | 102,114 |
| 10 | Giggiga     | Regione dei Somali                                  | 159,252   | 20 | Asella        | Oromia                                              | 98,958  |

### Ordinamento scolastico

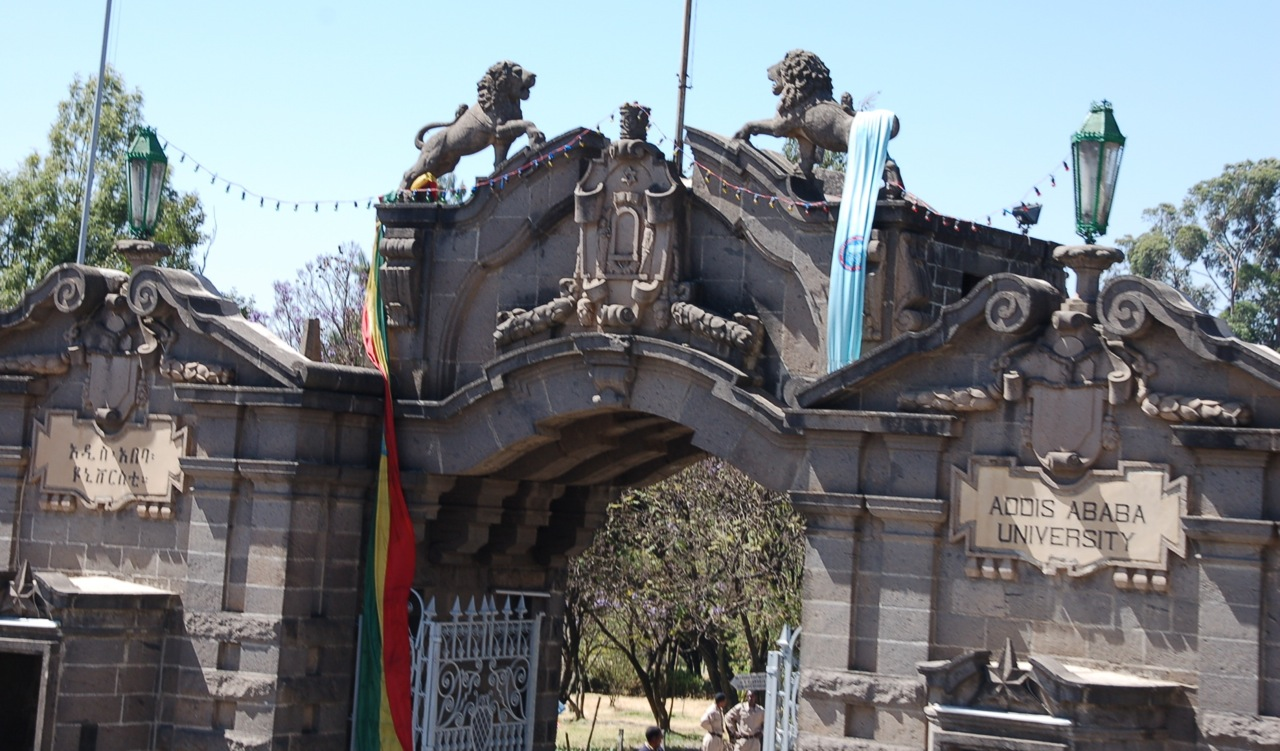
L'ingresso dell'Università di Addis Abeba.

L'istruzione in Etiopia è stata dominata dalla chiesa ortodossa etiope per molti secoli, fino a quando, nei primi anni del 1900 venne adottata l'istruzione secolare. Segue i programmi della scuola molto simili ai programmi delle aree rurali come il precedente sistema del 1980 con l'aggiunta di una più profonda regionalizzazione dell'istruzione, soprattutto nella lingua di partenza, e con uno stanziamento maggiore per il settore dell'istruzione. La sequenza di istruzione generale in Etiopia è di sei anni di scuola primaria, quattro anni di scuola secondaria di primo grado e di due anni di scuola secondaria superiore.
Negli ultimi 20 anni l'accesso all'istruzione in Etiopia è migliorato in modo significativo. Nel 1994/1995 la scuola primaria era frequentata da circa 3 milioni di persone, mentre nel 2008/2009, era salita a 15,5 milioni, un aumento di oltre il 500%. Il tasso di alfabetizzazione è aumentato negli ultimi anni: nel corso del censimento del 1994, era del 23,4%, mentre nel 2007 era salito al 39% (49,1% maschi e 28,9 % femmine).
Nel 1950 venne istituita l'Università di Addis Abeba, chiamata, dal 1962 al 1975 Università Hailé Selassié.

### Diritti civili
Nell'agosto del 2016 Almeno 97 persone sono state uccise e altre centinaia ferite quando le forze di sicurezza etiopi hanno sparato contro pacifici manifestanti nella regione di Oromia e in quella Amhara, che si erano radunati chiedendo riforme politiche, giustizia e stato di diritto.
Sempre nel 2016, a seguito delle proteste di cittadini etiopi in Australia durante una visita di stato del governo etiope in quel paese, il governo etiope avrebbe disposto dozzine di arresti nei confronti dei loro parenti in Etiopia.
Nel 2020 è stata istituita la Commissione etiope per i diritti umani - (EHRC), un organismo statale federale indipendente, istituito secondo la Costituzione federale, che fa capo alla Camera dei rappresentanti del popolo come istituzione nazionale per i diritti umani, con il mandato di promozione e protezione dei diritti umani.

## Politica

### Politica interna
Dopo il 1995 la politica dell'Etiopia è stata liberalizzata, attraverso riforme onnicomprensive nel paese. Oggi la sua economia si fonda su principi misti statalistici-liberistici, comunque orientati al mercato. L'Etiopia ha undici regioni amministrative semi-autonome, che hanno il potere di raccogliere e spendere autonomamente le proprie entrate.
Le prime elezioni multipartitiche ebbero luogo nel maggio 1995, e furono vinte dall'EPRDF. Il presidente del governo di transizione, il leader dell'EPRDF Meles Zenawi, divenne il primo Primo Ministro della Repubblica Federale Democratica dell'Etiopia, e Negasso Gidada ne fu eletto presidente. Il governo di Meles fu costantemente rieletto; tuttavia, questi risultati furono pesantemente criticati dagli osservatori internazionali e denunciati dall'opposizione come fraudolenti.
Meles è morto il 20 agosto 2012 a Bruxelles, dove era in cura per una malattia non specificata. Il vice primo ministro Hailemariam Desalegn è stato nominato nuovo primo ministro fino alle elezioni del 2015, e tale è rimasto anche in seguito, con il suo partito che controllava ogni seggio parlamentare. Il 15 febbraio 2018 Hailemariam si è dimesso da Primo Ministro, dopo anni di proteste, e la dichiarazione dello stato di emergenza. Abiy Ahmed è diventato primo ministro dopo le dimissioni di Hailemariam. Ha compiuto una storica visita in Eritrea nel 2018, ponendo fine allo stato di conflitto tra i due Paesi, ed è stato insignito del Premio Nobel per la pace nel 2019.
Secondo il Democracy Index pubblicato dall'Economist Intelligence Unit con sede nel Regno Unito, alla fine del 2010, l'Etiopia era classificata come "regime autoritario", al 118º paese su 167. L'Etiopia era scesa di 13 posizioni nella lista dal 2008, e il rapporto del 2010 attribuiva il calo alla repressione del governo sulle attività dell'opposizione, sui media e sulla società civile prima delle elezioni parlamentari del 2010, che secondo il rapporto avevano reso l'Etiopia di fatto un partito unico.

### Affari esteri
Nel 2023 l'Etiopia ha firmato un Memorandum d'intesa con il Somaliland, con cui l'Etiopia si impegna a riconoscere l'auto proclamato stato somalo, in cambio dell'accesso ai porti somali concesso all'Etiopia per lo sviluppo dei suoi traffici commerciali marittimi.

## Economia

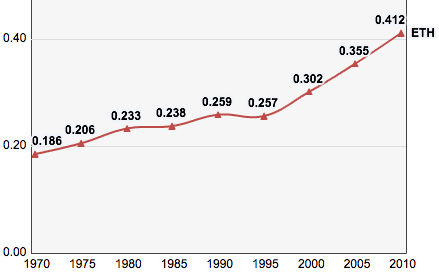
Valutazione dell'Etiopia indice di sviluppo umano 1970-2010.

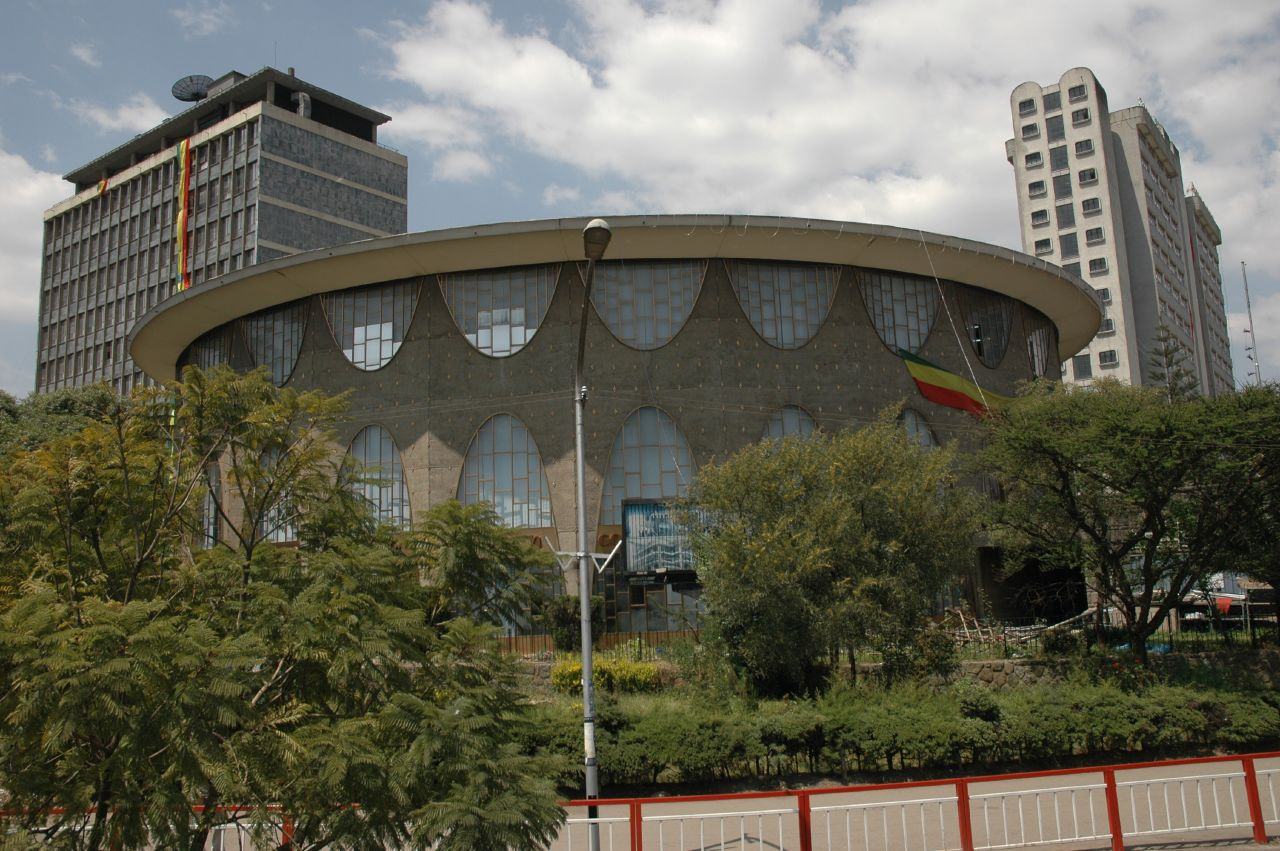
Commercial Bank of Ethiopia in Addis Abeba.

Secondo il Fondo monetario internazionale, l'Etiopia è stata una delle economie in più rapida crescita economica al mondo tra il 2004 e il 2009, con un tasso di incremento del 10%. L'Etiopia negli anni 2007 e 2008 è stata l'economia africana non dipendente dal petrolio in più rapida crescita. La crescita nel 2012 è stata del 7%, fino al 2016 ha avuto tassi di crescita tra l'8% e l'11%, per ridursi al 7,7% nel 2018, e al 7,2% al 2020. Nonostante la rapida crescita, il PIL pro capite è tra i più bassi al mondo, 790 dollari al 2020, mentre l'economia deve affrontare una serie di gravi problemi strutturali, anche se il governo ha intenzione di creare negli anni una classe media.
Gli investimenti statali sono sostanzialmente tesi a sviluppare la rete infrastrutturale del paese (strade, rete ferroviaria, produzione e trasporto energia, trasporti, etc.), a sostenere le politiche economiche, e quelle tese a modernizzare il terzo settore, ovvero quello dei servizi. Alla data del 2020, se il 70% della popolazione etiope era occupata nell'agricoltura, erano le attività legate ai servizi a generare la quota maggiore del PIL nazionale.
I principali partner commerciali dell'Etiopia, impegnati soprattutto nei programmi di sviluppo delle infrastrutture, sono la Cina, la Turchia, l'India e l'UE.
A dicembre del 2023 ha formalmente dichiarato default, per non essere riuscita a ripagare 33 milioni di euro di cedola del suo unico titolo di Stato internazionale, a causa della crisi economica causata dalla pandemia e dalla guerra civile scoppia tra lo Stato centrale e la regione del Tigrè.

### Agricoltura

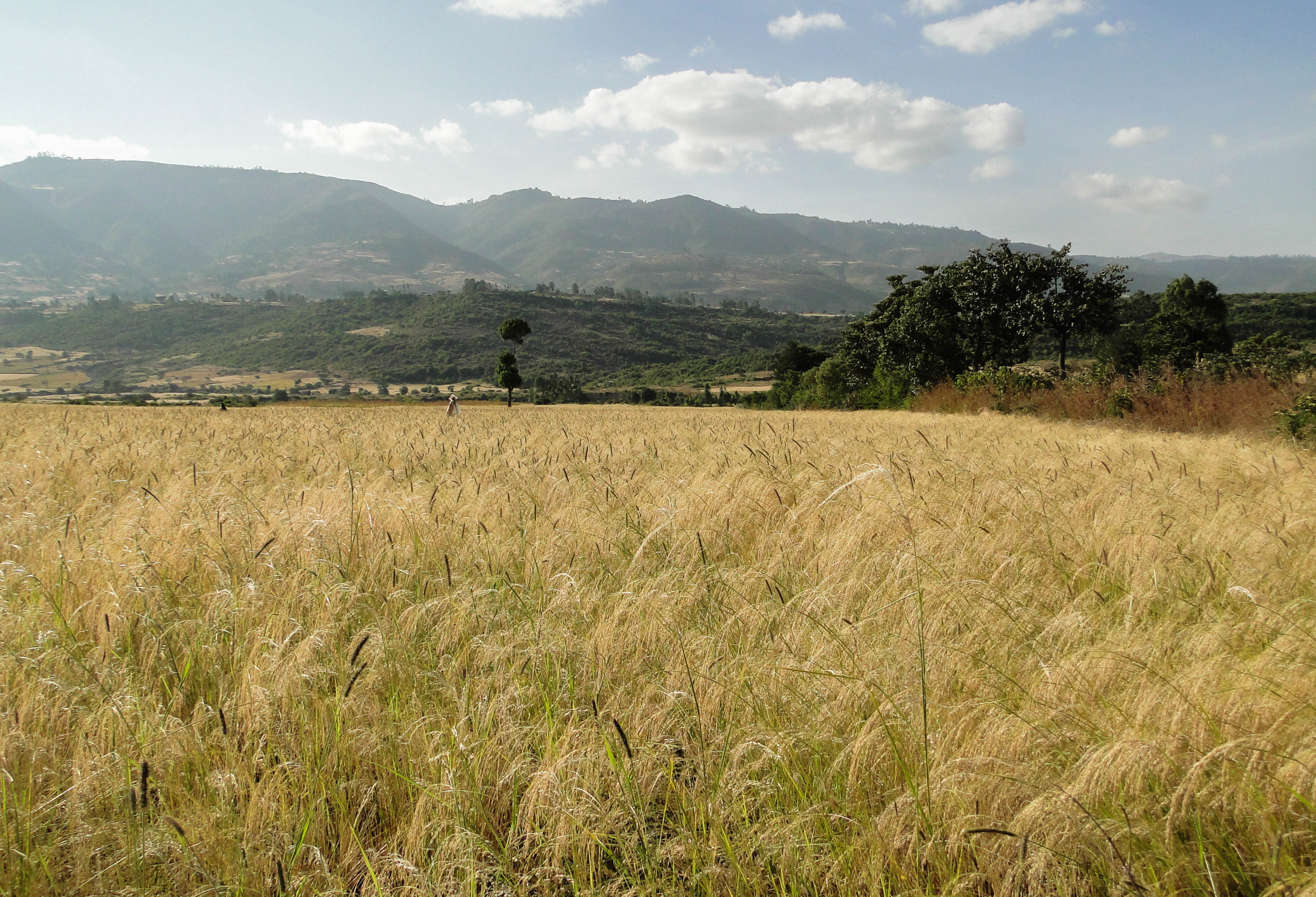
Campo di Tef vicino a Mojo.

La costituzione etiope definisce il diritto di possedere i terreni solo per "lo Stato e il popolo", ma i cittadini possono affittare la terra (fino a 99 anni), che non possono ipotecare o vendere. Il noleggio dei terreni è consentito per un massimo di 20 anni.
L'agricoltura è praticata con metodi tradizionali; sugli altopiani si coltivano il caffè per l'esportazione, ortaggi, legumi e frumento (orzo e grano); nelle zone più umide si coltivano cotone e tabacco. L'allevamento del bestiame è abbastanza sviluppato, le risorse forestali rappresentano il 25%, mentre il governo ha intenzione di rimboschire il Paese.
La produttività agricola è bassa, produttività ulteriormente gravata da frequenti siccità.

### Industria
In Etiopia è presente un'industria cementiera, tessile e alimentare. È probabile che a sud vi siano giacimenti petroliferi sfruttabili. Il governo in questi anni ha dato il via alla costruzione di diverse dighe tra le quali la Grand Ethiopian Renaissance Dam, la Diga Gilgel Gibe III, la Gibe I e la Gibe II.
Industria delle telecomunicazioni
Le telecomunicazioni sono sotto il monopolio statale in quanto il governo etiope ritiene che la proprietà statale in questo settore sia vitale ed essenziale per assicurare che le infrastrutture, le telecomunicazioni e i servizi siano estesi in tutta l'Etiopia rurale.
Industria aero-spaziale
Il 20 dicembre 2019 viene lanciato nello spazio da una base missilistica cinese il primo satellite etiope, ETRSS-1..
Industria mineraria
Nel sottosuolo si trovano giacimenti di platino e oro.

### Servizi

#### Commercio
Esportazioni

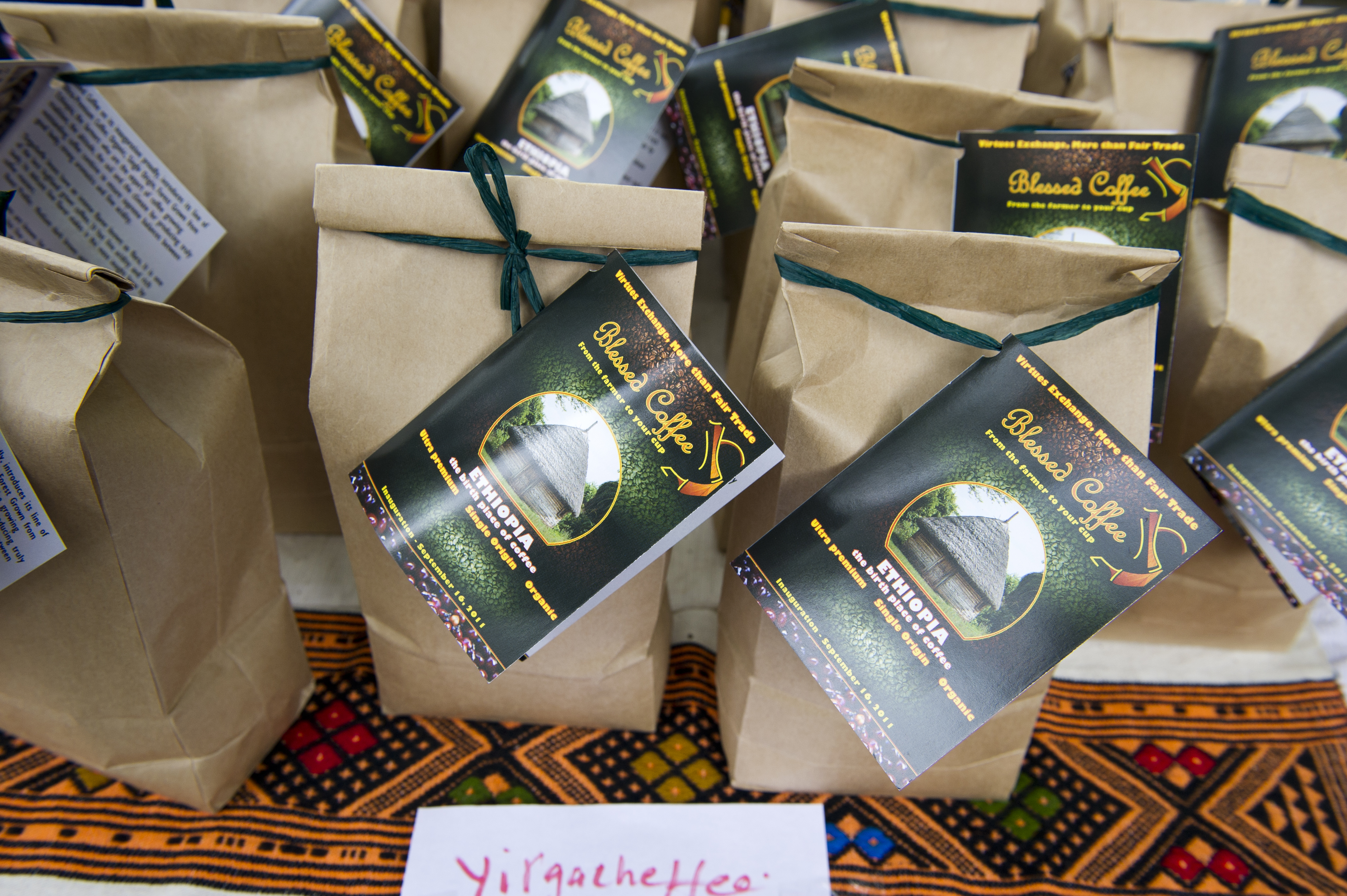
Borse di una marca di caffè a Takoma Park nel Maryland. Il caffè è una delle principali esportazioni dell'Etiopia.

Le esportazioni provenienti dall'Etiopia nel periodo 2009-2010 sono state pari a 1,4 miliardi di dollari. È il maggior produttore di caffè di tutta l'Africa. I principali prodotti di esportazione sono: il khat, l'oro, prodotti in pelle e semi oleosi. Il recente sviluppo della floricoltura potrebbe portare il paese a divenire il maggior esportatore al mondo. Il commercio transfrontaliero dei pastori è spesso informale e sfugge al controllo statale e non è ben regolamentato. In Africa orientale oltre il 95% del commercio transfrontaliero avviene attraverso canali non ufficiali. Il commercio non ufficiale di bestiame vivo, dromedari, pecore e capre dall'Etiopia verso Somalia, Gibuti e Kenya genera un valore totale stimato compreso tra 250 e 300 milioni di dollari all'anno, 100 volte di più rispetto al dato ufficiale. Questo commercio aiuta i prezzi dei prodotti alimentari a rimanere più bassi, aumenta la sicurezza alimentare, contribuisce ad alleviare le tensioni di frontiera e a promuovere l'integrazione regionale. Tuttavia presenta dei rischi, come il diffondersi di malattie tra gli animali. Inoltre il governo etiope risente del mancato gettito fiscale e delle entrate in valuta estera. Le recenti iniziative hanno cercato di documentare e regolamentare questo commercio.
Nel settore privato sono in lenta crescita i prodotti in pelle di design. Le borse stanno diventando un grande business di esportazione: Taytu per esempio sta diventando la prima griffe di lusso del paese. Ulteriori prodotti di esportazione su piccola scala sono cereali, legumi, cotone, canna da zucchero, patate e pellame. Con la costruzione di diverse nuove dighe l'Etiopia prevede inoltre di esportare energia elettrica verso gli stati confinanti.
Il caffè rimane il più importante prodotto di esportazione e il paese prevede di aumentare le proprie entrate dal caffè.
Il paese ha anche grandi risorse minerarie e probabilmente dei giacimenti petroliferi, soprattutto in alcune delle regioni meno abitate. L'instabilità politica in quelle regioni, tuttavia, ne ha inibito lo sviluppo.
Importazioni
A febbraio del 2024 l'Etiopia ha messo al bando l'importazione di auto a combustione fossile, nuove e usate, allo scopo di abbassare le emissioni di gas serra, ma anche per ridurre il deficit commerciale, in gran parte dovuto dall'importazione di petrolio e dei suoi derivati.

#### Turismo

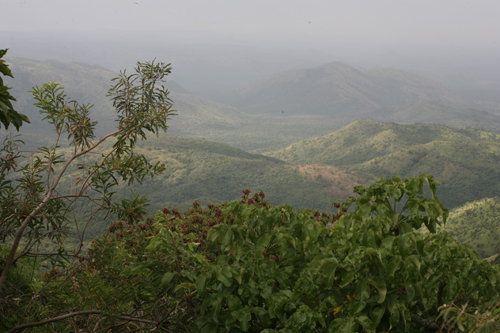
La Valle dell'Omo.

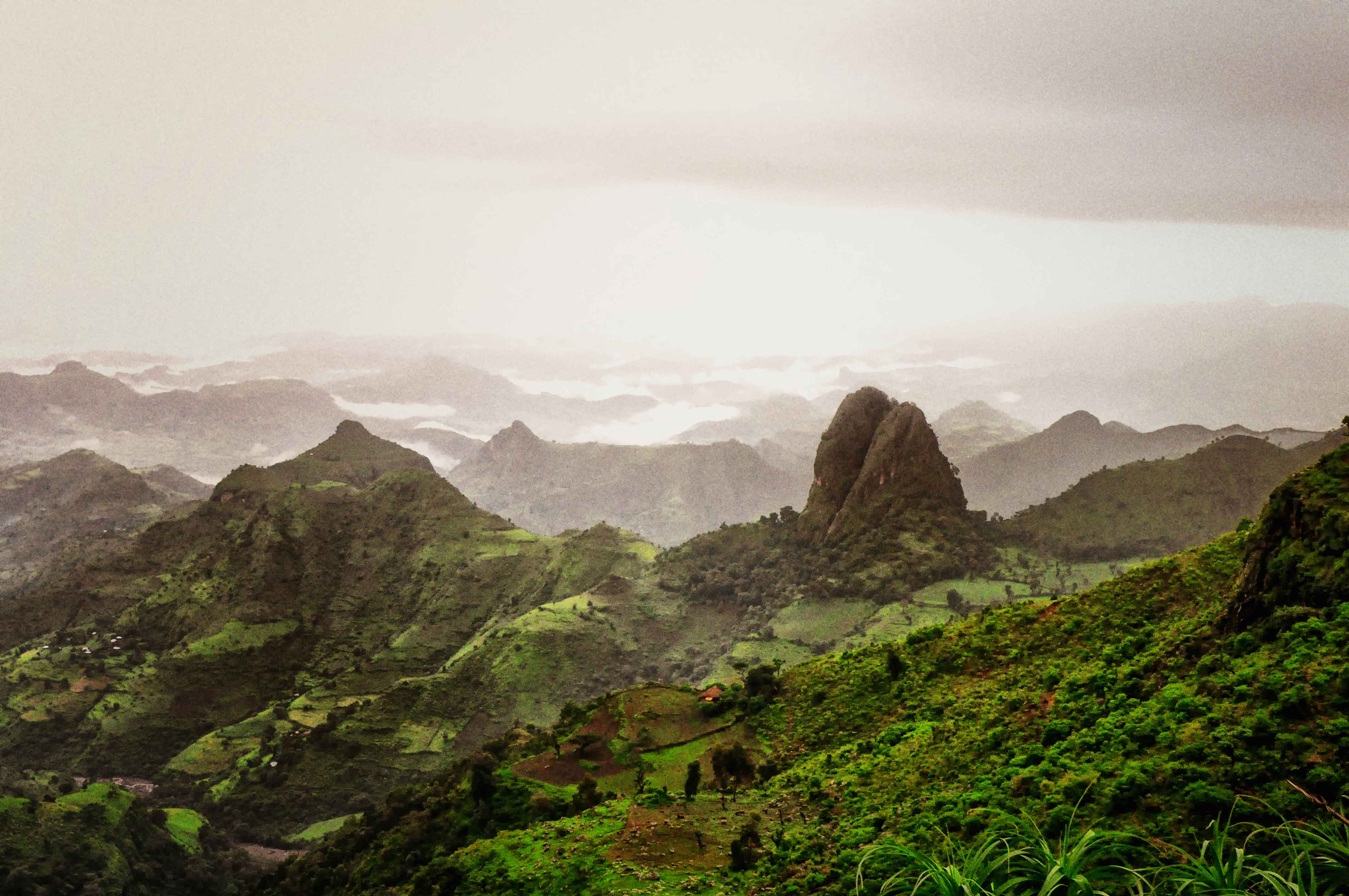
Il Simien.

Il turismo in Etiopia non è sviluppato, soprattutto a causa di infrastrutture poco adeguate. Tuttavia il governo considera il turismo, per il futuro, come una delle fonti di entrate potenzialmente più importanti per il Paese. Il tentativo è di puntare su turisti a reddito medio-alto, attratti sia dalla cultura locale che dalle bellezze naturali. Nel 1998 hanno visitato l'Etiopia circa 250 000 persone, mentre nel 2013 i visitatori sono saliti a 681 000.

## Infrastrutture e trasporti

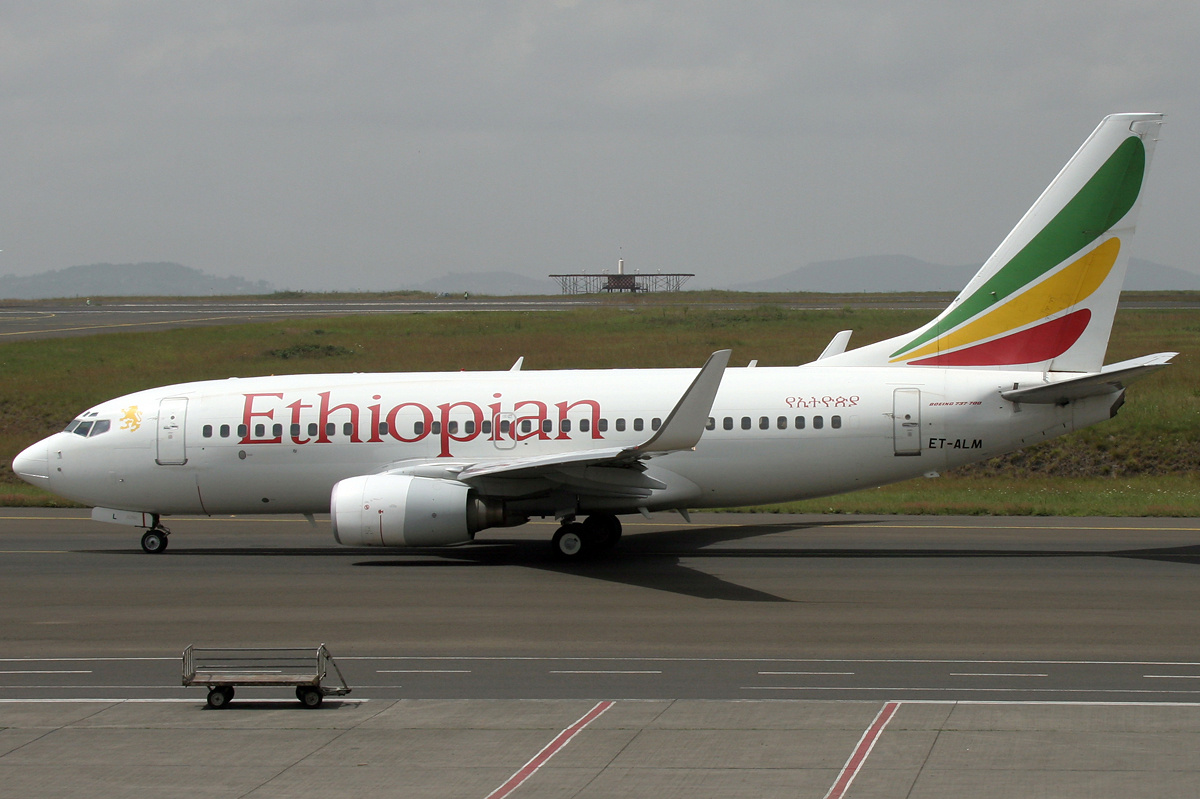
Ethiopian Airlines Boeing 737-700 sulla pista dell'Aeroporto di Addis Abeba-Bole.

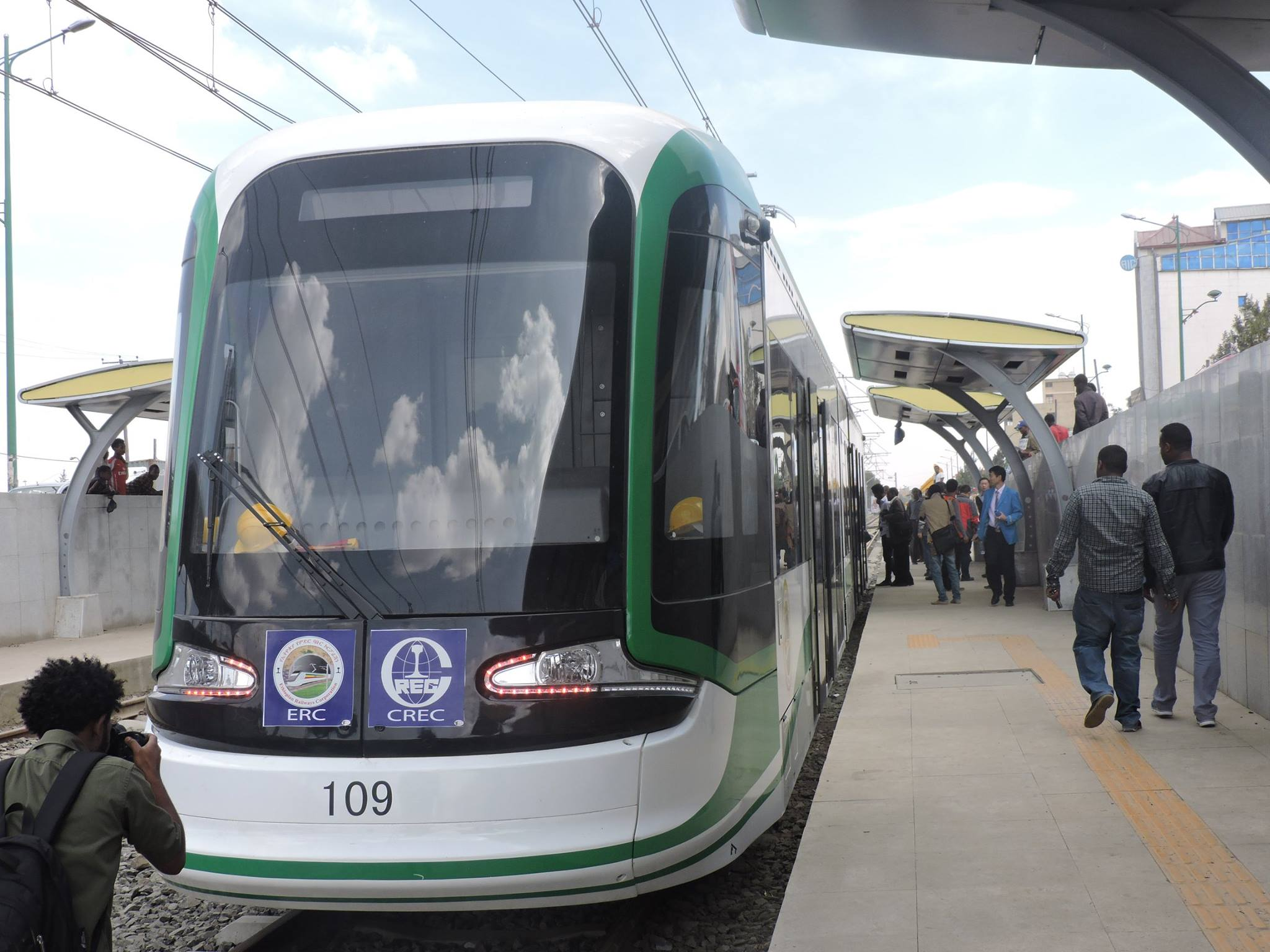
Rete tranviaria ad Addis Abeba, in Etiopia.

### Strade
Fino agli ultimi anni del Novecento l'Etiopia aveva un sistema viario piuttosto debole, in gran parte basato su strade costruite dagli italiani durante il periodo coloniale. L'insufficienza del sistema viario ha tra l'altro contribuito al determinarsi e all'aggravarsi di alcune delle crisi alimentari attraversate dal paese. Negli ultimi anni, in particolare in seguito alle risorse liberate dalla cessazione delle ostilità con l'Eritrea e nel quadro di un processo più generale di ammodernamento, il Paese ha beneficiato della costruzione di un notevole numero di strade, soprattutto nei dintorni di Addis Abeba e delle città maggiori. Come prima parte di un decennale programma di sviluppo del settore, tra il 1997 e il 2002 il governo etiope ha avviato uno sforzo continuo per migliorare le sue infrastrutture stradali. Di conseguenza a partire dal 2002 l'Etiopia ha costruito 33.297 km di strade, sia asfaltate che in ghiaia.
| Autostrada                   | km in esercizio | km in costruzione | Città servite                                    |
| ---------------------------- | --------------- | ----------------- | ------------------------------------------------ |
| Autostrada Addis Abeba-Adama | 77              | ..                | Addis Abeba - Biscioftù - Moggio - Adama         |
| Autostrada Moggio-Auasa      | 91              | 118               | Moggio - Zuai - Neghelle - Sciasciamanna - Auasa |
| Totale                       | 168             | 118               |                                                  |

### Ferrovie
La prima linea ferroviaria etiope venne costruita nel 1917 dai locali e dai francesi per ordine di Menelik II e collega Addis Abeba con Gibuti, passando per Dire Dawa. Il governo etiope ora sta programmando lo sviluppo di una nuova rete ferroviaria, che riammodernerà la linea che collega Addis Abeba con Gibuti e prevede la costruzione di nuove linee in tutto il paese. Inoltre il governo ha dato il via alla costruzione di una rete tranviaria nella capitale.
L'Etiopia possiede 681 km di ferrovia, che consiste principalmente nella ferroviaria Addis Abeba - Gibuti a scartamento metrico. Attualmente la linea è sotto il controllo congiunto di Gibuti ed Etiopia ma sono in corso trattative per privatizzare questa utility per il trasporto. La ferrovia è attualmente in fase di ricostruzione e elettrificata da società cinesi, turche e etiopi. La nuova ferrovia sarà lunga 756 km e si prevede di ridurre il tempo di percorrenza da Addis Abeba a Gibuti a meno di dieci ore con la velocità prestabilita di 120 km/ora.

### Aeroporti
Nel 2012 l'Etiopia aveva 58 aeroporti. Tra questi, l'aeroporto internazionale Bole di Addis Abeba e l'aeroporto internazionale di Aba Tenna Dejazmach Yilma di Dire Dawa; entrambi ospitano voli internazionali. L'Ethiopian Airlines è la compagnia di bandiera del paese, interamente di proprietà del governo etiope.
Dal suo hub all'aeroporto internazionale di Bole, la compagnia aerea serve un network di 62 destinazioni internazionali e 16 nazionali. È anche uno dei vettori a più rapida crescita nel settore. L'Etiopia gode di un discreto sistema di collegamenti aerei interni, con aeroporti presenti non solo nelle città più importanti, ma anche in piccoli centri come Lalibela, tradizionale centro di pellegrinaggio, e, più di recente, meta turistica.

## Ambiente

### Flora
La flora dell'Etiopia è molto varia da luogo a luogo, data la grande estensione del paese e la presenza di svariati climi diversi.

### Fauna

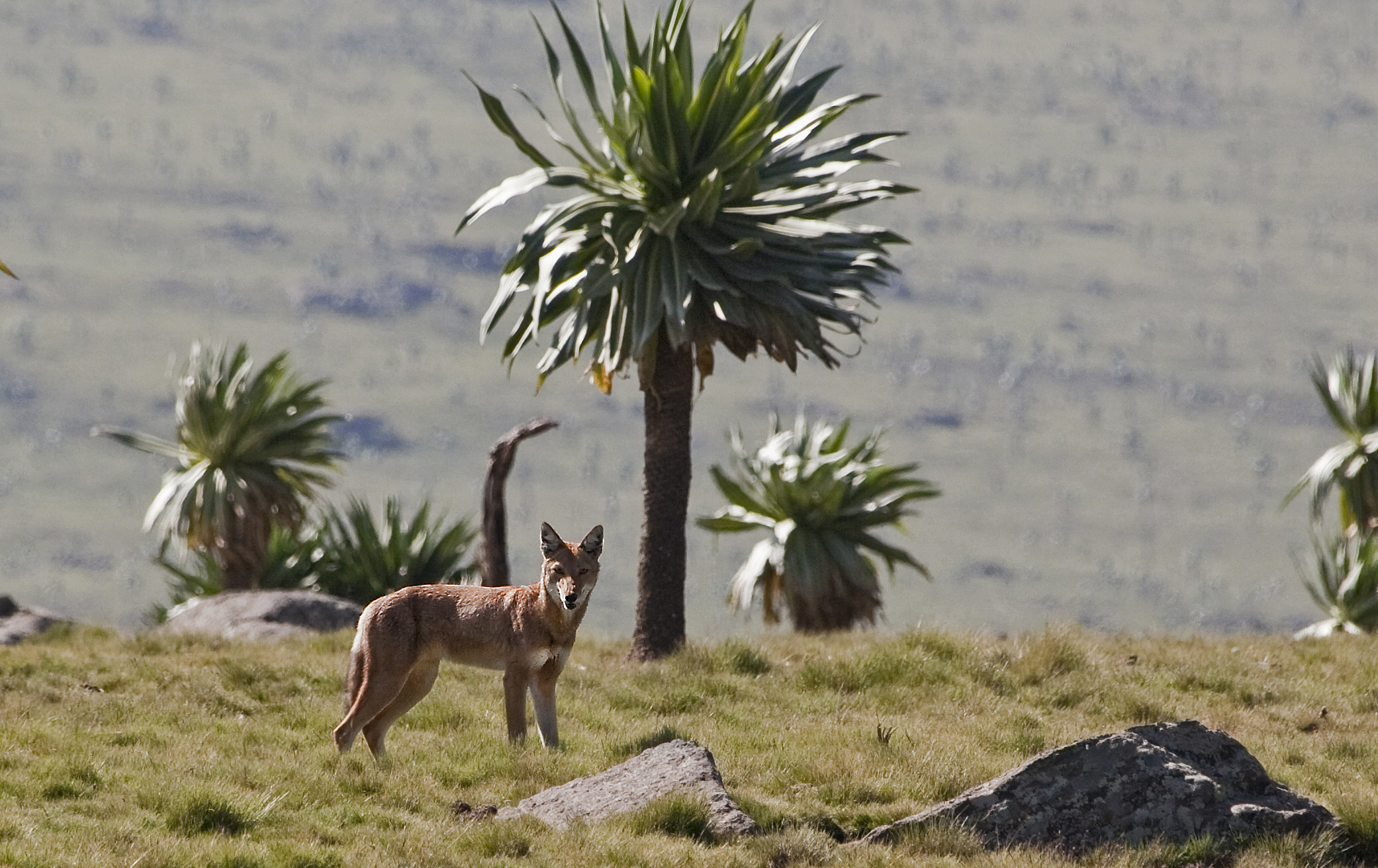
Sciacallo del Simien.

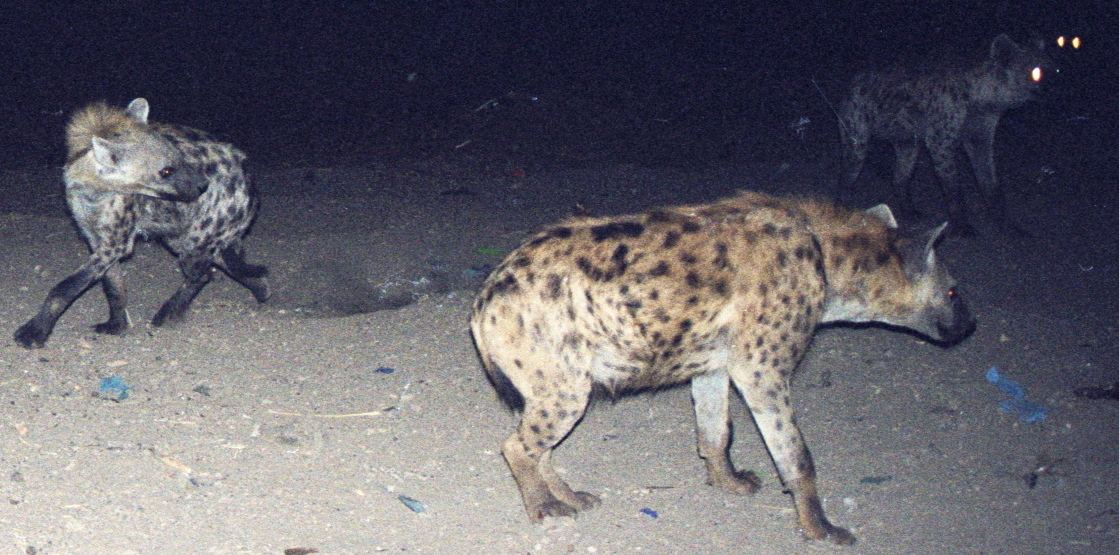
Iene macchiate ad Harar.

Solo per il fatto di non ospitare grandi branchi di elefanti, giraffe e rinoceronti, l'Etiopia viene spesso considerata da molti occidentali una destinazione a interesse puramente storico, ma spesso si ignora che nel paese vivono 277 diverse specie di mammiferi, 200 specie di rettili, 148 specie di pesci e 63 di anfibi, senza contare l'avifauna. A oggi sono state censite oltre 860 specie di uccelli. Delle dieci famiglie di uccelli endemici dell'Africa, l'Etiopia ne ospita ben otto; mancano solo i picatarte e i mangianettare. Tra i gruppi particolarmente rappresentati si trovano i rapaci, i francolini, le otarde e le allodole. Ancora più degno di nota è il fatto che, di tutte le specie presenti nel paese, 31 mammiferi, 21 uccelli, nove rettili, quattro pesci e 24 anfibi sono endemici. L'habitat afroalpino, compreso tra il parco nazionale delle montagne di Bale e quello dei monti Simien, vanta il maggior numero di mammiferi endemici e ospita nyala di montagna, stambecchi del Simien, sciacalli del Simien – tra i canidi più rari al mondo –, gelada, tragelafi striati e ratti-talpa giganti. Tra queste montagne si trovano anche 16 delle specie aviarie endemiche. All'estremità opposta dello spettro, le aree di bassa altitudine della steppa desertica e semidesertica forniscono l'ambiente naturale ideale per specie in via di estinzione come l'asino selvatico africano, la zebra di Grévy, la gazzella di Sömmerring e l'orice. Tra gli uccelli ricordiamo lo struzzo, il serpentario, l'otarda araba, kori e di Heuglin, la ghiandaia marina abissina, il cordon blu guancerosse e il francolino crestato. Le ampie ma sporadiche foreste decidue sono l'habitat di kudu maggiori e minori, alcelafi, gazzelle, cercopitechi di Brazzà e taurotraghi, bufali ed elefanti, nonché di un numero limitato di zebre di Grévy e orici. L'avifauna comprende il turaco ventrebianco, lo storno superbo e quello di Rüppell, il quelea beccorosso, la gallina faraona, il serpentario, il cordon blu guancerosse, la passera lagia chiara e l'amaranto mascherato. Nelle foreste sempreverdi delle zone sud-occidentali e occidentali del paese vivono potamoceri, iloceri, tragelafi di Menelik e cercopitechi di Brazzà; nei dintorni di Gambela, nella foresta sempreverde dei bassopiani, si trovano rari elefanti, giraffe, leoni e il kob dalle orecchie bianche: difficilissimo da avvistare, è una bellissima antilope dal manto dorato, più comune nel Sudan del Sud. La variegata avifauna conta il rigogolo testascura, il garrulo di collina africano, il turaco crestabianca, l'indicatore golamacchiata, il francolino squamato, il cuculo smeraldino africano e la malcoha blu.

### Tutela dell'ambiente
Sebbene anche le guerre civili siano state certamente responsabili dei danni all'ambiente, la pressione demografica costituisce il maggiore pericolo per il territorio: si ritiene che circa il 95% delle foreste naturali sia stato sostituito dall'agricoltura e dagli insediamenti umani. Negli ultimi 80 anni la popolazione dell'Etiopia si è quasi quintuplicata e continua a crescere a un tasso annuo del 2,5%; le richieste di spazi abitativi, cibo, legna da ardere, materiali da costruzione, terreni da destinare all'agricoltura e al pascolo non faranno che ridurre ulteriormente le risorse del paese e cancellare aree sempre più vaste di habitat naturale. La deforestazione ha avuto come conseguenza diretta l'erosione del suolo, che oggi costituisce una minaccia gravissima per l'Etiopia poiché aumenta il pericolo sempre incombente di carestie. Insieme alla caccia e al bracconaggio, che da secoli decimano i branchi un tempo numerosi di elefanti e rinoceronti, anche la deforestazione è responsabile di questo fenomeno. Il manto forestale e la fauna sono stati inoltre vittime della guerra civile, quando intere foreste sono state date alle fiamme dal Derg per stanare le forze ribelli. I grandi eserciti hanno spesso attinto alla fauna locale per ovviare ai problemi di approvvigionamento, con risultati disastrosi. Fino a poco tempo fa i conflitti armati tra le tribù presenti nei parchi nazionali dell'Omo e del Mago ostacolavano ancora qualsiasi progetto per la conservazione delle specie. Oggi la situazione è migliorata, e c'è un maggiore controllo. L'attività venatoria, regolamentata dallo stato, potrebbe costituire il mezzo più realistico e pragmatico per garantire la sopravvivenza dei grandi mammiferi etiopici. Il bracconaggio, tuttavia, continua a rappresentare una grave minaccia per alcuni animali.

### Aree protette
- Parco nazionale di Abiata-Sciala, situato nei pressi dei laghi Abiata (o Abijatta) e Sciala (o Shalla);
- Parco nazionale dell'Auasc, limitato a sud dal fiume Auasc;
- Parco nazionale delle montagne di Bale, lungo la catena montuosa più alta dell'Etiopia sud-orientale;
- Parco nazionale di Gambela;
- Parco nazionale di Mago, a cavallo del fiume Mago, affluente dell'Omo;
- Parco nazionale di Nechisar, bagnato dai laghi di Abaja (o Margherita) e Ciamò (o Ruspoli);
- Parco nazionale dell'Omo, uno dei più estesi, è situato nella valle del fiume Omo e confina con il Parco Nazionale di Mago;
- Parco nazionale del Semien, che include la vetta più alta d'Etiopia, il Ras Dejen di 4620 m. Ospita numerose specie endemiche;
- Parco nazionale di Yangudi Rassa, nella regione di Afar.

A questi si devono aggiungere altri tipi di aree protette a livello nazionale: santuari naturali, foreste, riserve, aree di caccia controllata, ecc.

## Cultura

### Arte
Ricche e abbondanti sono anche l'arte e l'architettura religiosa, che riflettono la lunga storia del cristianesimo etiope. Le chiese e gli affreschi che si trovano al loro interno, testimoniano influenze axumite, bizantine e copte. In Etiopia è diffusa soprattutto la pittura a soggetto sacro, caratterizzata da colori molto forti e caldi. Non è diffusa invece la scultura: solo la pittura può raffigurare scene sacre.

### Architettura

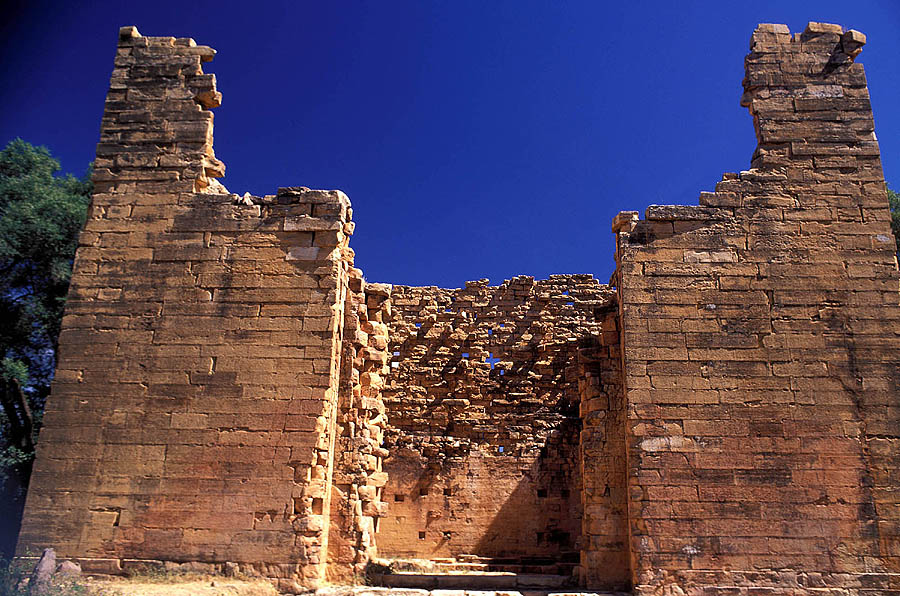
Tempio di Yeha

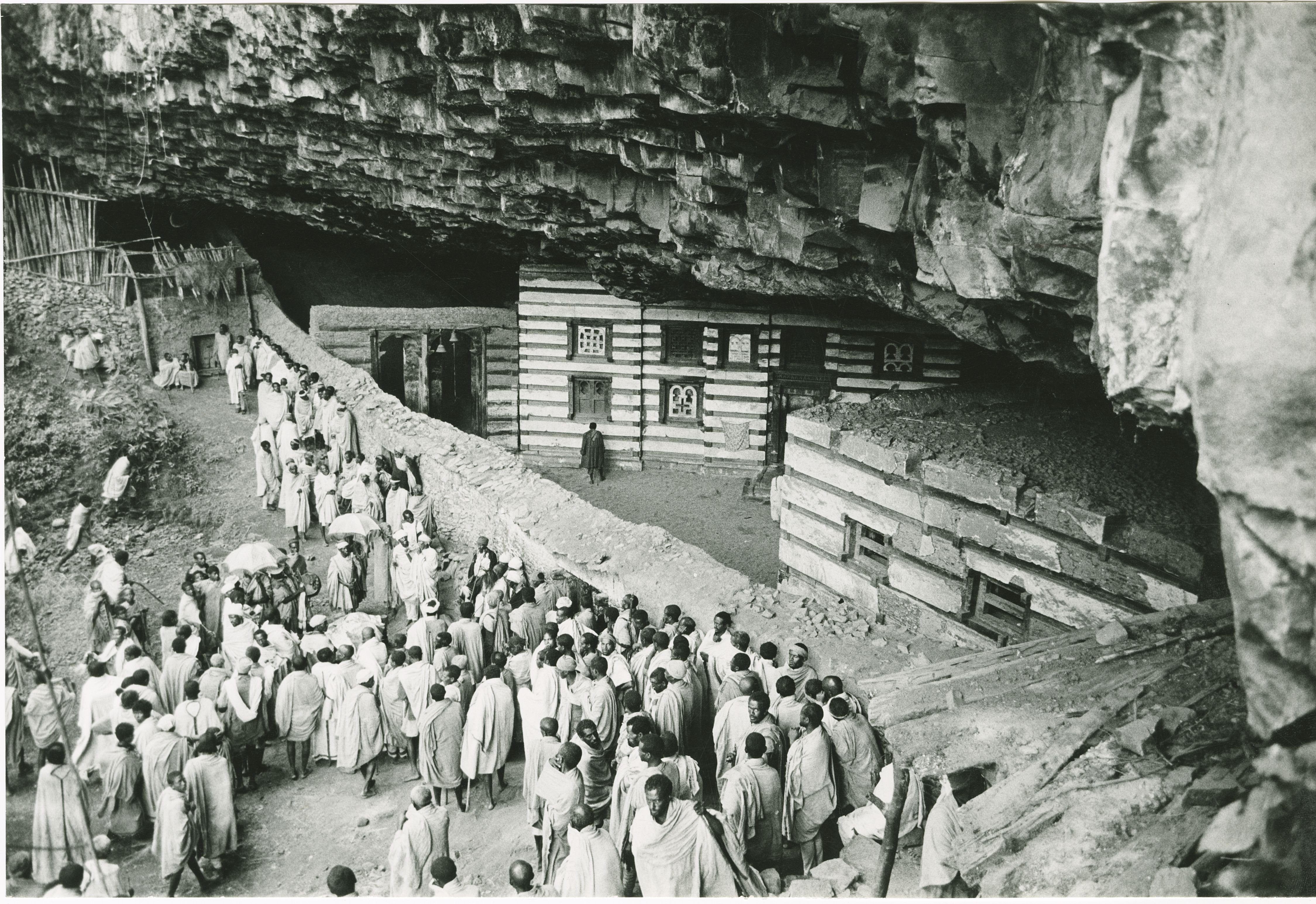
Veduta dall'alto della chiesa di Yemrehanna Kristos a Lalibela.

Intorno al I millennio a.C. il regno di Axum subì influenze sudarabiche a cui si aggiunsero quelle asiatico-sirianiche. A cavallo dell'era cristiana si diffusero anche influenze indiane, si crearono templi rupestri isolati con motivi decorativi architettonici caratteristici, seguiti da elementi dell'arte copta. L'arte etiopica si sviluppò sia nella fase medioevale, dal VII secolo al XVI secolo, che in tempi più recenti. Nel primo periodo furono soprattutto le zone del nord e del centro del Paese a godere di un pregevole sviluppo architettonico, mentre il resto del Paese era impegnato in aspre lotte con le forze islamiche.
L'edificio più antico del paese è il Grande tempio di Yeha, anche noto come Tempio della Luna, dedicato al dio sabeo Almaqah, che si trova a Yeha nella Regione dei Tigrè, considerato un luogo sacro. Costruito nel VII secolo a.C., senza l'ultilizzo di malta, presenta alcune soluzioni costruttive che denotano notevoli capacità ingegneristiche degli antichi costruttori.
La caratteristica principale dell'architettura etiope si riconosce nello sviluppo orizzontale, tipico degli edifici religiosi e civili, stile che si è differenziato tra le regioni nel paese. Il motivo ricorrente è antico, in quanto ricorda steli paleo-etiopiche, sia a sfondo religioso-funerario, sia a fini politici per esaltare il palazzo del re. Se nell'architettura paleo-etiopica gli elementi tipici furono il podio di sostegno ai gradini, la scalinata di accesso esterna a tombe, chiese e palazzi, la chiesa di Debre Damo testimoniò, invece, il passaggio all'architettura medievale, contraddistinta da interni a tre navate terminanti in absidi di derivazione siriaca.
Famoso fu il complesso delle cinquanta chiese di Lalibela risalenti al XII secolo, dalla pianta regolare, archi ampi, soffitti a cupolette, finestrelle con griglia a croce. Il Libro dei Re (III 6, 2-19) nel descrivere l'erezione del Tempio di Gerusalemme a opera di Salomone, illustra la tripartizione dello spazio sacro che trova coincidenze in una serie di chiese etiopiche: un edificio rettangolare costituito da tre vani allineati comunicanti, il primo dei quali destinato ai cantori e al popolo, il secondo al clero non officiante e alla distribuzione della comunione al popolo, il terzo ai sacerdoti officianti. Le chiese del nord realizzarono nette separazioni tra il vestibolo e il tabernacolo. Invece intorno al XVI secolo comparve la chiesa rotonda con tetto conico di stile Amhara. Dal 1600 in poi il paese subì influenze tra le quali quella, indiana, araba e portoghese, manifestandosi nella costruzione di edifici e monumenti, nei castelli quadrangolari di Gondar, a più piani con torrioni angolari.

### Scultura
La scultura fu limitata prevalentemente ai fregi esterni e interni delle chiese, eseguiti nella pietra o nel legno, talvolta policromi con motivi geometrici o animaleschi oppure raffigurante angeli e santi.

### Pittura
Se la prima pittura medievale fu caratterizzata da affreschi di santi o di re-santi raffigurati in modo rigido e piatto, nei secoli successivi si impose la pittura a grandi tempere su tela o su pelle, da conservare sulle pareti delle chiese.
Il XIV secolo fu testimone dell'affermarsi dello stile siriaco e armeno, con in aggiunta dell'ornamentazione copta. Nel secolo seguente giunsero influenze bizantine, soprattutto per quanto riguarda lo stile nel ritratto dell'evangelista a piena pagina, mentre invece nei secoli successivi si diffusero motivi e stili occidentali con influenze del pittore Niccolò Brancaleone, veneziano, che molti anni nell'impero etiopico. La più tipica e caratteristica forma pittorica fu la miniatura, con origini pre-cristiane.

### Letteratura
Uno dei testi sacri del rastafarianesimo è costituito dalla Gloria dei Re, risalente al periodo compreso tra il IV e il VI secolo d.C.
Tra gli scrittori che si sono distinti, tra il XIX e il XX secolo, possiamo ricordare Afework Ghevre Jesus (1868-1947), uno dei padri della moderna letteratura etiopica. E ancora il poeta e drammaturgo Tsegaye Gabre-Medhin e Maaza Mengiste, che ha avuto vari riconoscimenti internazionali.

### Patrimoni dell'umanità
Diversi siti dell'Etiopia sono stati iscritti nella Lista dei patrimoni dell'umanità dell'UNESCO.

### Musica

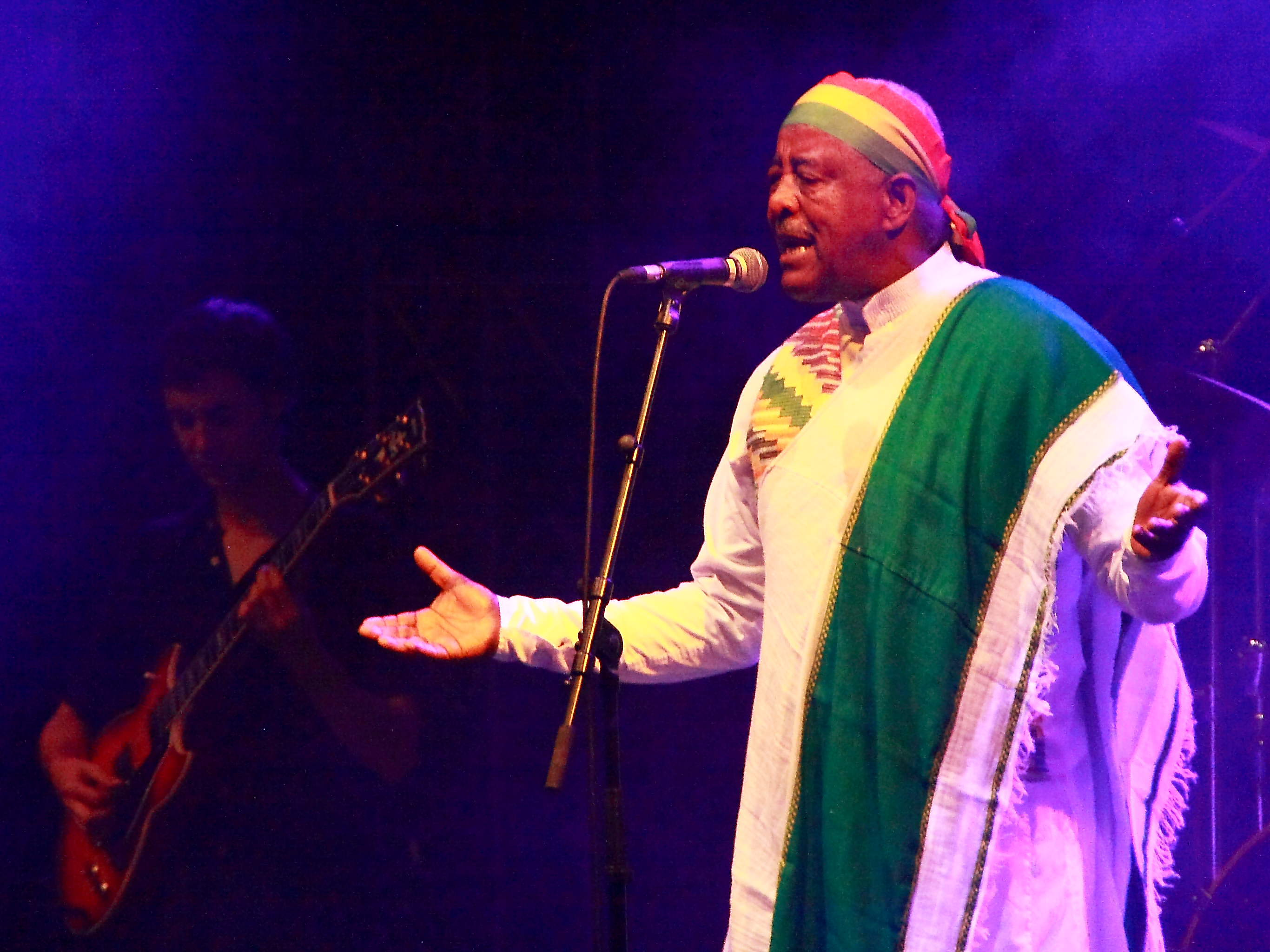
Mahmoud Ahmed, un cantante etiope di origine guraghé nel 2005.

La musica etiope è estremamente varia. Si potrebbe dire che ciascuno degli 80 gruppi etnici del paese possa essere associato a suoni unici e specifici. La musica etiope utilizza un diverso sistema modale, ossia la scala pentatonica, con caratteristici e lunghi intervalli intercalati tra alcune note. Come per molti altri aspetti della cultura etiope e della tradizione, la musica è strettamente legata a quella dei paesi vicini come Eritrea, Somalia, Gibuti e Sudan. Il canto tradizionale etiope presenta diversi stili di polifonia (eterofonia, bordone e contrappunto). Tradizionalmente le liriche dei compositori etiopici sono fortemente associate al patriottismo o all'orgoglio nazionale, al romanticismo, all'amicizia e per la maggior parte, in modo univoco, ai ricordi conosciuti come 'Tissita'. Esponente del genere musicale, cosiddetto Ethio Jazz o jazz etiope, è Mulatu Astatke.

### Cinema
In ambito cinematografico da ricordare importanti registi quali Zelalem Woldemariam e Haile Gerima il cui film Teza è stato premiato nel 2008 alla 65ª Mostra internazionale d'arte cinematografica di Venezia con il Leone d'argento - Gran premio della giuria.

### Ricorrenza nazionale
Il 28 maggio si celebra il Downfall of the Derg ደርግ የወደቀበት ቀን,che ricorda la caduta della giunta Derg, nel 1991.
- In Etiopia, come in Eritrea, si celebra anche l'Enkutatash

## Tradizioni

### Cucina

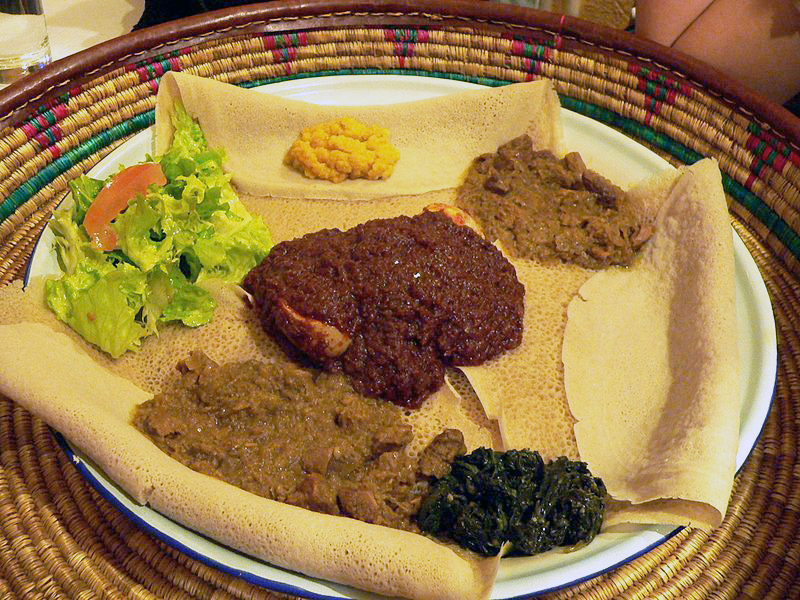
Cucina tipica etiope: Injera (focaccia-come il pane) e diversi tipi di wat (stufato).

Il più noto alimento della cucina etiope è costituito da vari stufati di carne conosciuti come wat. Nella cultura etiope la carne con i contorni di verdure vengono serviti nell'injera, un grande pasta simile a una focaccia fatta da farina teff. Non vengono usati utensili, invece si usa l'injera per raccogliere gli antipasti e contorni. Quasi universalmente in Etiopia è comune mangiare nello stesso piatto al centro del tavolo in compagnia con un gruppo di persone. È anche usanza comune nutrire gli altri del gruppo con le proprie mani, una tradizione chiamata gursha. La cucina tradizionale etiope non impiega maiale o frutti di mare di qualsiasi tipo, in quanto sono vietati sia nelle fedi etiopi cristiano ortodosse che nella religione islamica ed ebraica. Chechebsa (ጨጨብሣ), marqa, chukko, michirra e dhanga sono i piatti più famosi delle popolazioni Oromo. Kitfo (ክትፎ), che ha avuto origine dai guraghé è uno degli alimenti ampiamente accettati e preferiti in Etiopia. Tihlo (ጥሕሎ) - che è un tipo di gnocco - è preparato con farina di orzo tostato ed è stato creato in Tigré e ora è molto popolare in Amara diffondendosi anche più a sud.

### Calendario

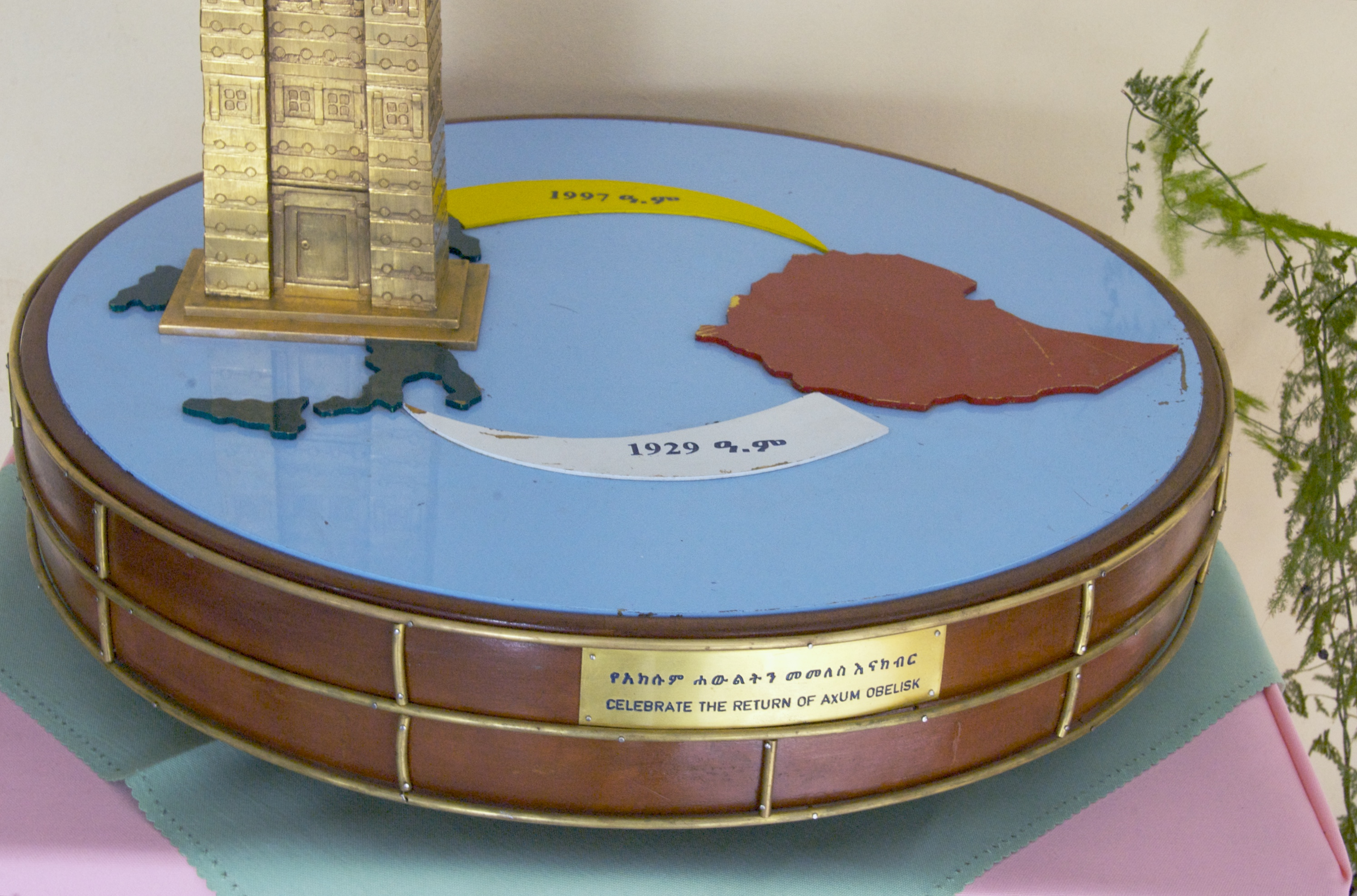
Modello che commemora la stele di Axum nel suo ritorno in Etiopia, che mostra la data di partenza e ritorno secondo il calendario etiopico.

L'Etiopia fa uso di diversi calendari locali. Il più noto è il calendario etiopico, conosciuto anche come il calendario ge'ez. Si basa sul più vecchio calendario copto alessandrino, che, a sua volta deriva dal calendario egizio. Come il calendario copto, il calendario etiopico ha dodici mesi di esattamente trenta giorni ciascuno più cinque o sei giorni epagomeni, che comprendono un tredicesimo mese. I mesi etiopi iniziano negli stessi giorni, come quelli del calendario copto, ma i loro nomi sono in Ge'ez. Come il calendario giuliano, il sesto giorno epagomeno, che in sostanza è un giorno intercalare, si aggiunge ogni quattro anni, senza eccezioni, il 29 agosto del calendario giuliano, sei mesi prima del giorno del salto giuliano. Un altro sistema calendariale di rilievo è stato sviluppato intorno al 300 a.C. dagli Oromo. Esso è un calendario lunare-stellare; si basa su osservazioni astronomiche della luna, in collaborazione con sette stelle particolari o costellazioni. Mesi Oromo (stelle / fasi lunari) sono Bittottessa (Iangulum), Camsa (Pleiadi), Bufa (Aldebarran), Waxabajjii (Belletrix), Obora Gudda (Central Orion-Saiph), Obora Dikka (Sirio), Birra (luna piena), Cikawa (la luna calante), Sadasaa (quarto di luna), Abrasa (grande mezzaluna), Ammaji (media mezzaluna) e Gurrandala (piccola mezzaluna).

### Onomastica

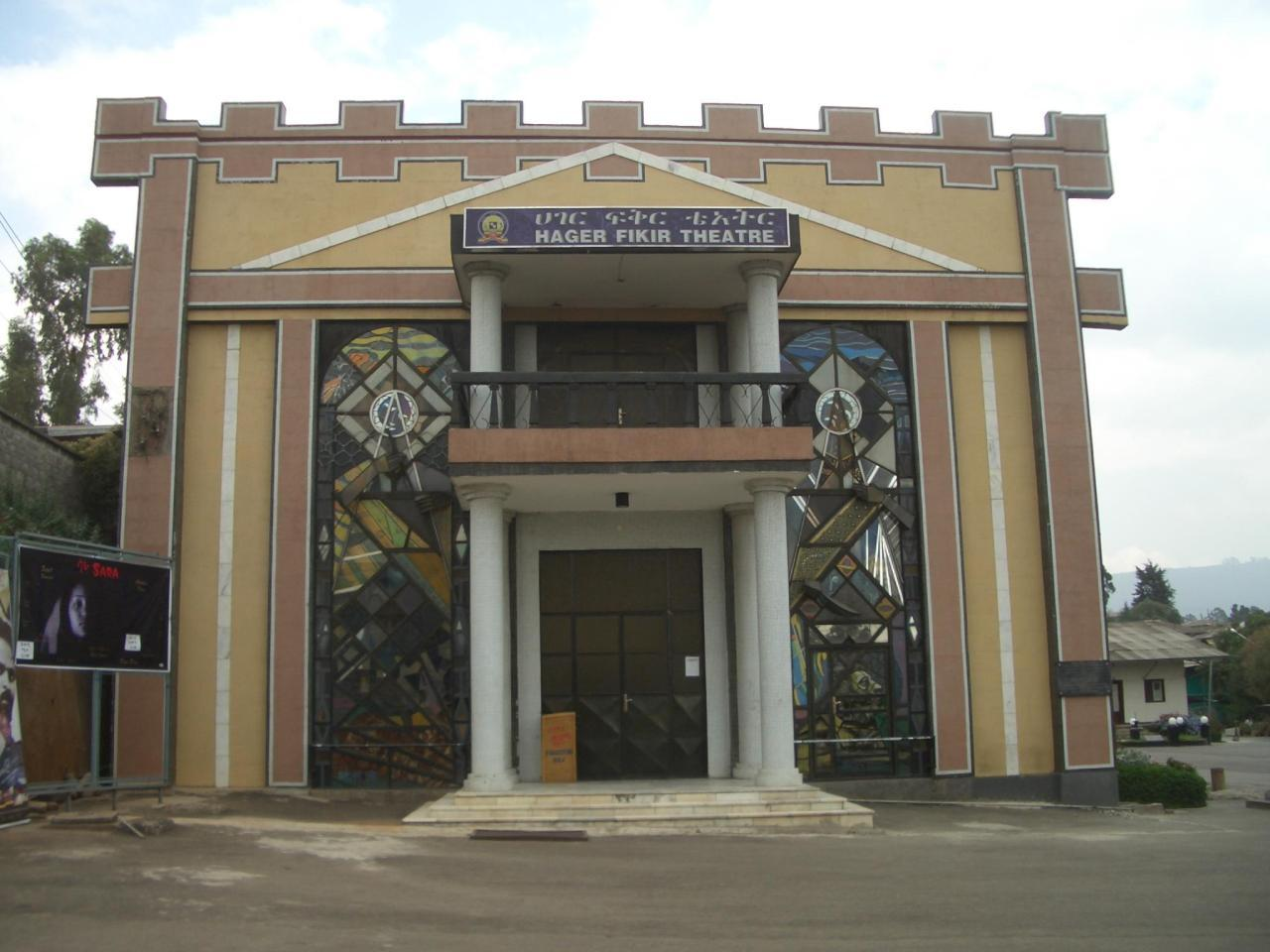
Il Teatro Hager Fikir in Addis Abeba, fondato nel 1935.

Gli Etiopi fanno uso di un sistema di identificazione delle persone diverso da quella in uso nel sistema occidentale: ai bambini viene aggiunto il nome del loro padre e del nonno paterno, consecutivamente al proprio nome di battesimo. Per ragioni di compatibilità il nome del padre è preso come cognome della prole. In situazioni ufficiali vengono utilizzati per gli uomini i prefissi Ato (ኣቶ), anche Ayte (ኣይተ), Weizero (ወይዘሮ) per le donne sposate, e Weizerit (ወይዘሪት) per le donne non sposate.

## Sport

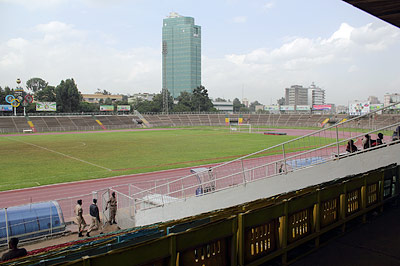
Stadio di Addis Abeba.

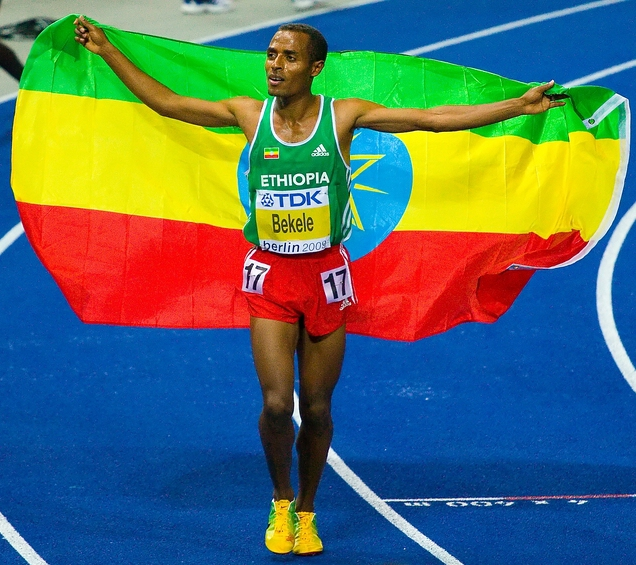
Kenenisa Bekele, ex-detentore del record mondiale sia 5000 m e 10000 m.

Gli atleti etiopi si sono sempre distinti nelle discipline atletiche del fondo e del mezzofondo, con una tradizione che risale agli anni sessanta del secolo scorso grazie alle imprese del maratoneta Abebe Bikila, vincitore nelle olimpiadi di Roma 1960 e Tokyo 1964. Tra gli altri vincitori di medaglie olimpiche troviamo Myrus Yfter e Haile Gebrselassie, corridori su lunghe distanze ai quali si devono diversi record del mondo. Inoltre, Kenenisa Bekele è un corridore che si è distinto nei 5.000 e 10.000 metri dei quali detiene il record del mondo. Da segnalare inoltre Mamo Wolde, Miruts Yifter, Derartu Tulu, Tirunesh Dibaba, Meseret Defar, Birhane Adere, Tiki Gelana, Genzebe Dibaba e Gelete Burka. Nel 2012 la squadra nazionale di calcio (Walayia Antilopi) si è qualificata per la Coppa 2012 delle Nazioni Africane (CAF) e più recentemente ha raggiunto le ultime 10 squadre di calcio africane nell'ultima fase di qualificazione per la Coppa del Mondo FIFA 2014. Tra i giocatori di rilievo troviamo il capitano Adane Girma e il capocannoniere Saladin Said. L'Etiopia ha una lunga tradizione nel basket africano, soprattutto nell'area sub-sahariana, già da 1949.

### Giochi olimpici
La prima medaglia d'oro olimpica (e prima medaglia olimpica) per l'Etiopia e per il continente africano è stata conquistata nella maratona, ai Giochi olimpici di Roma 1960, da Abebe Bikila.

### Calcio
La Nazionale di calcio non ha finora ottenuto risultati importanti in campo internazionale, mentre ha partecipato spesso in Coppa d'Africa e vinto in quest'ultima nel 1962.